# Jenson Button
Jenson Alexander Lyons Button (Frome, Somerset, Inglaterra, Reino Unido; 19 de enero de 1980), más conocido como Jenson Button, es un piloto de automovilismo británico. Fue campeón del Campeonato Mundial de Fórmula 1 en 2009 con el equipo Brawn GP, resultó subcampeón en 2011 y quinto en 2010 y 2012 con McLaren, y tercero en 2004 con BAR. Ha logrado 15 victorias, ocho pole positions, 50 podios y ocho vueltas rápidas entre los años 2000 y 2017 en 306 Grandes Premios en la categoría.
Se inició en el karting a la edad de 8 años y logró grandes éxitos antes y durante su estancia por categorías superiores de monoplazas como la Fórmula Ford Británica y el Campeonato Británico de Fórmula 3. En su carrera de Fórmula 1 ha competido en las escuderías Williams, Benetton, Renault, McLaren, Brawn GP y BAR, escudería donde lograría su primer podio, pole position, y vuelta rápida. Honda, escudería en donde lograría su primera victoria después de 113 Grandes Premios disputados en 2006. Brawn GP, equipo donde ganaría el Campeonato de Pilotos y de Constructores en 2009, y desde 2010 con el equipo McLaren, con siete temporadas ha logrado con el equipo terminar subcampeón en 2011.
McLaren le otorgó a Button el Premio Young Driver en 1999.
El 1 de enero de 2010, el piloto fue incluido en la lista de los Honores de Año Nuevo 2010, convirtiéndose así en miembro de la Orden del Imperio Británico por sus servicios a los deportes de motor. La ciudad natal de Button, Frome, ha nombrado una calle, Jenson Avenue, después de él, y le ha otorgado la libertad de la ciudad. La ciudad también tiene la intención de nombrar a un nuevo puente sobre el río Frome 'el puente de Jenson Button'.
Button también está involucrado en el trabajo de caridad a través de la creación de la Jenson Button Trust. Establecido en marzo de 2010, el Fondo proporciona donaciones a una serie de causas benéficas. Cada año la Fundación seleccionará y designar beneficiarios de caridad a la que se distribuirán los fondos.

## Carrera

### Inicios
Button nació el 19 de enero de 1980 en Frome, Somerset y se creció en Vobster. Fue nombrado después del amigo danés y rival de rallycross de su padre, Erling "Jensen", el cambio de la "e" por una "o" para diferenciarla de Jensen motores. Fue educado en la primaria Vallis, la secundaria Selwood y la Frome Community College. Él es el cuarto hijo de la sudafricana Simone Lyons y del expiloto de Rallycross John Button, el cual era bien conocido en el Reino Unido durante la mayor parte de la década de 1970 por su llamado escarabajo Volkswagen, antes de cambiar a un VW Golf Mk1 en 1978. Después de que sus padres se divorciaron cuando él tenía siete años, él y sus tres hermanas mayores fueron criados por su madre en Frome. Sin embargo, después de un tiempo el niño se trasladó a su madrastra Pippa Kerr, que había estado casada con su padre en 1994. Jenson tenía 19 años de edad cuando John Button y Pippa Kerr se divorciaron. Button falló su primer examen de conducir por acercarse demasiado a un vehículo estacionado.

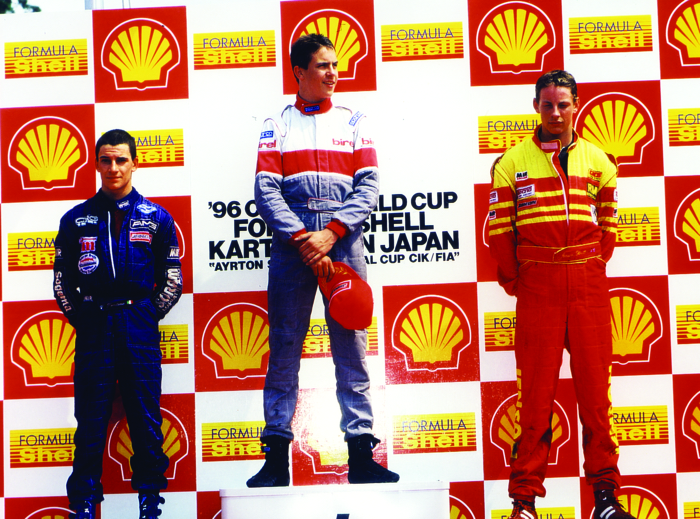
Jenson Button (derecha) en 1996.

Button disfrutó de las carreras desde una temprana edad, compitiendo con su bicicleta BMX con los amigos después de la escuela, comenzó el karting en el Clay Pigeon Raceway a la edad de ocho años, cuando su padre le compró su primer kart, e hizo un éxito extraordinario en su inicio. En 1989, con nueve años, llegó primero en el Súper Premio de Gran Bretaña. Ganó todas las 34 carreras del Campeonato British Cadet de Kart de 1991, junto con el título con el equipo de karts Wright. Le siguieron más éxitos, incluyendo tres triunfos en el Campeonato Abierto británico Kart. En 1997, ganó el Memorial Cup Ayrton Senna, y también se convirtió en el piloto más joven en ganar el Campeonato Europeo Super A.
A los 18 años de edad, Button se trasladó a las carreras de automóviles, ganando el Campeonato Británico de Fórmula Ford Racing con Haywood; También triunfó en el Festival de Fórmula Ford en Brands Hatch. A finales de 1998, él ganó el premio anual piloto joven de McLaren Autosport BRDC. Su premio incluye una prueba en un monoplaza de Fórmula 1 McLaren, que recibió a finales del año siguiente. Button entró en el Campeonato Británico de Fórmula 3 en 1999, con el equipo Promatecme. Ganó tres veces en Thruxton, Pembrey y Silverstone, y terminó la temporada como el piloto novato superior, y tercero en la general. Terminó quinto y segundo, respectivamente, en los Marlboro Masters y Gran Premio de Macao, perdiendo por 0.035 segundos al ganador Darren Manning.

### Fórmula 1

#### Williams (2000)

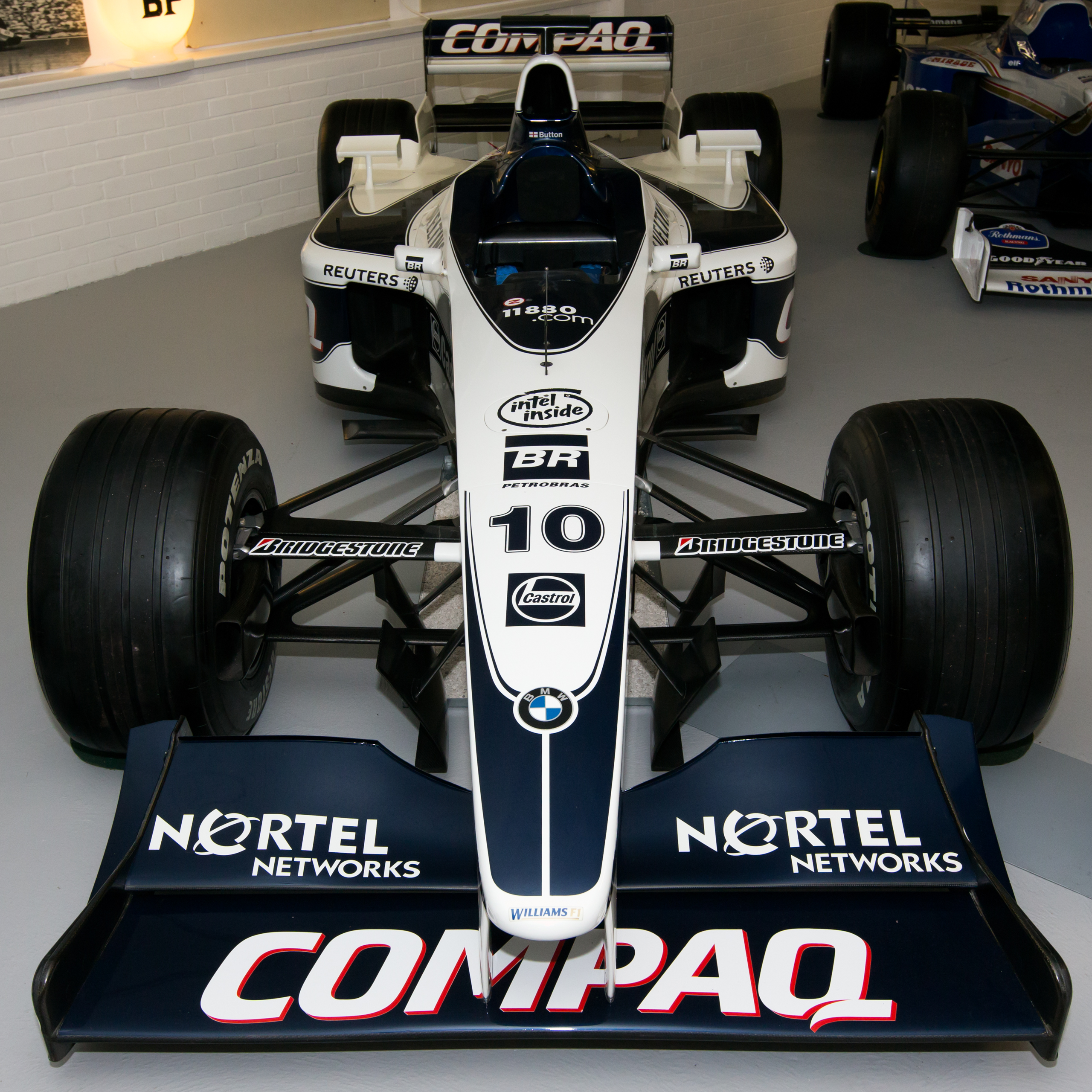
El Williams FW22 de Button en su temporada debut

A finales de 1999, Button tuvo su premio de pruebas de McLaren en Silverstone, y también probó para el equipo Prost. Un puesto de carrera vacante llegó a estar disponible en el equipo Williams, tras la marcha de Alex Zanardi, y el jefe del equipo, Frank Williams, organizó una prueba 'rápida' entre Button y el corredor de Formula 3000 Bruno Junqueira, con Button asegurando el asiento. Esto lo hizo el británico más joven como piloto de Fórmula 1, Button fue muy publicitado antes de su primera carrera: expiloto Gerhard Berger lo describió como un "fenómeno"; el jefe de su equipo de karting, Paul Lemmens, lo comparó con Ayrton Senna; y el director técnico de Williams, Patrick Head, dijo que estaba "muy maduro y sin duda una estrella del futuro". Sin embargo algunos tenían dudas acerca de su falta de experiencia y la capacidad de hacer frente a las presiones de la Fórmula 1.
Haciendo su debut en Australia, Button se estrelló durante la práctica y se clasificó penúltimo en la parrilla. Sin embargo, obtuvo un buen rendimiento en la carrera y estaba para sumar un punto antes que su motor fallara 11 vueltas para el final. Un sexto puesto en la próxima carrera en Brasil lo hizo, en ese momento, el piloto más joven en lograr un punto. En sus primeras seis carreras, estuvo por delante de su compañero de equipo Ralf Schumacher dos veces en clasificación, y fue consistentemente parejo a él en cuanto a ritmo de carrera; el periodista David Tremayne describe el inicio de Button como "la materia de los sueños más salvajes de cualquier dueño del equipo". Sin embargo, Williams tenía la intención de utilizar a Button solo hasta que pudieran ejercer su opción de compra de alta calificación, Juan Pablo Montoya, luego de que su contrato finalizase con Ganassi Racing. Un mal desempeño de Button, combinado con la victoria de Montoya en las 500 de Indianápolis de ese año, llevó a Montoya siendo anunciado como su reemplazo a medio camino a través de la temporada. Williams ha decidido no vender el contrato de Button, manteniendo el derecho a recordarlo en 2003. Se fue a Benetton en un préstamo de dos años.
La mejor clasificación de Button de la temporada fue el tercer puesto en el Gran Premio de Bélgica en Spa-Francorchamps; y su mejor resultado en carrera fue cuarto en el Gran Premio de Alemania (Puntuando en 6 carreras). A pesar de las preocupaciones acerca de su falta de experiencia, hizo algunos errores durante la temporada, el más notable viene en el Gran Premio de Italia en Monza. En condiciones de auto de seguridad (safety car), Button se desvió para evitar la cola que se había agrupado encima, y posteriormente se estrelló en la barrera; culpó a Michael Schumacher, que había estado al frente en el momento (y así controlar el ritmo), y Schumacher se disculpó por ello después de la carrera.
Button terminó su impresionante primera temporada en el 8.º lugar con 12 puntos detrás de Ralf quien terminó en quinto lugar con 24 y con Williams terminando terceros en el de constructores.

#### Benetton (2001)
Para el año 2001, Button tuvo como compañero al conductor experimentado Giancarlo Fisichella en Benetton, el cual había sido recientemente adquirido por Renault. Soportó una triste temporada: el monoplaza Benetton era muy poco competitivo y no obtuvo mejores resultados que su compañero.

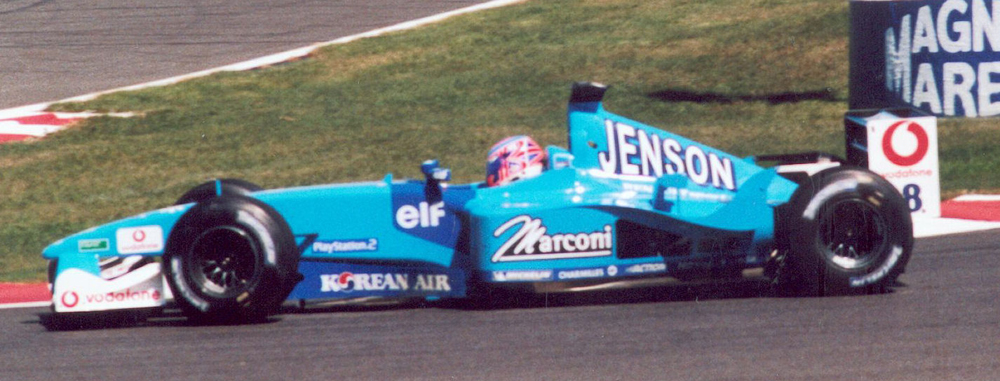
Jenson en su Benetton Formula en 2001.

Él terminó 17.º en el campeonato de pilotos, 2 puntos por detrás de Giancarlo (11.º con 8 puntos) y Benetton quedándose con la 7.ª plaza, con su mejor resultado quinto en el Gran Premio de Alemania. Su mala temporada llevó a especulaciones de que sería reemplazado antes de que finalizase el año; el director del equipo, Flavio Briatore dijo, "o bien se muestra que es súper bueno o se va del escalón más alto de los conductores", y se dice que se le ofreció la oportunidad de irse. Button cree que su inexperiencia era obvia mientras trataba de ayudar a su equipo a crear un monoplaza competitivo. Su falta de éxito en combinación con un estilo de vida extravagante llevó algunas publicaciones de prensa a llamarlo un "playboy".

#### Renault (2002)

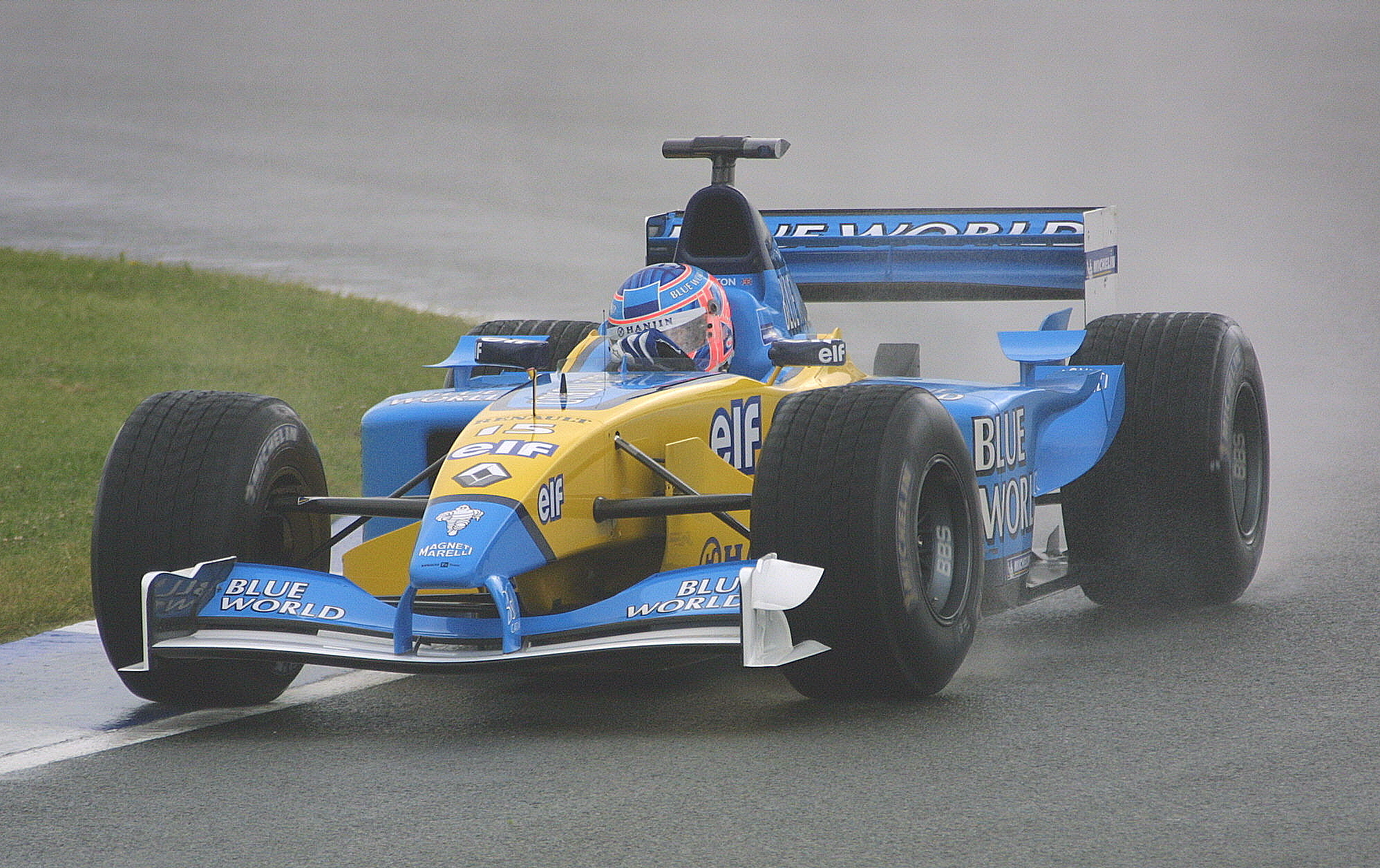
Button en el GP de Gran Bretaña de 2002.

En 2002, Benetton fue renombrado como Renault F1, Jarno Trulli se unió al equipo de Button como su compañero. Durante las vacaciones de invierno, Button pasó mucho tiempo trabajando con su equipo de ingenieros y sintió que había una mejor comprensión entre ellos; se describió como "muy seguros" para la temporada.
Empezó así: en la segunda carrera de la temporada en Malasia, estaba en camino a su primer podio antes de que un problema en la suspensión en las últimas vueltas lo cayó al cuarto puesto. Las actuaciones de Button habían mejorado en gran medida con respecto a la temporada anterior; aunque a menudo opacado por Trulli en clasificación, mostró el ritmo de carrera más rápido para superar a su compañero de equipo más experimentado (puntuando en 7 carreras y 8 veces finalizando por delante de Trulli).
A pesar de las actuaciones de Button, y su deseo de quedarse con Renault, se anunció en el Gran Premio de Francia que iba a dar paso en 2003 por el piloto de pruebas Fernando Alonso, Briatore fue objeto de críticas por su decisión, pero declaró que "el tiempo dirá si estoy equivocado"; también le acusan a Button de ser un "playboy vago", en julio Button firmó un contrato de dos años con una opción de dos años más para BAR (British American Racing), acompañando al campeón del mundo de 1997 Jacques Villeneuve. Un factor importante en su decisión era la oportunidad de trabajar con David Richards, el director del equipo BAR.
Terminó 7.º en la temporada con 14 puntos, un solo lugar y 5 puntos por delante de Trulli con Renault 4.º en el campeonato de constructores.

#### BAR (2003-2005)

##### 2003

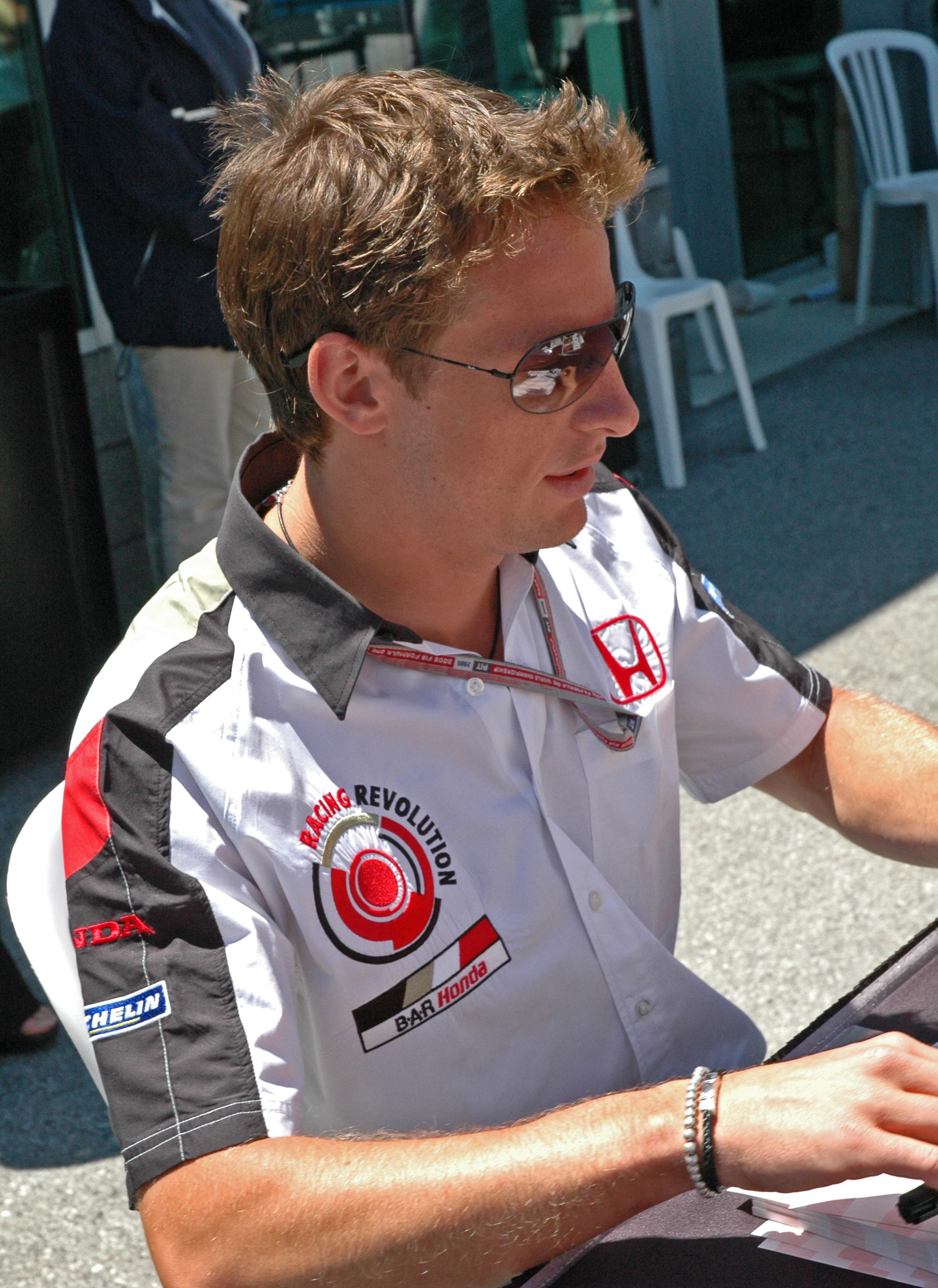
Jenson en una firma de autógrafos, en Estados Unidos 2005

Button enfrentó la hostilidad a principios de su nuevo compañero Villeneuve, quien sugirió que Button había sido contratado por su atractivo comercial más de su capacidad, y la comparación de él a un "miembro de una banda de chicos". Button respondió negando que tuviera nada que demostrar a Villeneuve; "No estoy aquí para ganar el respeto de Jacques, yo estoy aquí para ganar y mover el equipo hacia adelante". Su relación no mejoró después del primer Gran Premio de Australia: Villeneuve tenía previsto ir a boxes, pero se mantuvo fuera una extra vuelta y entró cuando Button debía, dejando a Button en espera perdiendo tiempo en carrera, mientras que el monoplaza de Villeneuve era atendido. Villeneuve echó la culpa a "problemas de radio", pero tanto Button como el director del equipo, David Richards, no le creyeron.
Button tuvo un buen manejo en las seis primeras carreras, logrando ocho puntos (el sistema de puntos había cambiado ese año, los 8 primeros sumaban), incluyendo el cuarto puesto en el Gran Premio de Austria; Villeneuve había logrado solo tres. Button se estrelló a gran velocidad a 185 mph (298 km / h) durante los entrenamientos del sábado en Mónaco, quedando brevemente inconsciente, y fue detenido en el hospital durante la noche. A pesar del accidente Button todavía quería hacer carrera, pero fue retirado por su equipo en el asesoramiento médico. También se perdió una prueba de un día en Monza, pero fue autorizado a correr en el siguiente Gran Premio en Montreal. Button continuó superando a su compañero de equipo (aunque Villeneuve sufrió un gran número de problemas mecánicos), y esto ayudó a reconstruir su reputación previamente vacilante. Justo antes de la última carrera en Japón, Villeneuve perdió su asiento en el equipo, así que Button se asoció con Takuma Satō; logró su segundo cuarto puesto en la temporada.
Terminó 9.º en el campeonato de pilotos con 17 puntos (6 carreras en los puntos de 16) por delante del excampeón Jacques (16.º con 6 puntos) y BAR logrando la 5.ª casilla.

##### 2004

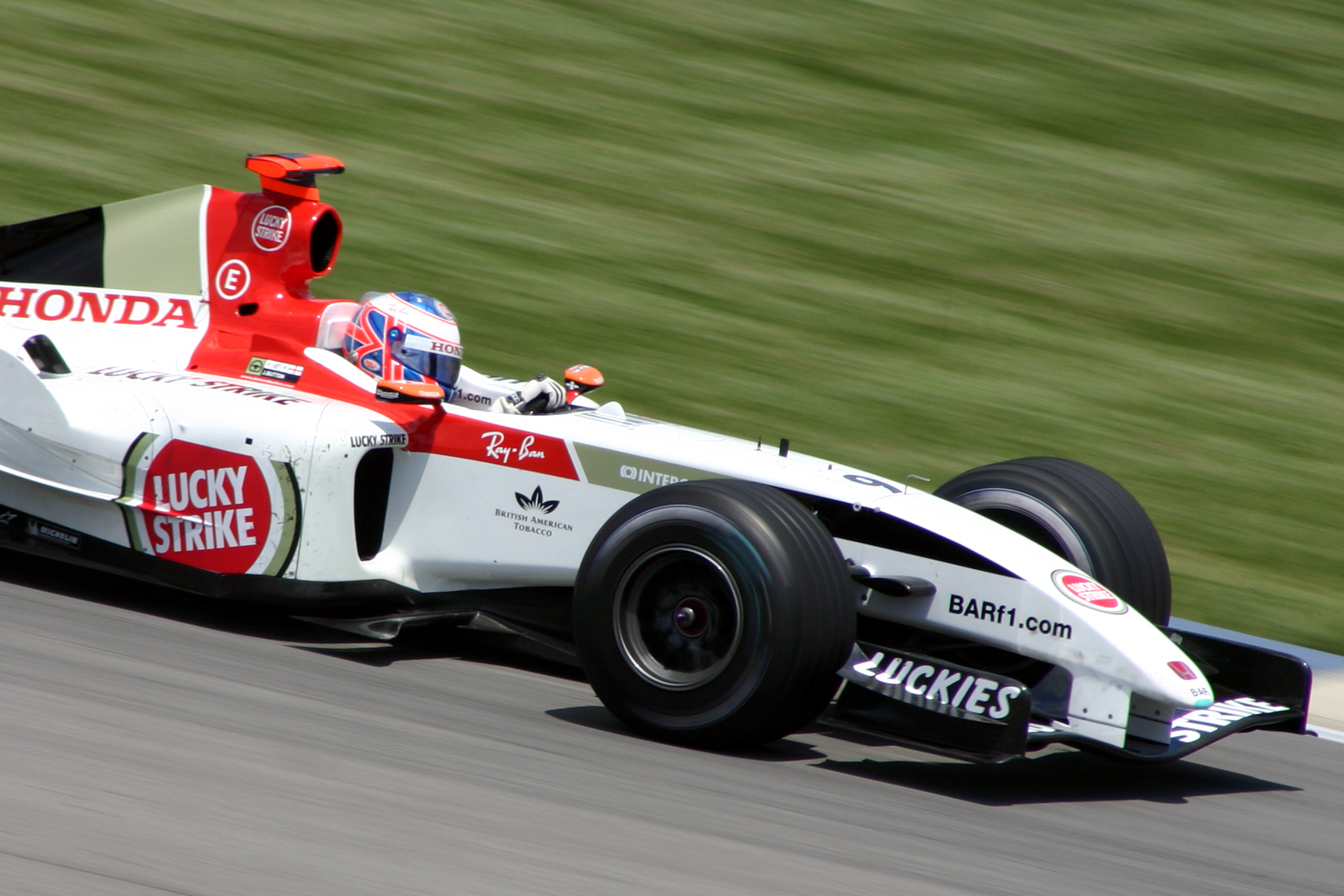
Button en el Gran Premio de los Estados Unidos de 2004, en su BAR 006. Quedó fuera de carrera tras sufrir una avería en la caja de cambios.

La temporada de 2004 fue la primera en la que Button fue el piloto más experimentado en su equipo. Era ambicioso para la temporada, diciendo: " Este año podríamos ser una posición puntera, Queremos correr al lado de los mejores equipos, Quiero ser consistente en los puntos y en el podio." Logró su primer podio en la segunda carrera de la temporada, el tercer puesto en el Gran Premio de Malasia diciendo después: "No hay palabras para describir la sensación de un primer podio". Le siguió hasta dos semanas más tarde con otro tercero en Baréin. En la próxima carrera en Imola, logró su primera pole y terminó segundo detrás de Michael Schumacher en carrera. Luego del 8.º lugar en España le siguieron 3 podios consecutivos incluyendo el 2.º a tan solo 0.400 décimas de Trulli en el Gran Premio de Mónaco. Nuevamente estaría cerca de su primera victoria en Alemania y en el debut del Gran Premio de China en Shanghái donde batalló con Räikkönen por la punta gran parte de la carrera pero a la final se quedó con el 2.º lugar en el podio detrás del hombre de Ferrari Rubens Barrichello. Sus resultados de la temporada fueron impresionantes: consiguió 10 podios en 18 carreras, y no pudo anotar puntos en sólo tres.

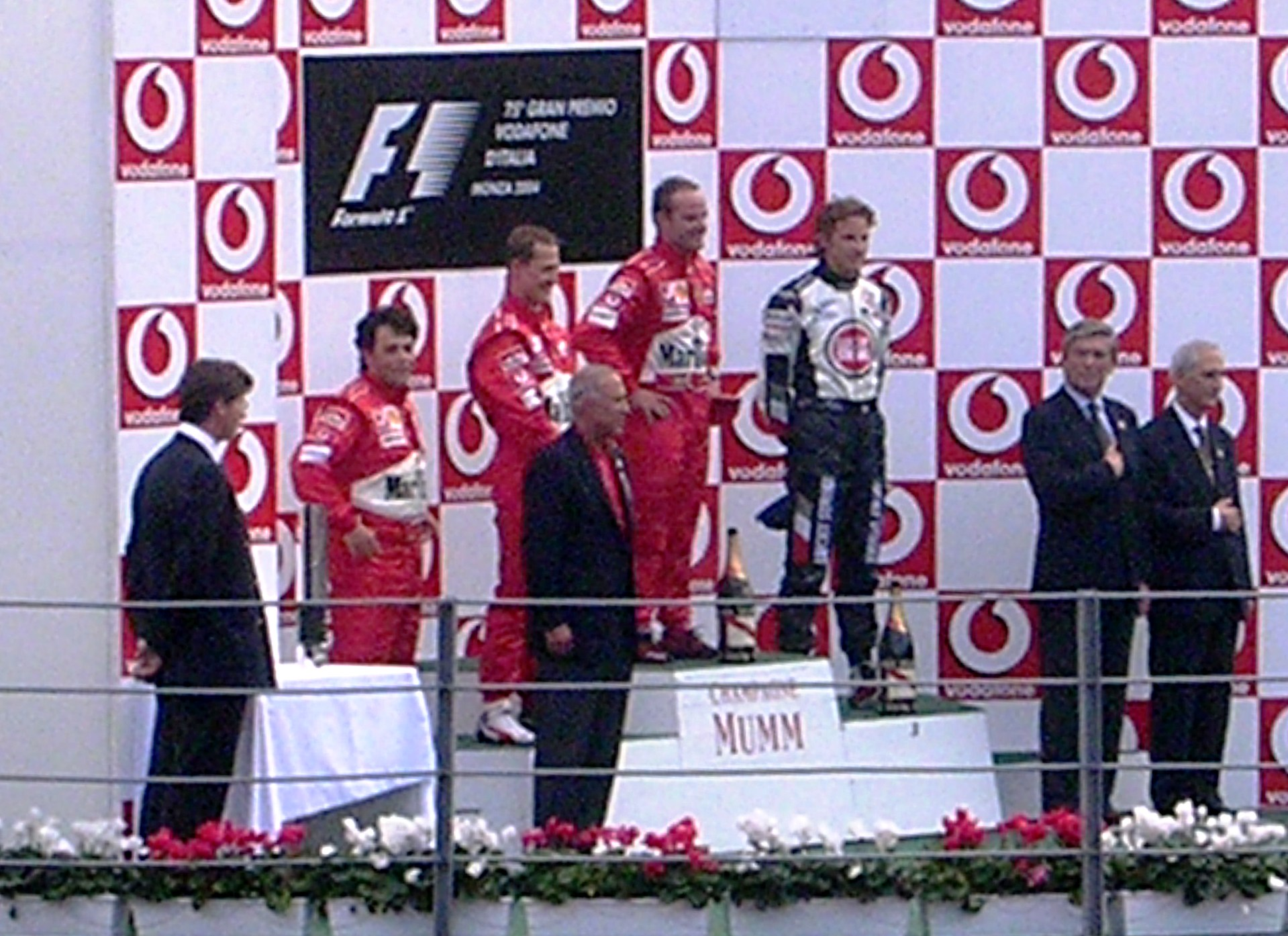
Button 3.° en Monza 2004 detrás de los pilotos de Ferrari.

Button fue 3.º en el campeonato de pilotos con 85 puntos (10 podios, 1 pole, 15 carreras en los puntos), por delante de Takuma (8.º con 34 puntos) y por detrás de los dos pilotos de Ferrari completamente dominantes, y ayudó a BAR para tomar el segundo lugar en el Campeonato de Constructores.
En agosto, Button se vio envuelto en una disputa contractual. El 5 de agosto, Button optó por dejar BAR y firmó un contrato de dos años para volver a Williams. Esto fue sorprendente, ya que Button estaba disfrutando de su mejor temporada hasta la fecha, mientras que Williams había estado en problemas. BAR, sin embargo, insistió en que tenían el derecho de ejercer su opción para mantener Button. El mánager de Button argumentó que la opción de BAR no era válida porque contenía una cláusula que permite que se vaya si BAR corría el riesgo de perder sus motores Honda. Sintieron que el nuevo contrato firmado en el verano con Honda para el suministro de motores a BAR no era definitivo, y por lo tanto Button fue libre para moverse. La disputa fue a la Junta de Reconocimiento de Contratos de la F1, una audiencia que se llevó a cabo el 16 de octubre en Milán, que falló a favor de BAR. El 20 de octubre, Button fue obligado a quedarse con el equipo. Dos de los hombres en el centro de la disputa pronto fueron removidos de sus cargos: director del equipo, David Richards fue reemplazado por Nick Fry después de que Honda comprara el 45 por ciento de la empresa BAR ; y Button despidió a su mánager, John Byfield, diciendo que había sido mal informado.

##### 2005

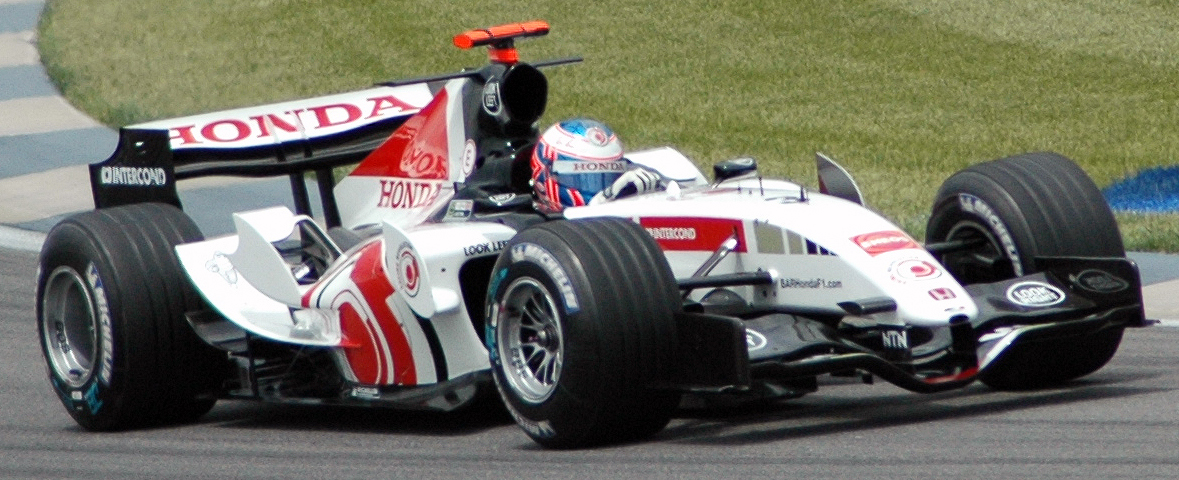
Jenson en su BAR Honda 007 durante la calificación del Gran Premio de los Estados Unidos de 2005, donde abandonaría por problemas de seguridad.

A pesar de la disputa, Button insistió en que tenía el apoyo de su equipo, y se mostró optimista para la temporada de 2005 el cual tuvo que soportar un comienzo difícil: los de BAR estaban fuera de ritmo en la primera carrera en Australia; y en la siguiente carrera en Malasia, los dos monoplazas se retiraron con fallo de motor después de sólo tres vueltas. Dos semanas más tarde en el Gran Premio de Baréin, Button había luchado su camino a la cuarta posición desde la undécima posición de la parrilla, antes de que un problema con el embrague lo obligara a otra jubilación. El mal comienzo solo se agravó en el Gran Premio de San Marino. Button terminó en tercer lugar, pero después de los escrutadores de carreras encontraron su monoplaza tenía un segundo tanque de combustible guardado en el interior del depósito principal; Una vez que ambos fueron drenados, su monoplaza fue de 5,4 kg de peso. A pesar de que los comisarios de la carrera no tomaron ninguna acción, la FIA apeló la decisión y el caso fue examinado por el Tribunal Internacional de Apelación de la FIA, no se pudo probar que BAR estaban engañando deliberadamente; Sin embargo, en caso de violación de las reglas, los dos pilotos fueron despojados de sus puntos de San Marino y prohibidos en las dos próximas carreras.

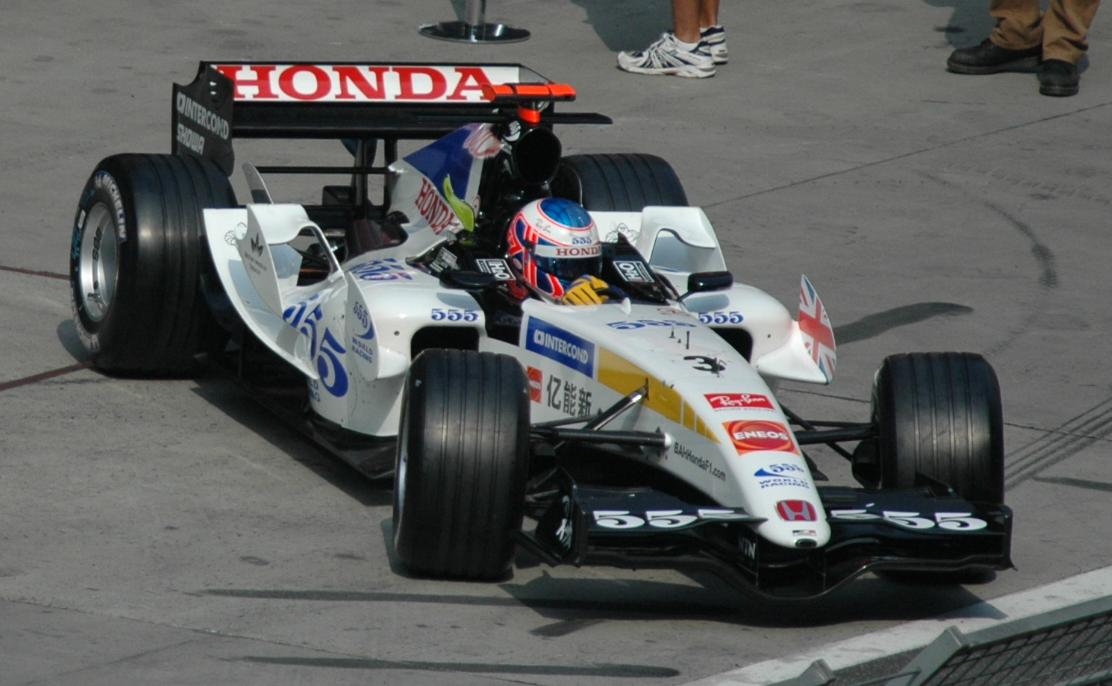
Jenson saliendo de boxes en China 2005.

Volviendo en el Gran Premio de Europa, BAR aún estaba en problemas y Button terminó décimo. Sorprendió a todos al tomar la segunda pole de su carrera en Montreal, pero se estrelló en la vuelta 47 de la carrera, mientras estaba en el tercer puesto. La retirada forzosa de todos los equipos que utilizan neumáticos Michelin, incluyendo a BAR, en el controvertido Gran Premio de Estados Unidos, significaba que tanto Button como Sato estaban todavía sin sumar puntos después de nueve carreras de una temporada de 19 carreras. Sin embargo, a partir del Gran Premio de Francia marcaría un punto de inflexión en el que Button puntuó en todas las carreras que quedaban. Él estuvo en el podio dos veces en la temporada, terceros puestos en Alemania y Bélgica.
Terminó la temporada en el 9° lugar con 37 puntos (2 podios y una 1 pole), por delante de Takuma (23° con 1 punto), con BAR sexto en el Campeonato de Constructores.
Por segundo año consecutivo, Button tuvo disputas de contratos que implican BAR y Williams. Button había firmado un precontrato para conducir para Williams en 2006, pero ahora se cree que sus perspectivas serían mejores en BAR, y que su contrato de Williams no era vinculante. Frank Williams insistió en que el contrato era plenamente vinculante, y que "absolutamente no hay ninguna vuelta atrás"; el equipo le requirió a Button cumplir con algunas obligaciones contractuales con los patrocinadores. Después de varias semanas de conversaciones, Williams accedió a liberar a Button, a cambio de un estimado de £ 18 millones en compensación. BAR trajo a un conductor experimentado, Rubens Barrichello de Ferrari. Con Button como su compañero, en sustitución de Takuma Satō. En octubre, Honda compró el 55 por ciento restante de BAR, y cambiarían el nombre del equipo a Honda Racing F1; Button dijo en ese momento, "que Honda hay comprado el equipo es una noticia increíble y realmente demuestra su compromiso de ganar el campeonato del mundo"

#### Honda (2006-2008)

##### 2006

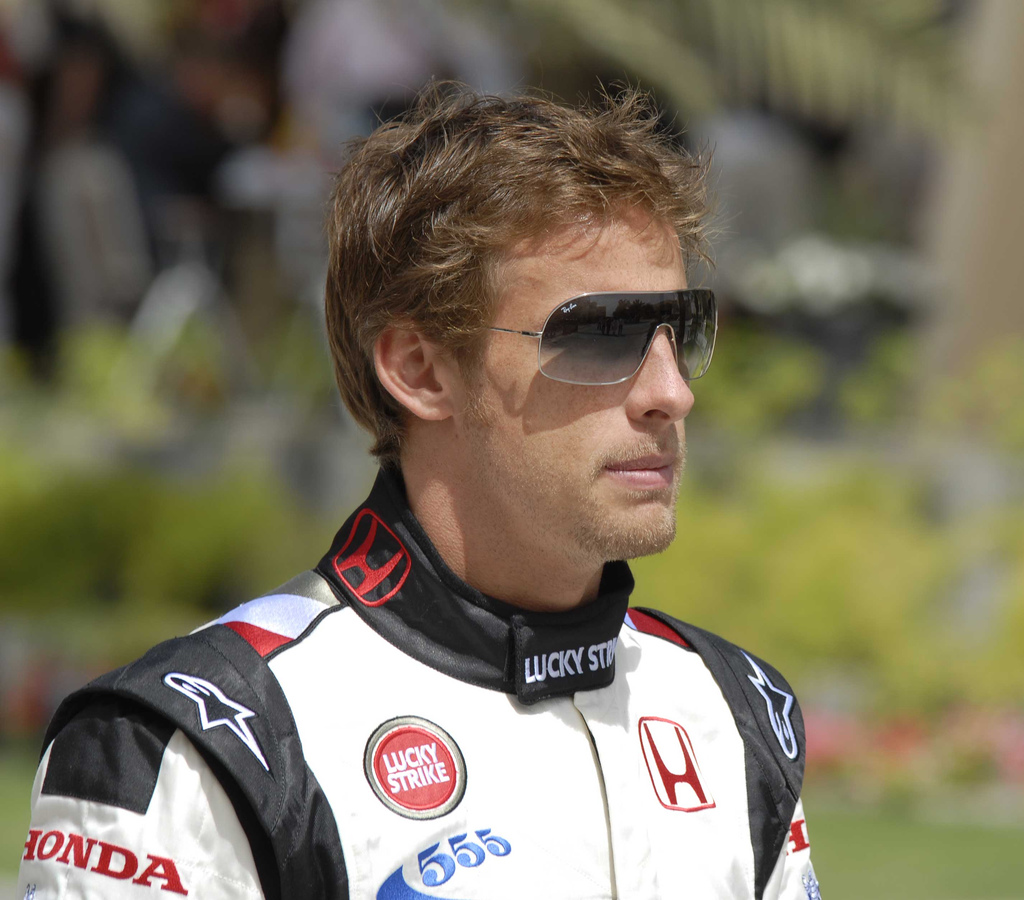
Button en el Gran Premio de Bareín.

El nuevo equipo tuvo un buen desempeño en las pruebas antes de la temporada de 2006, ayudado por los recursos adicionales ahora disponibles de Honda, y Button confiaba en el monoplaza. La primera parte de la temporada de 2006 resultó difícil; en la primera ronda, logró cinco puntos con el cuarto lugar, y terminó en el podio en Malasia. En Australia, se clasificó en la pole, pero fue superado en la carrera en la primera curva por Fernando Alonso y Kimi Räikkönen después de un período del auto de seguridad; corría quinto en la carrera, antes de que su motor explotara en la última curva de la última vuelta. Se detuvo justo antes de la línea de llegada para evitar una pena de motor. En su carrera de casa en Silverstone, se clasificó 19 después de que perdió tiempo por ser pesado, y su equipo no pudo conseguir de él en la pista con la insuficiente rapidez. Se retiró en la vuelta ocho, debido a una fuga de aceite del motor.

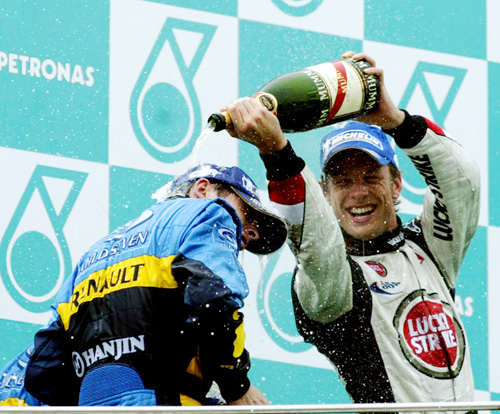
Podio en Malasia (a la derecha de Fisichella).

En el Gran Premio de Canadá, Button se clasificó por delante de Barrichello por primera vez desde Imola, pero acabó fuera de los puntos en el noveno. Se retiró en el Gran Premio de Estados Unidos, en una colisión en la primera vuelta de la participación de varios conductores y de nuevo en el Gran Premio de Francia debido a un fallo en el motor. En el Gran Premio de Alemania, Button pasó a clasificar cuarto, después de estar tercero por un tiempo en la carrera, Button finalmente terminó en cuarto lugar.

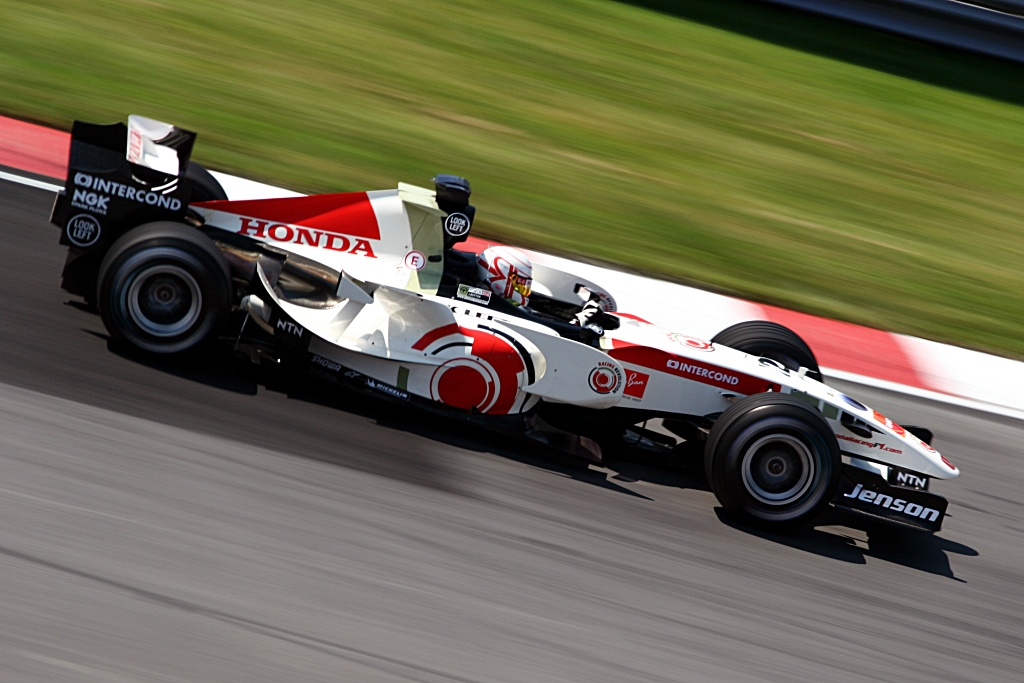
Jenson en Gran Premio de Canadá de 2006.

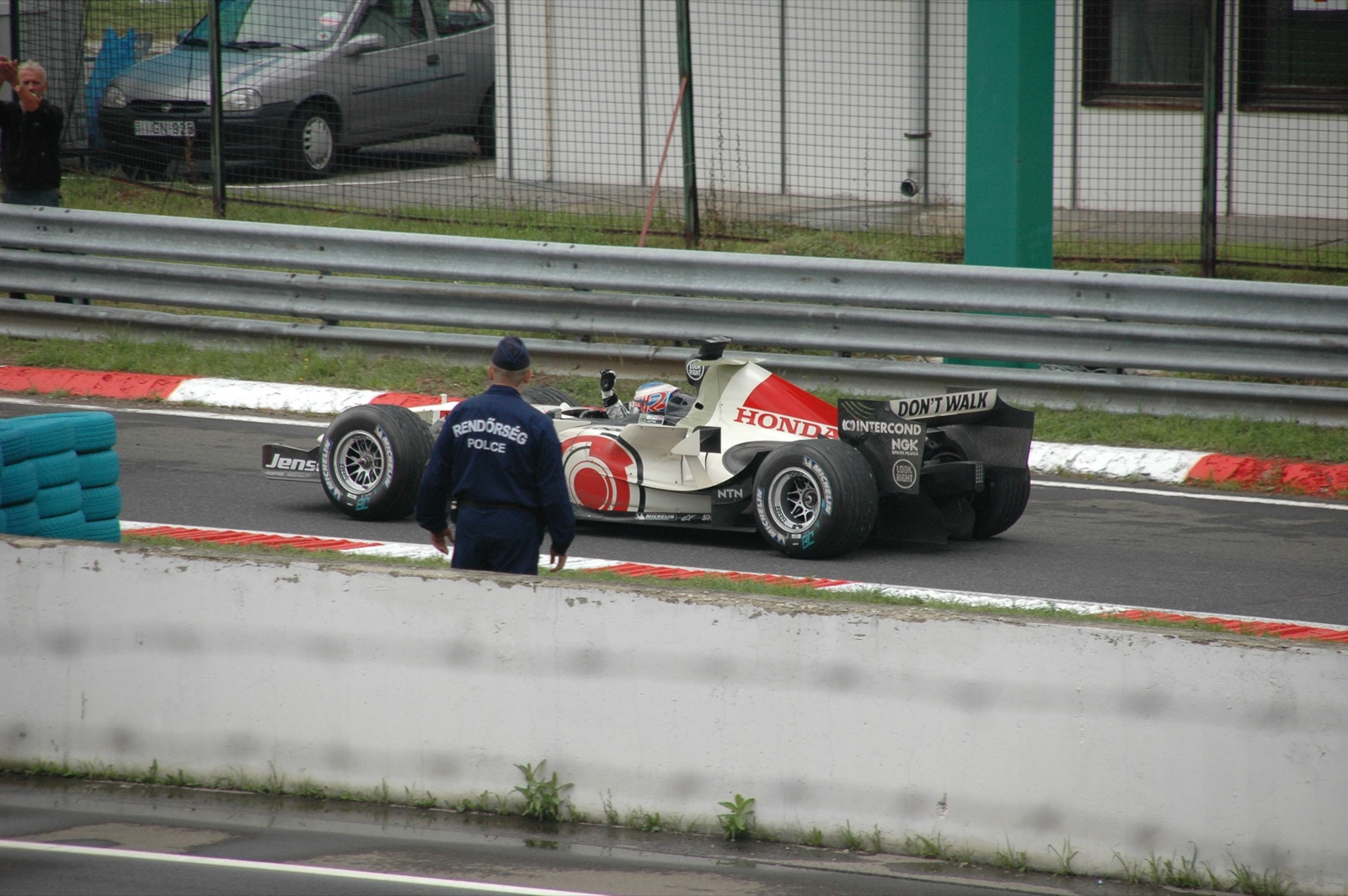
Victoria en el Gran Premio de Hungría.

Button consiguió la primera victoria de su carrera en 2006 en un caótico Gran Premio de Hungría, el número 113 de su carrera. Comenzó 14 después de una penalización de 10 puestos por un cambio de motor. La carrera se vio gravemente afectado por las fuertes lluvias, y Button pasó un número de conductores en las primeras vueltas, incluyendo al contendiente de campeonato Michael Schumacher, y fue hasta la cuarta posición en la vuelta 10. Después de la retirada de los pilotos Kimi Räikkönen y Fernando Alonso, se fue a ganar la carrera en poco más de medio minuto sobre Pedro de la Rosa y Nick Heidfeld. Alonso estaba detrás de Button en la pista cuando se retiró, aunque Button todavía tenía una parada en boxes por hacer. La victoria de Button mejoró la victoria de Nigel Mansell de 1989 partiendo 12 en la parrilla en el Hungaroring. Button fue el primer piloto británico en ganar desde que David Coulthard lo hiciera en marzo de 2003 y el primer piloto inglés en ganar desde Johnny Herbert ganara el Gran Premio de Europa de 1999. Fue el segundo piloto después de Räikkönen en ganar una carrera a pesar de una penalización en la parrilla para el cambio de un motor. En la Academia de Premios de televisión británica de 2007, la primera victoria de Button ganó ITV1 un BAFTA en la categoría de 'Mejor deporte'.
Button terminó cuarto y quinto en cada una de los próximas cinco carreras y terminó la temporada con un podio en la ronda final en Brasil. Durante las últimos seis carreras de la temporada, Button anotó más puntos (35) que cualquier otro conductor.
Terminó la temporada con 1 victoria, 1 pole, 3 podios puntuando en 11 de las 18 y 4 retiros dejándolo en una meritoria 6.ª posición con 56 puntos por delante de su compañero de equipo (Barrichello 7.º con 30), con Honda estando 4.º en el Campeonato de Constructores.

##### 2007

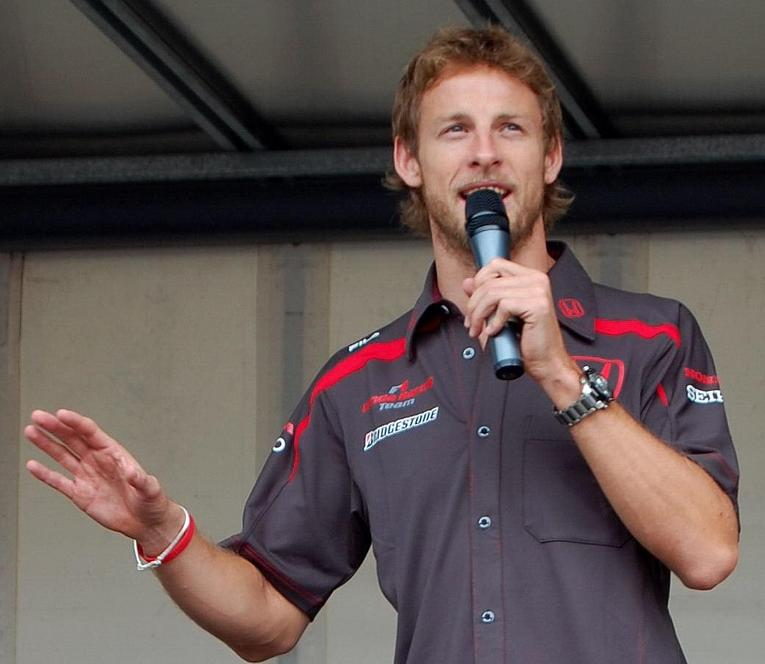
Button en 2007

En 2007, Button compitió con Honda junto a Barrichello. No fue capaz de tomar parte en las pruebas de invierno, antes de la temporada debido a dos pequeñas fracturas en las costillas, sostenida en un incidente de karting a finales de 2006. El británico excampeón del mundo Damon Hill emitió dudas sobre las esperanzas de Button de cara a un contendiente al campeonato con Honda durante la próxima temporada, diciendo: "Si se toma en serio... tiene que meterse en un monoplaza que sea aspirante al título" Alan Henry escritor en la guía temporada de F1 Guardián de 2007, predijo: " Button va a ganar un par de carreras, pero no es un aspirante al título. "Comentarios resultaron ser erróneos, puesto que el Honda RA107 demostró ser aerodinámicamente pobre.

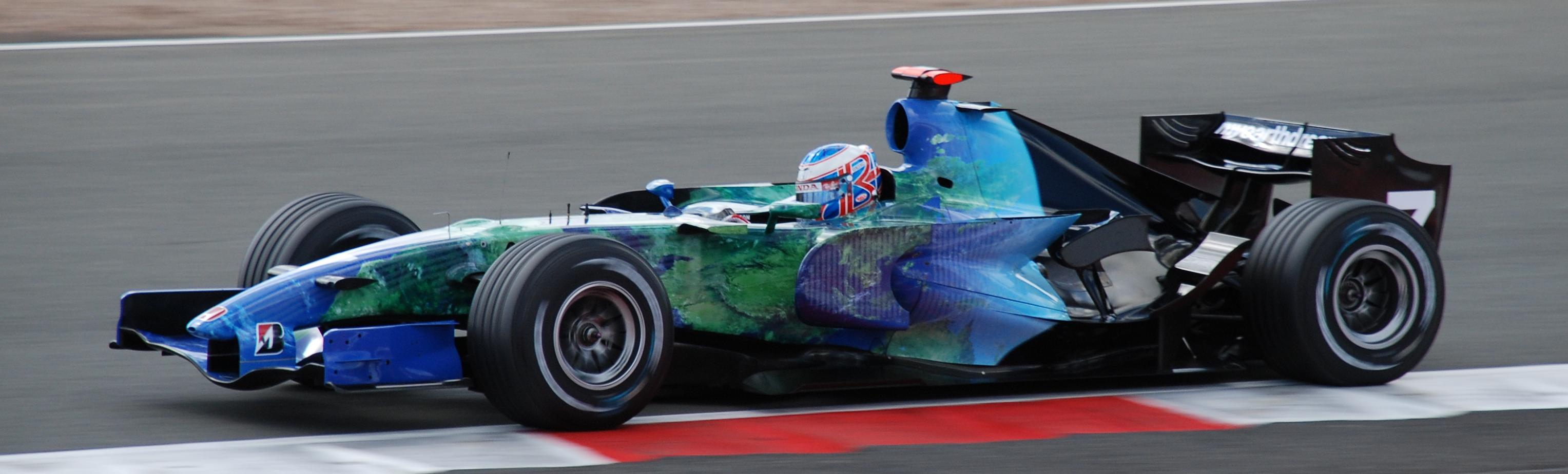
Jenson Button en el Gran Premio de Gran Bretaña.

En la primera carrera de la temporada en Australia, Button solo logró clasificar 14 después de manejar los problemas del monoplaza. La carrera no era mejor, ya que tuvo que soportar considerables problemas de subviraje a lo largo de ella, se le dio un drive-through por exceso de velocidad en el pit lane y acabó 15. Las próximas dos carreras en Malasia y Baréin fueron tan infructuosos, Button acabó 12 detrás de su compañero Barrichello en Malasia, y ni siquiera logró completar una vuelta en Baréin, después de chocar con el piloto de Red Bull Racing, David Coulthard en la curva 4. En el Gran Premio de Francia, Button finalizó octavo, ganando su primer punto de 2007. Honda Tras el Gran Premio de Gran Bretaña, anunció que Button se quedaría con Honda para el siguiente año. El lugar de Button como el piloto británico preeminente en la Fórmula 1 fue efectivamente tomado por Lewis Hamilton, excampeón Nigel Mansell criticó, diciendo: "Jenson debería haber ganado más carreras." El jefe del equipo Honda, Nick Fry, defendió a su conductor, diciendo: "Me gustaría refutar todo lo que Nigel ha dicho, y sobre todo creo que sus comentarios acerca de la reputación de Jenson de ser fiestón es de hace cinco años... su creciente madurez y la forma en que cambió su estilo de vida es muy notable". Button no ocultó su frustración con respecto a su situación actual.; describió su temporada de 2007 como "un desastre total". Button sin embargo hizo registros de salidas impresionantes hacia el final de la temporada, especialmente cuando la lluvia era prominente.
Terminó la temporada 15.º con 6 puntos puntuando en tan solo 3 carreras de las 17 pautadas y por delante de su compañero Barrichello con Honda quedando en una decepcionante 8.ª plaza.

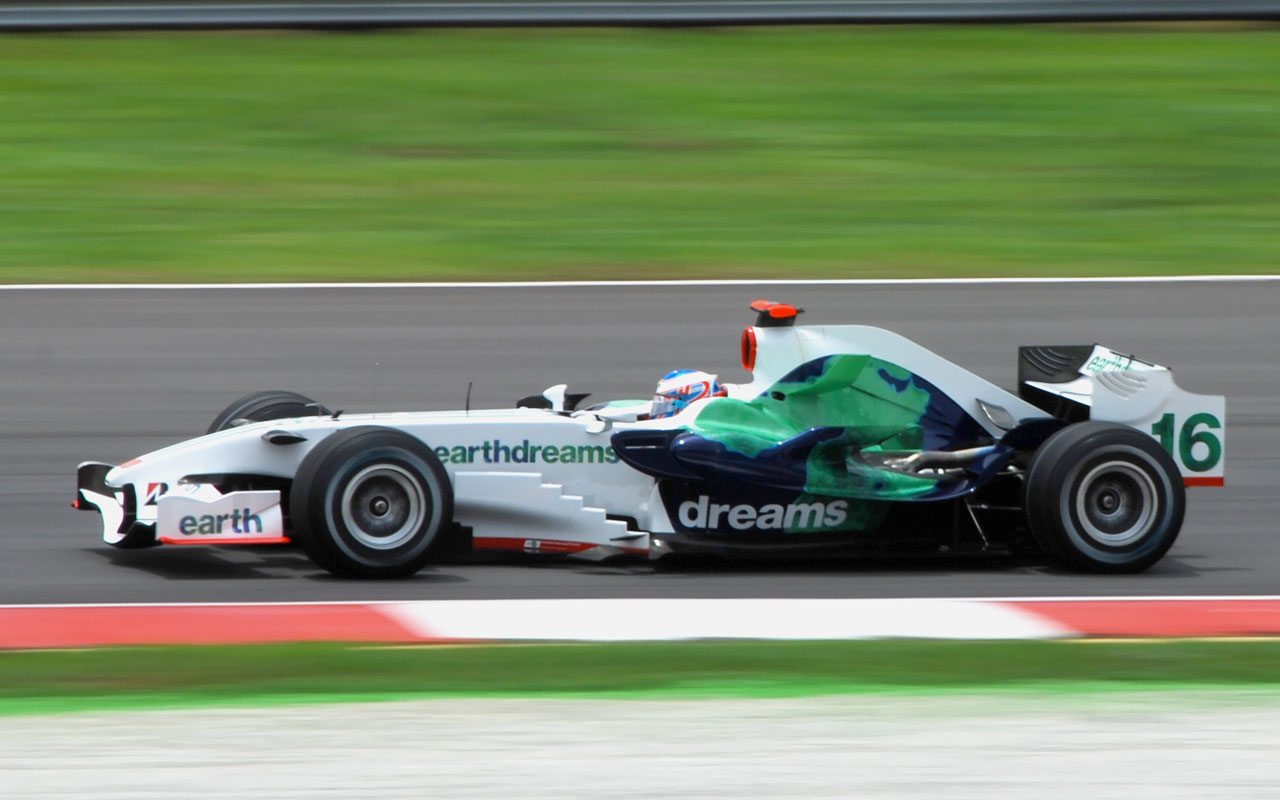
Jenson durante el Gran Premio de Malasia de 2008, el cual acabó décimo.

##### 2008
Button se quedó con Honda para el 2008, y continuó siendo asociado con Barrichello. El Honda RA108E demostró ser poco competitivo, y anotó sus únicos puntos en el Gran Premio español con el sexto lugar, pero no terminó en una carrera en lluvia en frente a su público en Silverstone, donde Barrichello terminó tercero. La mayoría de las carreras fueron resultados de mitad de tabla sin poder mostrar grandes mejoras el equipo en cada una de ellas.

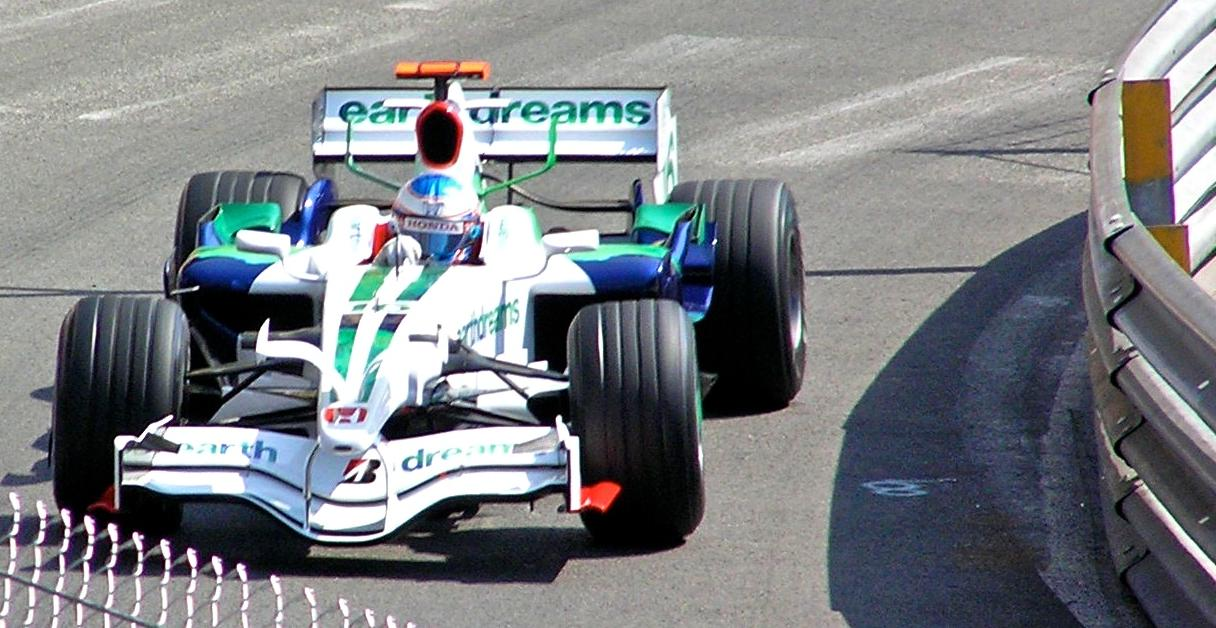
Button en el GP de Mónaco, donde terminó 11°.

El 5 de diciembre de 2008, Honda anunció que estaban dejando la Fórmula 1, debido a la crisis económica mundial, dejando posibilidades de Button sin asiento para el 2009, depende del equipo de encontrar un comprador.
Terminó una pésima temporada 18.º con 3 puntos en 18 carreras quedando por tercera vez en su carrera detrás de su compañero.

#### Brawn (2009)
El 5 de marzo de 2009, se anunció que el exequipo Honda correría en 2009 como Brawn GP, después de una tarde Exención por Ross Brawn, el anterior director del equipo Honda Racing. Button y Rubens Barrichello fueron confirmados como pilotos del equipo para 2009, ambos informaron haber tomado una reducción salarial del 50%, como parte del acuerdo.

En la primera mitad del año, el equipo Brawn se benefició de un diseño del difusor polémico, que se les dio a los equipos que utilizan una ventaja sobre los equipos que no lo hicieron. Una vez introducidos a los principales equipos difusores reconfigurados el dominio de Button terminó, con Button ganando 6 de las primeras 7 carreras, pero solamente un promedio de 6 ° en las siguientes diez carreras.

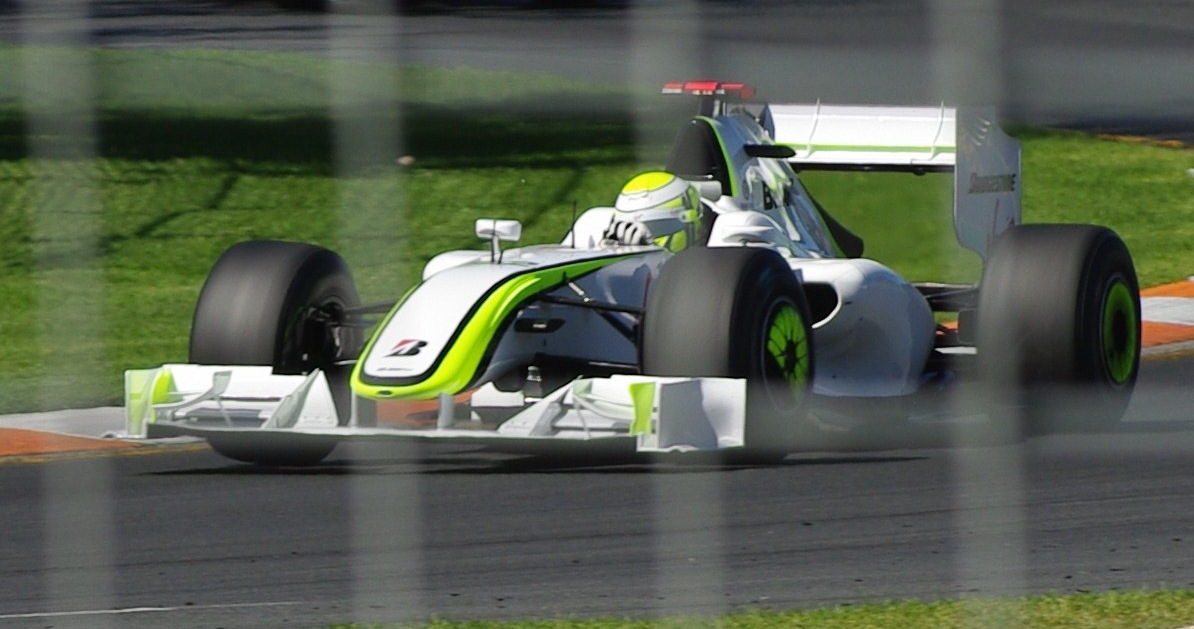
Jenson Button consiguió la segunda victoria de su carrera y la primera para Brawn GP en el Gran Premio de Australia de 2009.

Brawn GP impresionó desde el primer Gran Premio: Button consiguió la pole en Australia, su primera para el equipo y su cuarta en su carrera, con Barrichello clasificando en la segunda. Button llevó de principio a fin la victoria por delante de su compañero. Era la primera vez que un equipo había anotado el 1-2 en su debut desde 1954, Button lo describió como "un final feliz para la primera carrera". Una semana más tarde se repitió el logro, obteniendo el triplete, la pole, su primera vuelta rápida en su carrera deportiva y ganar un Gran Premio de Malasia de lluvia recortado; debido a la lluvia fuerte la carrera fue a bandera roja y fueron galardonados con sólo la mitad de puntos. En el Gran Premio de China, Button terminó tercero por detrás de Sebastian Vettel de Red Bull y Mark Webber, pero regresó a la senda del triunfo la semana siguiente en Baréin a pesar de sólo la clasificar cuarto.

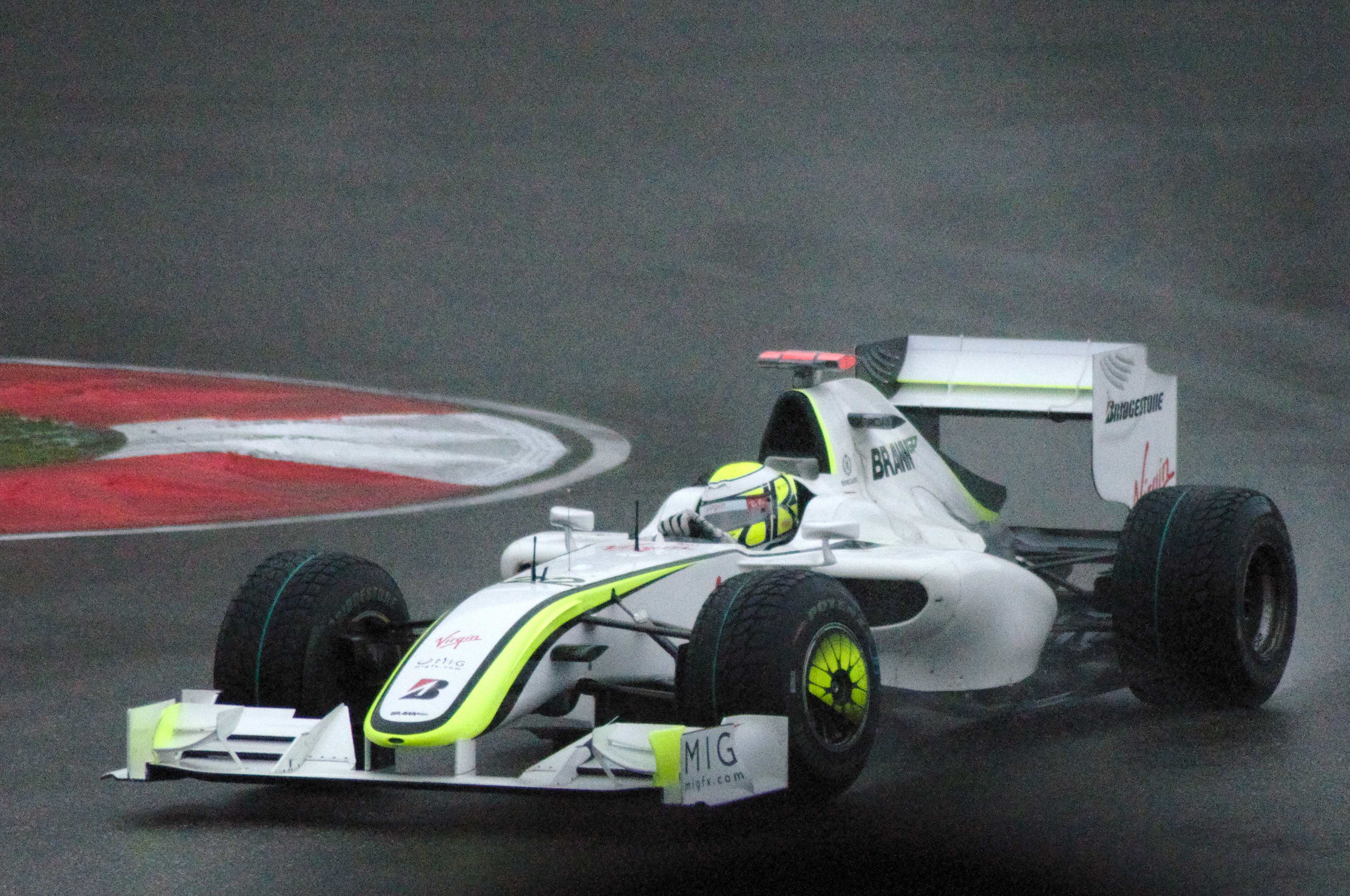
El Gran Premio de China cortaba lo que pudo ser 6 victorias consecutivas para Jenson.

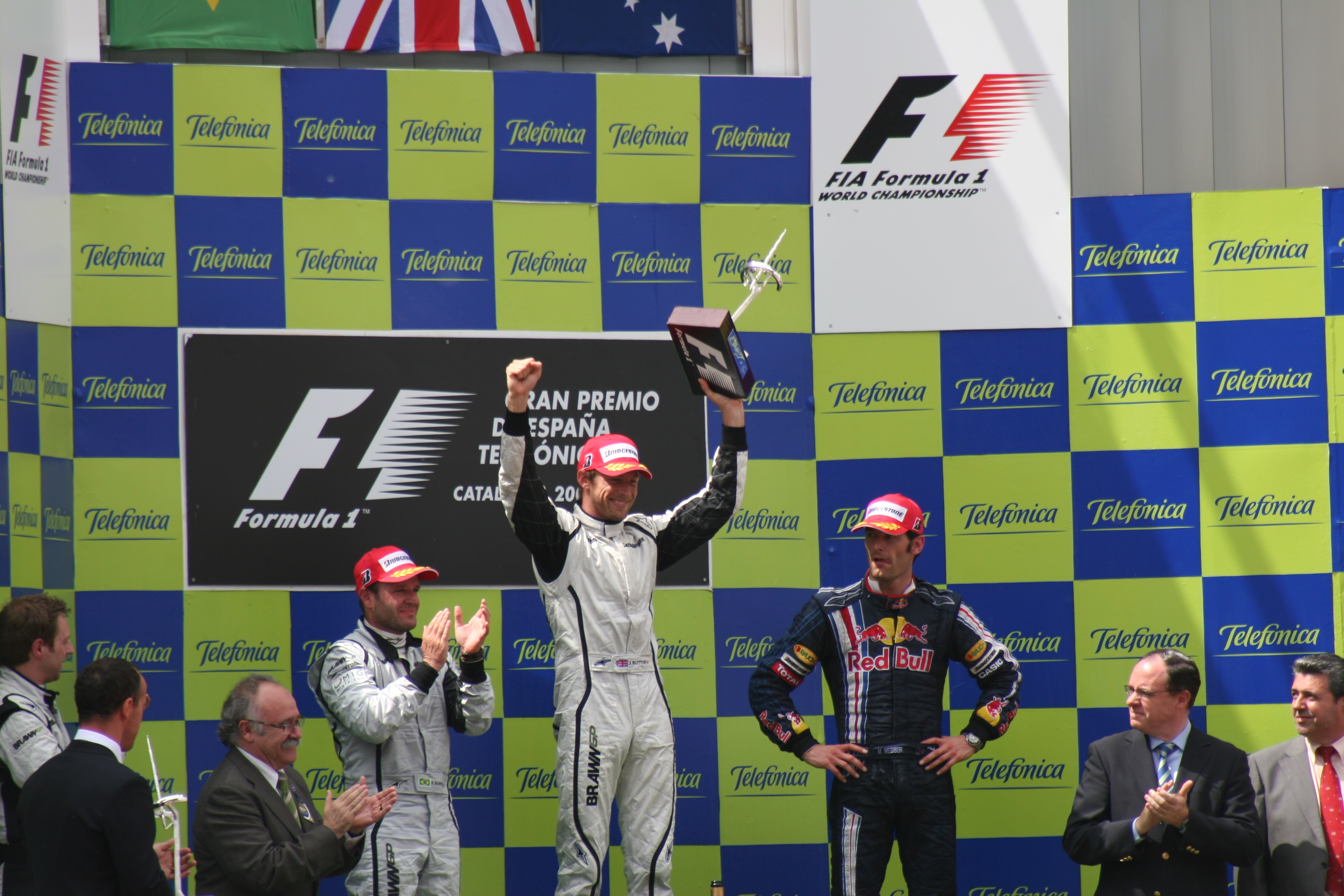
Podio de España 2009 (Button 1°, Barrichello 2° y Webber 3°)

La quinta carrera de la temporada fue en el Circuito de Cataluña en Barcelona. El retorno a Europa permitió que la mayoría de los equipos actualizar sus monoplazas, incluyendo modificaciones en el monoplaza de Button, el Brawn BGP 001, el cual aún no había sido alterado desde que comenzó la temporada. Button consiguió la pole en la vuelta final de la fase de clasificación. Sesión, que describe los cambios como "buen paso adelante". Tanto Button y Barrichello habían previsto parar tres veces durante la carrera; Sin embargo, después de que cayó detrás de Barrichello en la primera curva, Button se cambió a una estrategia de dos paradas, y esto significaba que acabó a terminar cómodamente por delante. Un Barrichello infeliz sintió inmediatamente después de la carrera que el equipo podría haberle sacrificado para ayudar a Button, diciendo: "Si tengo la más mínima impresión de que están a favor de Jenson voy a colgar mi casco mañana".
En el Gran Premio de Mónaco, Button marcó su cuarta pole y última de la temporada con su última vuelta de clasificación, comentando después, "Fue mi mejor vuelta del fin de semana y sin duda una de las mejores vueltas que he hecho." Button luego logró cuidar sus neumáticos mucho mejor que su compañero de equipo en las primeras etapas de la carrera, la construcción de una ventaja de la que no renunció, y lo que es un hat-trick de victorias, Button iría a pie a boxes a la par de asfalto por equivocarse en pensar que el podio era en los pits. David Tremayne lo describió como "una buena actuación como todo lo que habíamos visto allí de la talla de Ayrton Senna o Michael Schumacher", añadiendo que "barrió dudas finales acerca de su capacidad después de años de debate con máquinas mediocres". En Turquía, Button se clasificó segundo detrás de Vettel, pero un error de la primera vuelta del alemán le permitió tomar la iniciativa y él llevó a cabo tomar su cuarta victoria consecutiva y lograr en carrera su segunda vuelta rápida. Esto significaba que había ganado seis de las siete primeras carreras de la temporada; un logro solo comparable con Alberto Ascari, Juan Manuel Fangio, Jim Clark y Michael Schumacher, dando a entender que iba a ganar el título mundial.

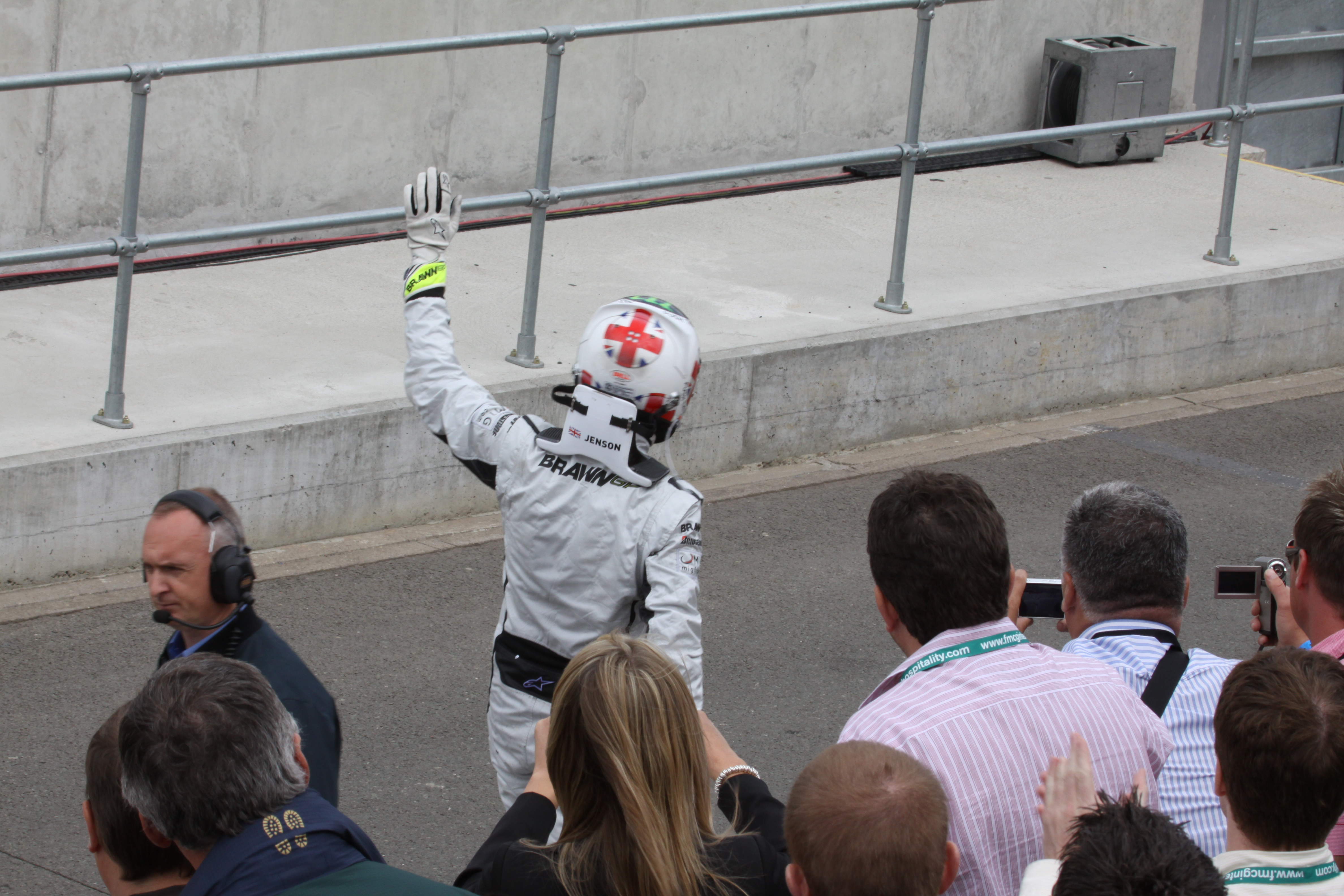
Button de local en el Gran Premio de 2009.

El GP de Gran Bretaña en junio marcó el final de la superioridad de Button sobre el campo, y fue el primero de una serie de resultados fuera del podio para él. Él alcanzó el sexto lugar, seguido de un quinto lugar en Alemania, mientras que los monoplazas de Red Bull dominaron las dos carreras. Brawn GP tenía la esperanza de un buen resultado en el Gran Premio de Hungría, ya que el monoplaza había sido actualizado significativamente y era por lo general su mejor momento en condiciones de calor. Sin embargo, Button tuvo problemas con temperatura de los neumáticos y consiguió un séptimo; durante la carrera, le preguntó frustrado por la radio al equipo, "¿Cómo puede este monoplaza sea tan malo en este momento?"

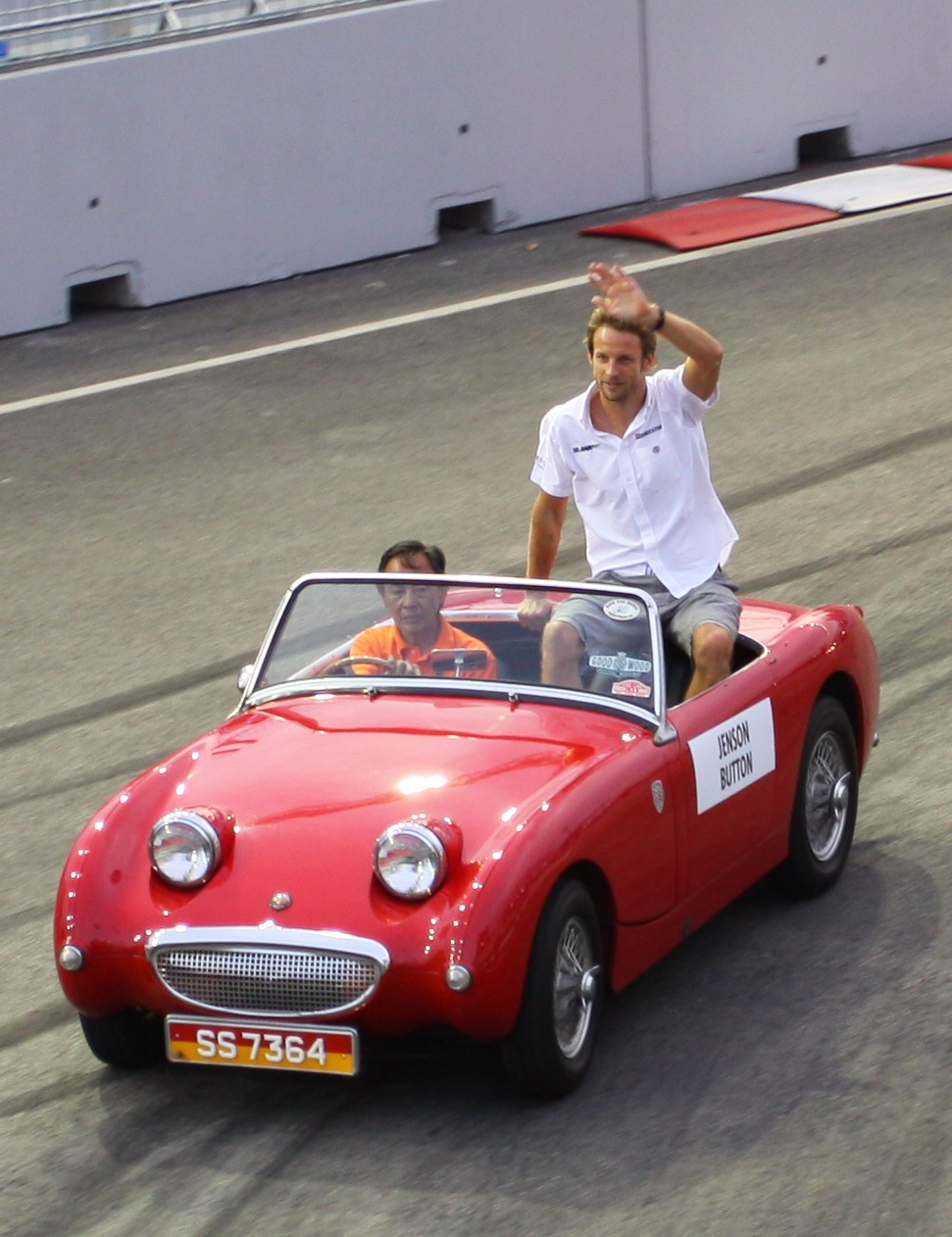
Jenson en la vuelta de desfile de pilotos del Gran Premio de Singapur.

Su mala racha continuó en Valencia; estaba por detrás de su compañero de equipo en clasificación y, a continuación, estuvo detrás de Webber una gran parte de la carrera, pudo terminar solo en el séptimo lugar. Barrichello siguió adelante para ganar la carrera, y acercar la brecha con Button de 18 puntos. Martin Brundle sintió que Button estaba luchando con la presión de liderar el campeonato del mundo, escribiendo: "Se ha reforzado en el monoplaza y su natural instinto detrás del volante está siendo restringido". En la siguiente carrera en Spa-Francorchamps, Button tendría su primer abandono de la temporada después de un choque con Romain Grosjean en la primera vuelta. Esto significaba que Button había anotado solo 11 puntos de sus cinco carreras anteriores, y con cinco carreras por delante su ventaja se redujo a 16 puntos sobre Barrichello, 19 y 20.5 sobre Vettel y Webber, respectivamente.
Button se recuperó en Monza: se clasificó sexto, para terminar segundo por detrás de su compañero de equipo. En la siguiente carrera en Singapur, Button se clasificó mal, en 12, pero llevó a cabo mucho mejor el día de carrera para tomar el quinto lugar; Barrichello lograba el sexto. Con tres carreras y 30 puntos restantes, esto pone a Button 15 puntos por delante de su compañero de equipo y 25 por delante de Vettel, Webber ahora incapaz de ganar. Una semana más tarde en el Gran Premio de Japón, los monoplazas Brawn GP tuvieron problemas de nuevo, Barrichello y Button terminaron séptimo y octavo, respectivamente.

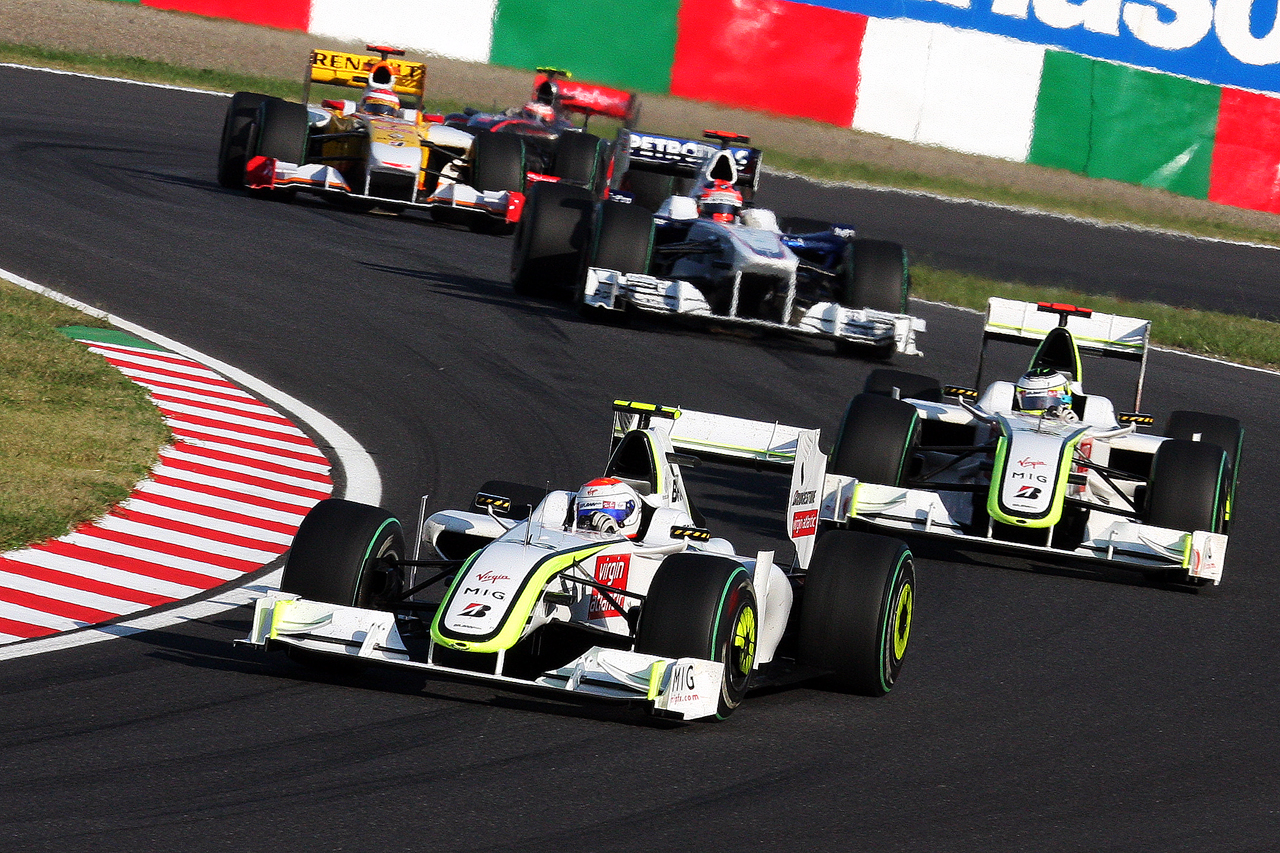
Gran Premio de Japón, detrás de Barrichello y delante de Kubica.

En el Gran Premio de Brasil, Button se vio obstaculizado en la clasificación por una mala elección de neumáticos en el clima húmedo y logró solamente la decimocuarta posición. Su campeonato se veía en sus manos por su rival cercano Vettel partiría 16, pero su compañero de equipo y rival más cercano Barrichello se clasificó en la pole. En la carrera, Button fue ayudado por un incidente en la primera vuelta, un choque que involucró a Jarno Trulli, Adrian Sutil y Fernando Alonso, más el toque que se dio Kimi Räikkönen con Mark Webber, le hicieron subir posiciones. Posteriormente ganó otro puesto por el abandono de Nick Heidfeld y más adelante subió 2 posiciones más por los abandonos de los pilotos de Williams, Nico Rosberg y Kazuki Nakajima y fue hasta la séptima posición en la vuelta siete. Pasó a estar segundo lugar por la mitad, pero al final terminó quinto, teniendo los puntos suficientes para asegurar el campeonato de 2009 con una ronda de sobra. En la última carrera de la temporada, en Abu Dabi, Button clasificó detrás de Barrichello, de nuevo, pero fue capaz de lograr un podio al llegar tercero.

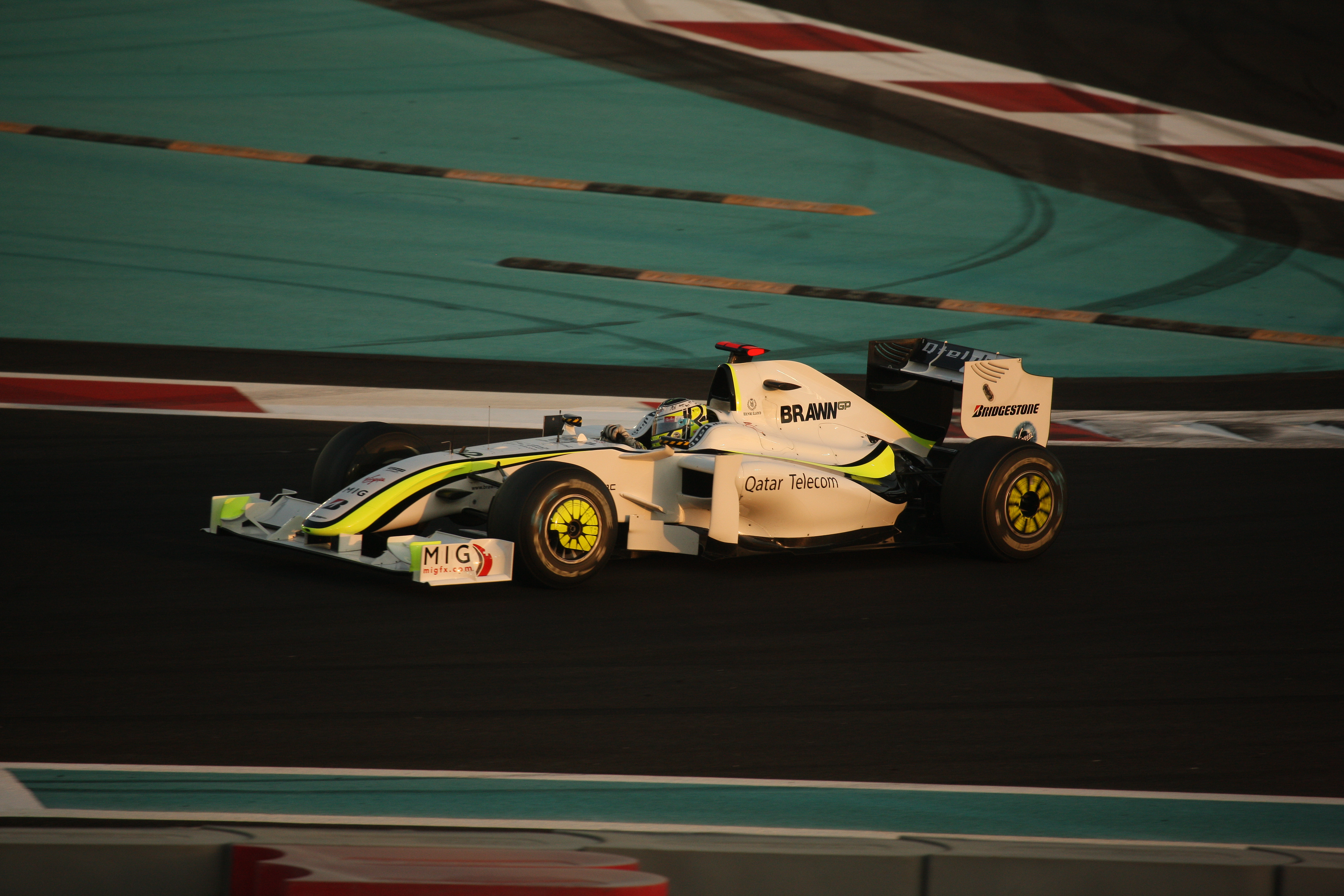
Button en Abu Dhabi 2009.

Button se coronó campeón de Fórmula 1 de la temporada (6 victorias, 4 poles, 2 vueltas rápidas, 9 podios, 95 puntos y solamente una carrera sin estar en puntos de 17 disputadas) con 169 carreras, Button hizo el segundo mayor número de carrera iniciadas antes de convertirse en campeón del mundo. Solo Nigel Mansell (con 176 carreras, en el Gran Premio de Hungría de 1992) había competido en más carreras que Button antes de ganar el campeonato del mundo. Button escribió un libro sobre su temporada de 2009, titulada "Mi Año de Campeonato", el cual fue publicado por Weidenfeld & Nicolson el 19 de noviembre de 2009.
El 30 de noviembre de 2009, Button fue anunciado como uno de los diez hombres y mujeres preseleccionados para el 2009 de la BBC Personalidad Deportiva del Año. En la entrega de premios el 13 de diciembre de 2009, Button se adjudicó el segundo lugar. El 6 de diciembre, Button ganó la BBC West Country Personalidad deportiva del Año en la Universidad de Bath. Ganó el premio principal en contra del entrenador de caballos de carreras Paul Nicholls, el jugador de cricket Marcus Trescothick y el golfista Chris Wood. También ganó el Premio Laureus.

#### McLaren (2010-2017)

##### 2010

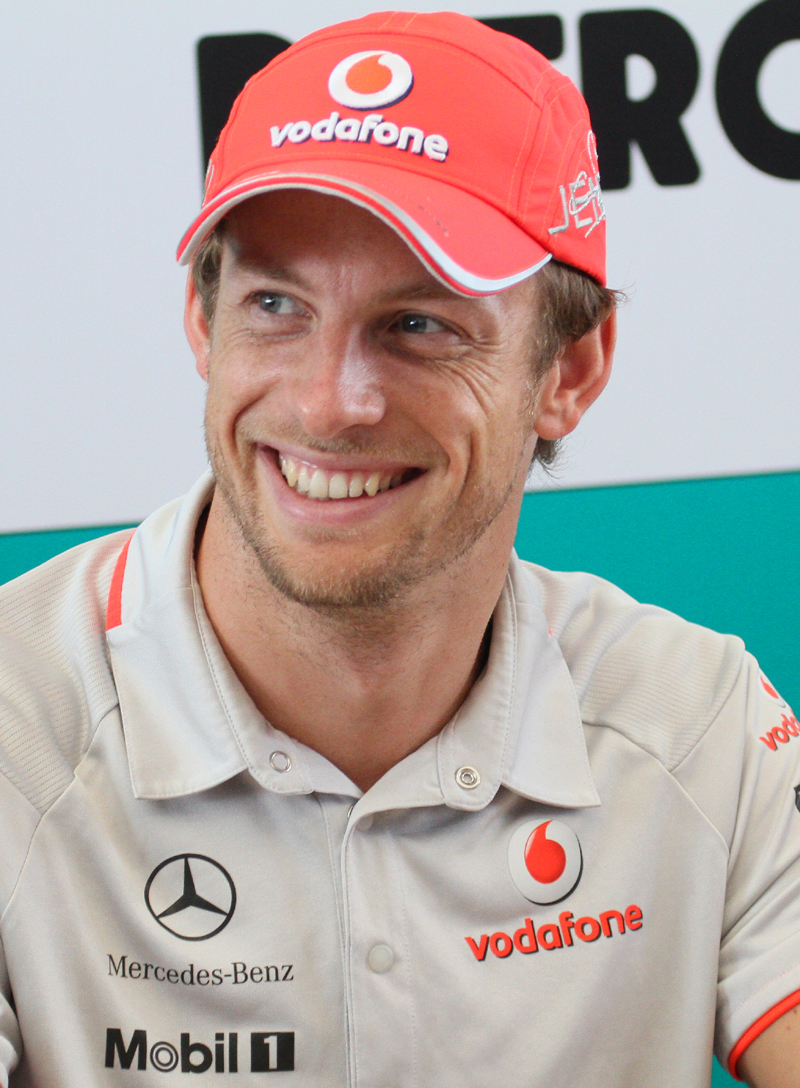
Jenson Button en su primer año en McLaren.

Después de la compra de participaciones de Brawn por Mercedes, Button dejó el equipo para pasar a McLaren para la temporada 2010. Firmó un acuerdo de tres años en un contrato de £ 6 millones por temporada para conducir junto con el excampeón del mundo Lewis Hamilton. Button dijo que él se movió porque quería la motivación y el desafío de competir cabeza a cabeza con Hamilton, y que Brawn le había ofrecido más dinero. Un número de personas, entre ellos el expiloto de Fórmula 1 John Watson, Jackie Stewart y Eddie Irvine, creyeron que era un error, y que Button tendría problemas para competir con Hamilton en McLaren pero luego se equivocarían. Para esta temporada y en adelante el sistema de puntos cambiaría otorgando 25 para el 1.º, 18 al 2.º, 15 al 3.º, 12 al 4.º, 10 al 5.º, 8 al 6.º, 6 al 7.º, 4 al 8.º, 2 al 9.º y un punto al 10.º.

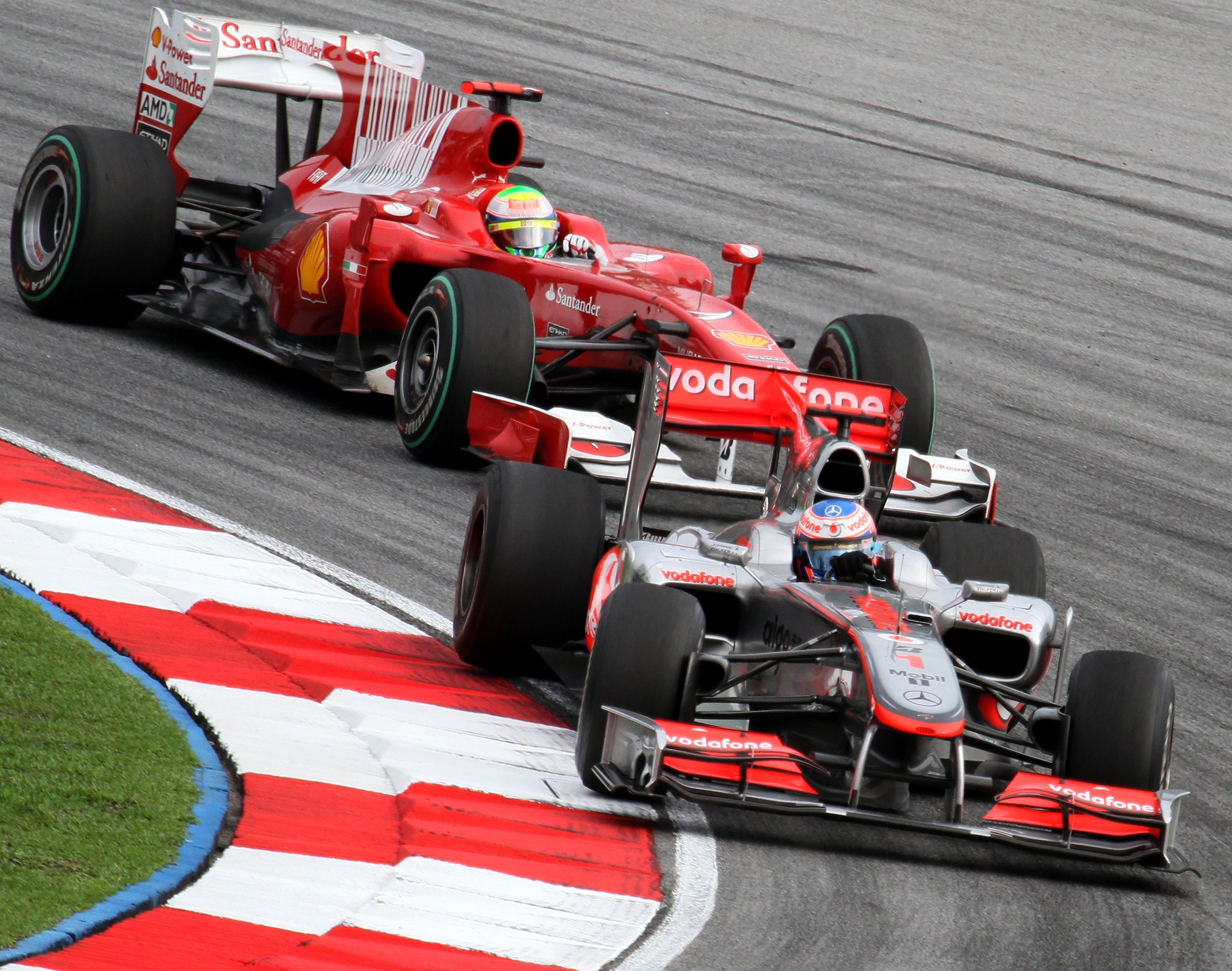
Button por delante de Massa en el GP de Malasia de 2010.

Después de un séptimo lugar en la primera ronda en Baréin, Button ganó la segunda carrera en Australia desde la cuarta posición de la parrilla. Button fue el primero en cambiar para neumáticos lisos en una pista húmeda, que lo levantó al segundo lugar después de que los otros conductores habían entrado. Heredó el liderazgo cuando Vettel se retiró con problemas de frenos y mantuvo su ventaja hasta el final sin cambiar sus neumáticos de nuevo. Su victoria lo hizo el conductor 13 en la historia de la Fórmula 1 que ha ganado grandes premios con al menos tres equipos constructores diferentes. Tras un octavo puesto en Malasia, después de comenzar 17, Button pasó a ganar su segunda carrera de la temporada desde la quinta posición de la parrilla en China, al quedarse con neumáticos lisos, mientras que la mayor parte de los otros conductores andaban con los intermedios, fue ascendido a la segunda posición. Sin embargo, la lluvia no vino, y los otros pilotos han tenido que entrar de nuevo por los neumáticos de seco, en eso Nico Rosberg y Button estuvieron acertados, poniéndose primero y segundo, respectivamente. Jenson consiguió adelantar al piloto alemán de Mercedes y mantuvo la primera posición hasta el final del Gran Premio, consiguiendo así el primer doblete de McLaren ya que Hamilton también adelantó a Rosberg. Posteriormente, pasó a dirigir el Campeonato, con McLaren líder de Constructores del campeonato.

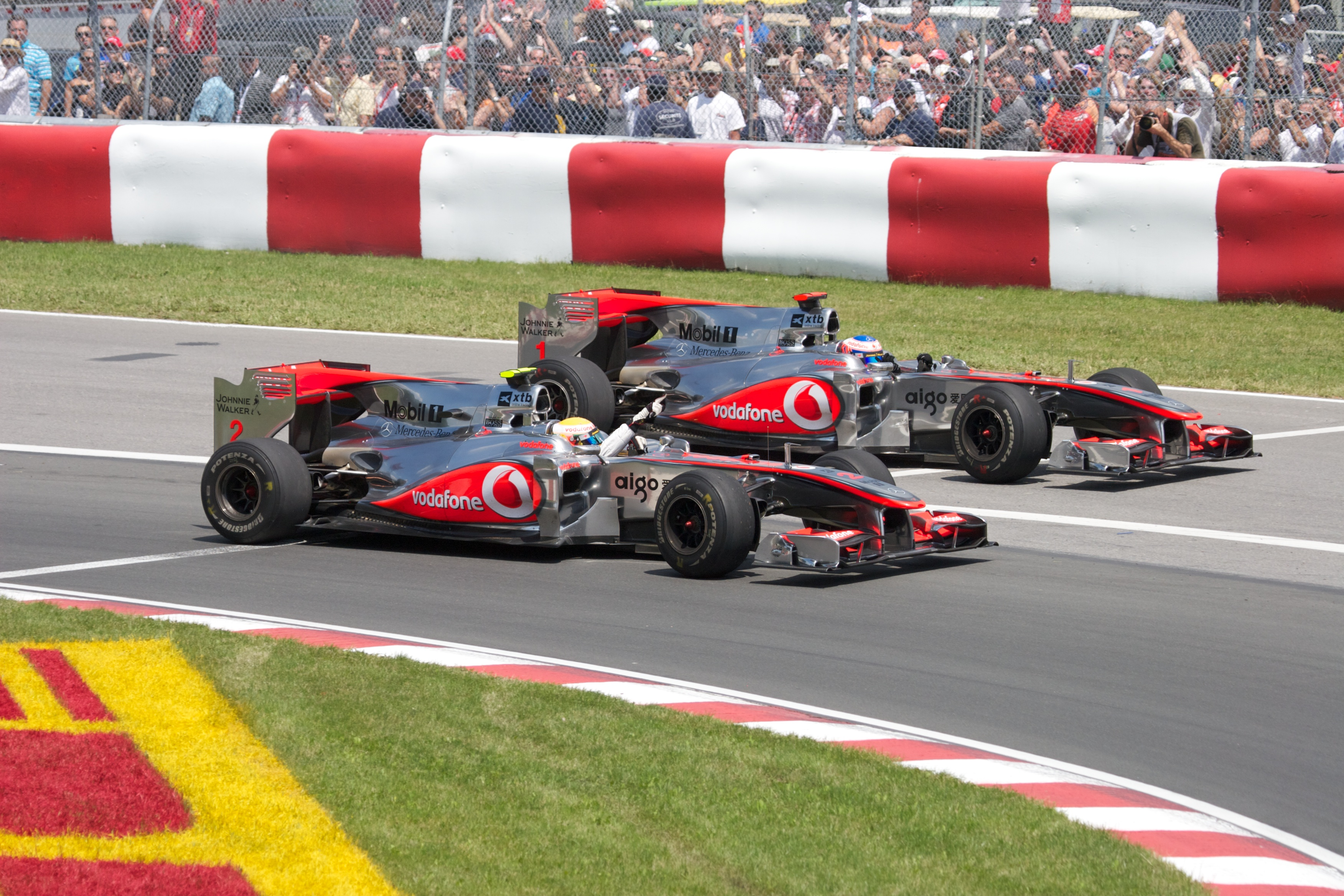
1-2 de McLaren en el Gran Premio de Canadá.

En España fue superado por Michael Schumacher y terminó en una frustrada quinta posición, también se retiró en Mónaco debido a un sobrecalentamiento del motor en la tercera vuelta. Como resultado, Button perdió su ventaja en el campeonato, cayendo al cuarto lugar detrás de los dos pilotos de Red Bull y de Alonso. Button luego terminó segundo en Turquía, iba detrás de los compañeros de equipo de Red Bull Mark Webber y Sebastian Vettel, quienes estaban liderando la carrera, y luego chocaron entre sí retirándose Vettel. Su propio compañero Hamilton se llevó la victoria. Hamilton había sido informado por el equipo McLaren para frenar y que Button no le pasaría si lo hacía. Button pasó a al sorprendido Hamilton de todos modos, aunque Hamilton rápidamente tomó de nuevo la delantera. El segundo lugar de Button lo ascendió a la segunda posición en el campeonato, justo detrás de Webber.

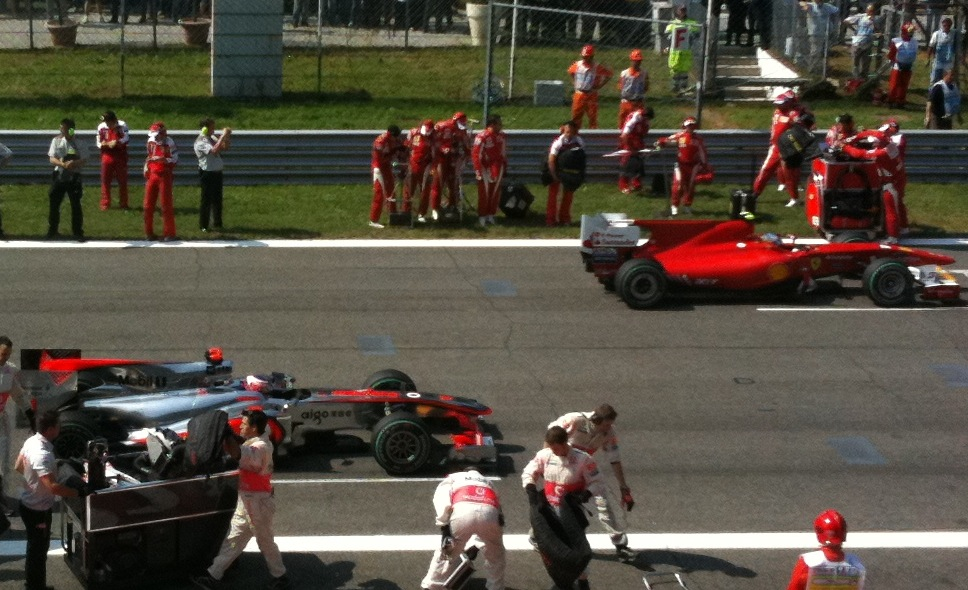
Button partiendo 2° en la grilla detrás del Fernando Alonso en Italia.

En Canadá le siguió este resultado y se mantuvo en segundo lugar en el Campeonato, 3 puntos por detrás de su compañero de equipo Hamilton. En el Gran Premio de Europa en Valencia, Button terminó tercero logrando la vuelta rápida de la carrera y se mantiene segundo lugar en la carrera por el título con otro podio (3 consecutivos). Button quedó fuera del podio en el Gran Premio de Gran Bretaña, terminando cuarto después de los problemas con el equilibrio de su monoplaza en la clasificación le había dejado 14.
Después de tres carreras en puntos, Button se retiró en el Gran Premio de Bélgica después de haber sido golpeado por Vettel, que perforó el radiador de su monoplaza. Un segundo lugar en Monza fue seguido por un cuarto lugar en Singapur y Japón (terminando ambas carreras por delante de Lewis Hamilton). En Corea, Button comienza presionando a Felipe Massa para tratar de subir posiciones, en su entrada a boxes, Jenson quería repetir la misma estrategia de Australia pero comenzó a salirse de pista e hizo un trompo que le hizo acabar 12.º Durante el Gran Premio de Brasil, Button y su comitiva fueron amenazados por varios hombres armados en su camino de regreso de la clasificación en Interlagos, aunque nadie se hizo daño durante el incidente. Button fue eliminado matemáticamente a retener su título de campeonato con un quinto lugar en la carrera. Al final de la temporada en Abu Dabi, Button se clasificó cuarto. Se movió por delante de Alonso en la salida, y se movió hasta la tercera. Hamilton y Vettel pararon, dejando a Button a la cabeza. Después de hacer 39 vueltas con el neumático opción, Button entró y cayó de nuevo al tercer lugar, donde iba a terminar y asegurar el quinto lugar en el campeonato con 214 puntos (2 victorias, 7 podios, 1 vuelta rápida y solo 3 carreras sin estar en los puntos de las 19 pautadas) un puesto y 26 puntos detrás de su compañero con McLaren segundo en el de Constructores.

##### 2011

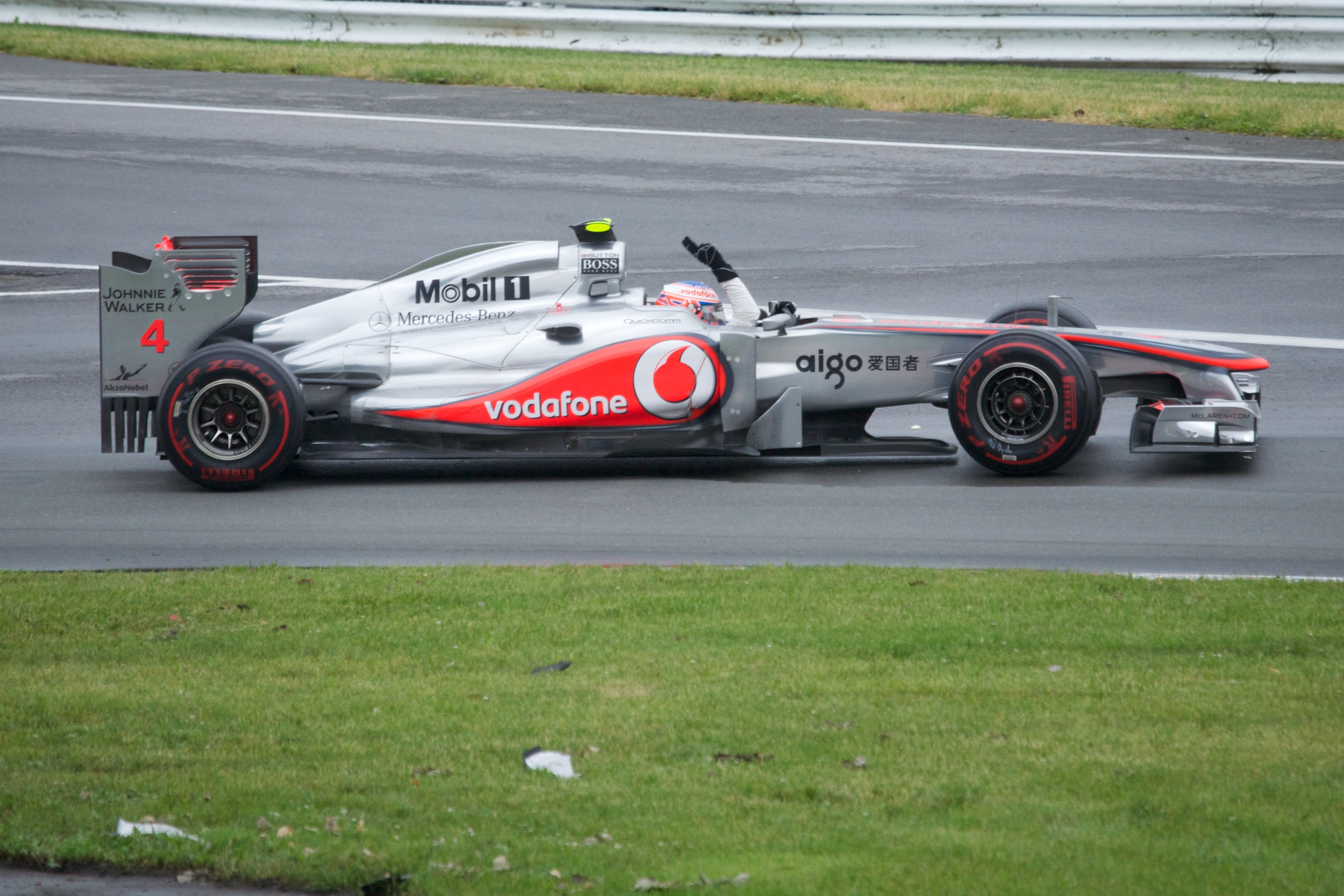
Button a bordo del McLaren MP4-26 en el GP de Canadá de 2011, donde ganó.

La temporada comenzó lentamente para Button y McLaren, con Vettel dominando las primeras carreras. Button fue segundo en Malasia, y tercero en España y Mónaco, perdiendo la oportunidad de una victoria después de una señal de bandera roja en las últimas vueltas permitiendo a Vettel y Alonso cambiar neumáticos. Dos semanas más tarde en Canadá, Button consiguió lo que llamó la "mejor victoria de su carrera", superando a Vettel en la última vuelta después de que Vettel cometió un error bajo presión en el segundo sector del circuito y logró la vuelta rápida de ella. Button hizo cinco paradas en boxes (con esto Button se volvió el piloto con más veces pasar por los boxes y ganar el Gran Premio), tuvo su accidente de su compañero de equipo en él, se le dio un drive-through por exceso de velocidad bajo el monoplaza de seguridad dejándolo caer al último lugar, así como el mantenimiento de un pinchazo de una colisión con Alonso, hizo 27 pases en pista para ganar la carrera más larga de Fórmula 1 en la historia. Está considerada una de las mayores exhibiciones en agua de la historia de este deporte.

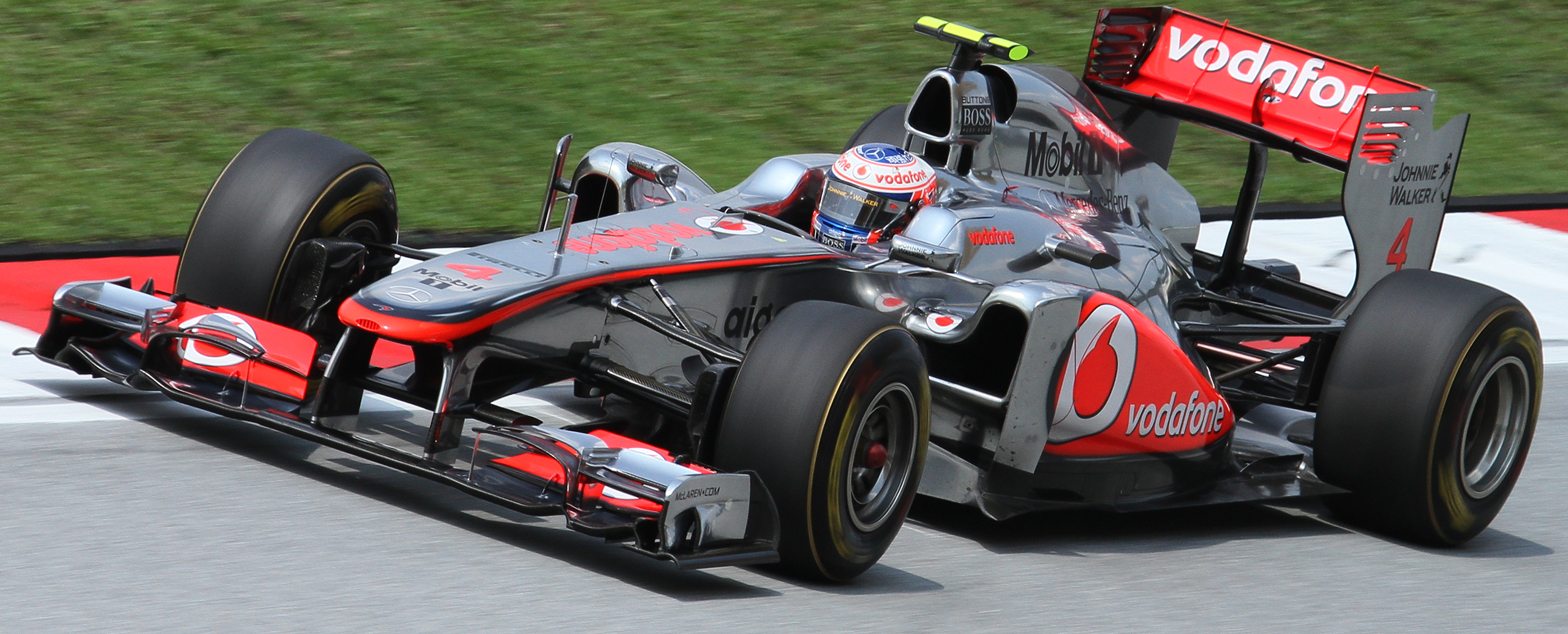
Button en el GP de Malasia.

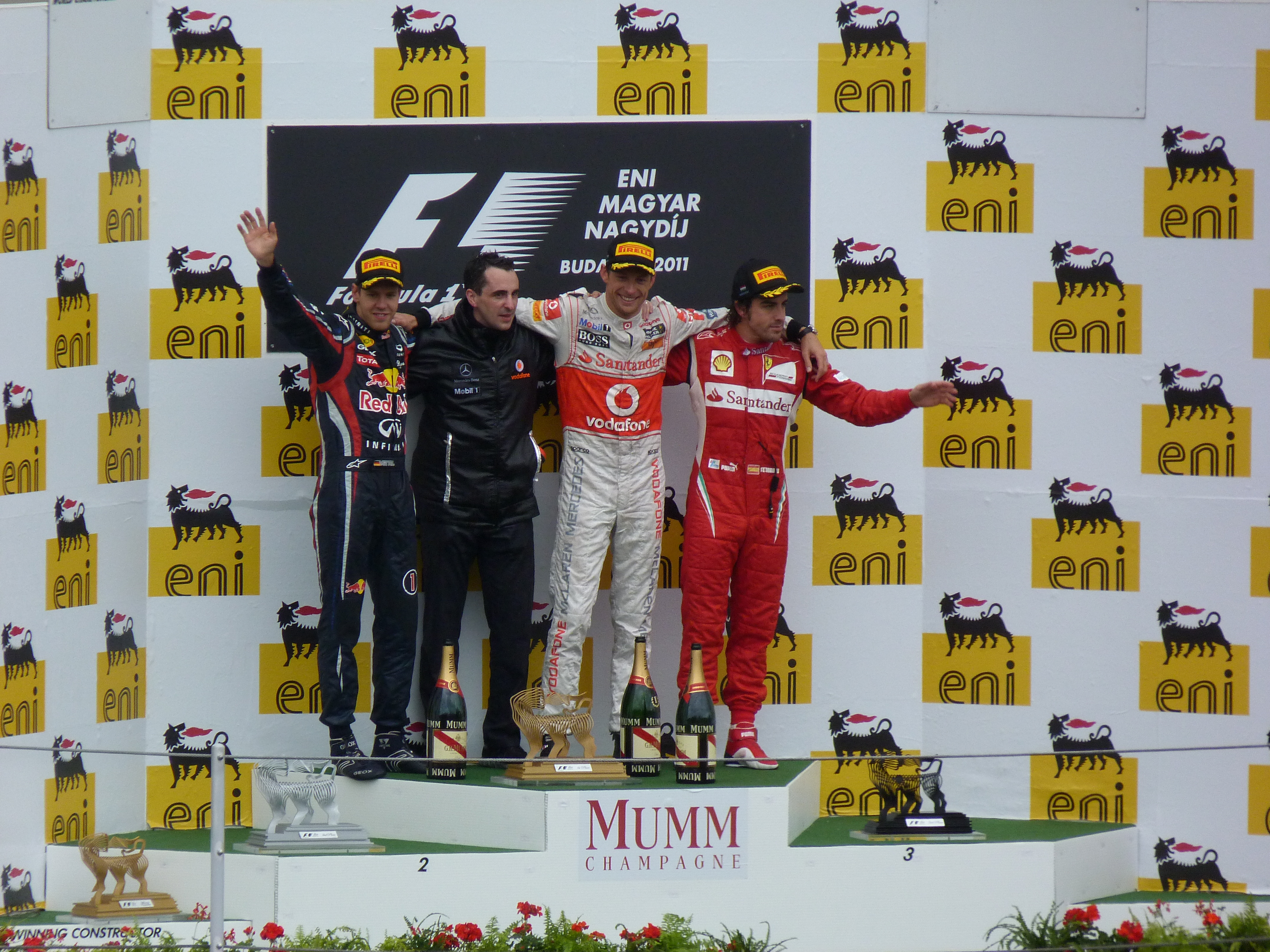
Button ganador del Gran Premio de Hungría.

Button sufrió su primer abandono de la temporada en el Gran Premio de Gran Bretaña, causado por un error en su última parada en boxes. La pistola de rueda no pudo volver a montar la tuerca de la rueda y Button fue liberado por el equipo de mecánicos con una rueda sin garantía. En el Gran Premio de Alemania, se retiró en carreras consecutivas por primera vez desde 2008, debido a problemas hidráulicos. Button ganó su carrera #200 de Fórmula 1 en el Gran Premio de Hungría, donde había ganado su primer Gran Premio en 2006. Button terminó tercero en Bélgica, después de haberse clasificado en 13 después de una falta de comunicación con su equipo, adelantó a Alonso con dos vueltas para el final. Llegó en segundo lugar, tanto en Monza y en Singapur (logrando vuelta rápida en esta), Button persiguió a Vettel, que estaba a la cabeza con unas pocas vueltas para el final, cerrando a lo largo de un segundo por vuelta, pero en el último momento, el tráfico le negó la posibilidad de ponerse en primer lugar. Después de Singapur se trasladó al segundo lugar en el campeonato de pilotos, y se convirtió en el único piloto que podría negar a Vettel un segundo título consecutivo.

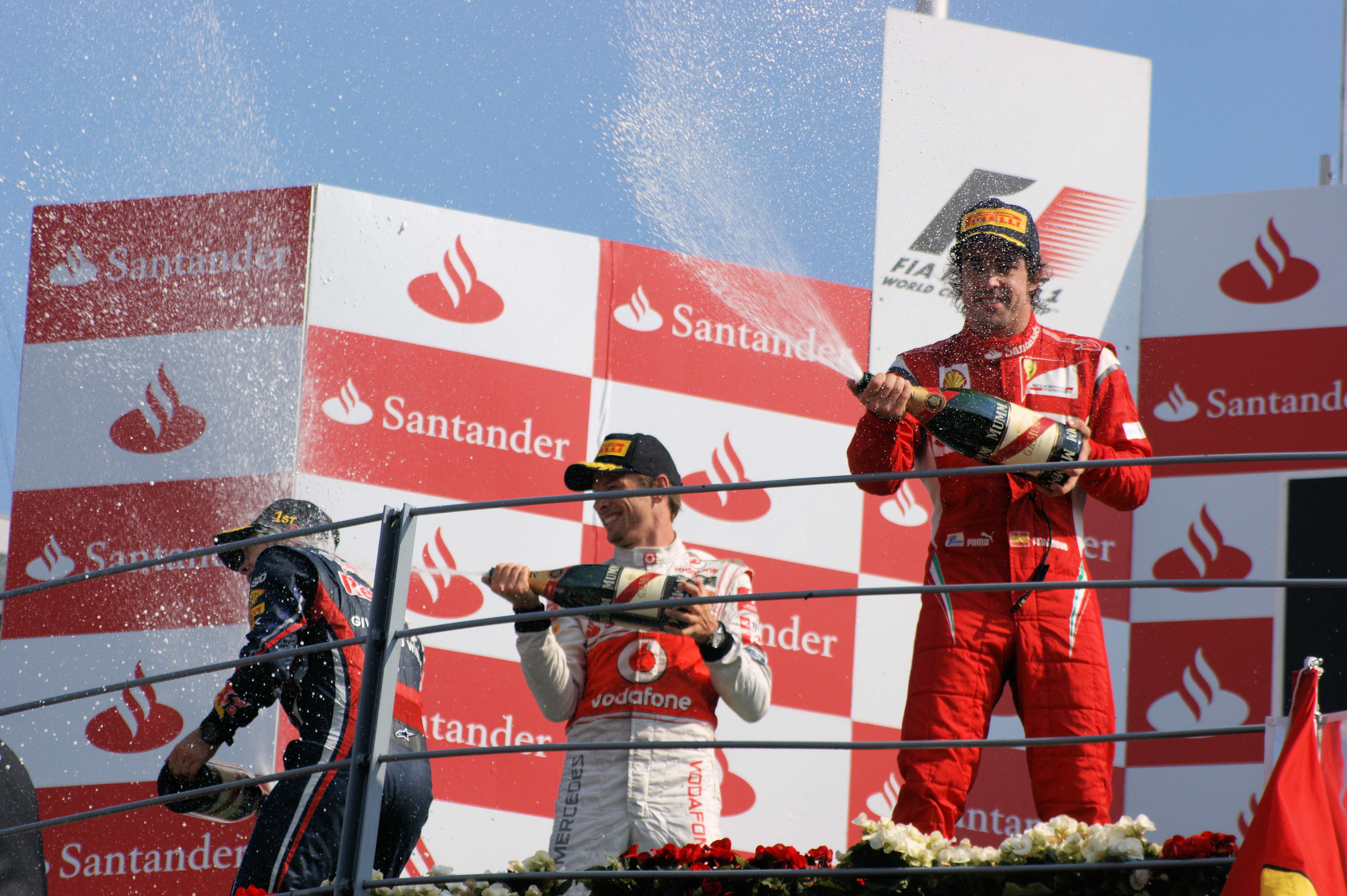
Podio en Monza (Vettel 3°, Button 1° y Alonso 2°).

Button dio lo mejor de sí en el tramo final del año: fue agresivo y conservador según las circunstancias, se mostró más veloz que su compañero Lewis Hamilton y consiguió 6 podios en las últimas 7 carreras (incluyendo una nueva victoria en Japón) que le valieron el subcampeonato, solo por detrás de un intratable Sebastian Vettel. Antes del Gran Premio de Japón, Button firmó una extensión de contrato por varios años con McLaren. El nuevo acuerdo ganará 85 millones de £. Consiguió la victoria en la carrera y también la vuelta rápida por delante de Alonso y Vettel, este último convirtiéndose en campeón. En el Gran Premio de la India el director del equipo de McLaren, Martin Whitmarsh, afirmó que la longitud del nuevo contrato de Button fue de 3 años. Button se clasificó cuarto en esta carrera y subió a sí mismo a la segunda posición en la primera vuelta, superando a Alonso en la primera curva y Webber en la recta de atrás. Con el tiempo terminó segundo detrás de Vettel, cuyo ritmo de carrera no había sido capaz de igualar. En Abu Dhabi, Button se clasificó tercero y también terminó en tercer lugar después de que su compañero de equipo Hamilton ganara la carrera y el de la pole Vettel sufrió un pinchazo en la vuelta 1 y se retiró con daños en la suspensión. Button sufriría un problema recurrente en el KERS por una gran parte de la carrera, pero aun así tenía una buena brecha entre él y el hombre, cuarto clasificado, Webber, así como una casi igual distancia con el segundo puesto por delante, Alonso. Estos resultados se aseguraron de que Button fue el primer compañero de equipo en superar a Lewis Hamilton en una temporada. En la última carrera de la temporada, el Gran Premio de Brasil, Button se clasificó delante de Hamilton para iniciar la tercera posición de la parrilla y también terminó en tercer lugar en ambas ocasiones detrás de los dos monoplazas de Red Bull – tras adelantar a Alonso en la vuelta 62. El resultado aseguró el 2° lugar en el Campeonato para Button, unos 122 puntos por detrás de Vettel (392).

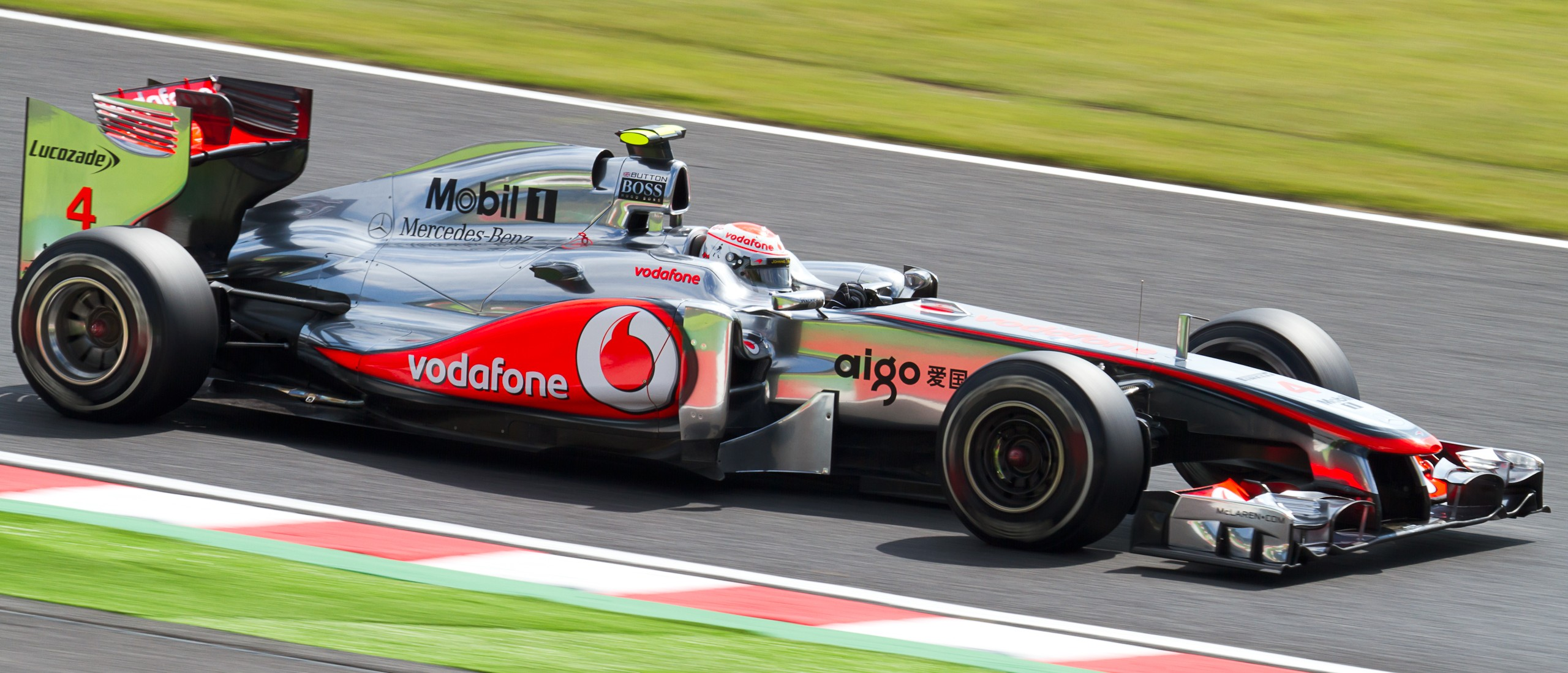
Button obtuvo la victoria en el GP de Japón 2011.

Button en la temporada ganó 3 grandes premios, estableció 3 vueltas rápidas y terminó en el podio en 12 ocasiones de 19 carreras quedando por delante a gran brecha del excampeón Lewis Hamilton y con McLaren nuevamente detrás de Red Bull en el Campeonato de Constructores. Fue elegido mejor piloto inglés por la revista Autosport al término de la temporada.

##### 2012
Button se mantuvo en McLaren para la temporada 2012 la cual tenía por primera vez a 6 campeones del mundo (Vettel, Button, Alonso, Hamilton, Schumacher y el regreso de Räikkönen), la primera que las 7 primeras carreras eran ganadas por pilotos diferentes (Button en Australia, Alonso en Malasia, Rosberg en China, Vettel en Baréin, Maldonado en España, Webber en Mónaco y Hamilton en Canadá), de nuevo Hamilton como su compañero y contó con 20 Grandes premios pautados.
Button se clasificó segundo detrás de Hamilton, antes de pasar a ganar la primera carrera de la temporada en Australia y lograr también la vuelta rápida. Button pasó a clasificar en segundo lugar detrás de Hamilton en la siguiente carrera de Malasia, sin embargo terminó 14 después de una colisión con el HRT de Narain Karthikeyan y la falta de adherencia. Este fue el primer acabado sin puntos de Button desde el Gran Premio de Corea de 2010 y que puso fin a una racha de puntos que comenzó en el 2011 con el Gran Premio de Hungría. Button terminó segundo en China dos semanas más tarde.

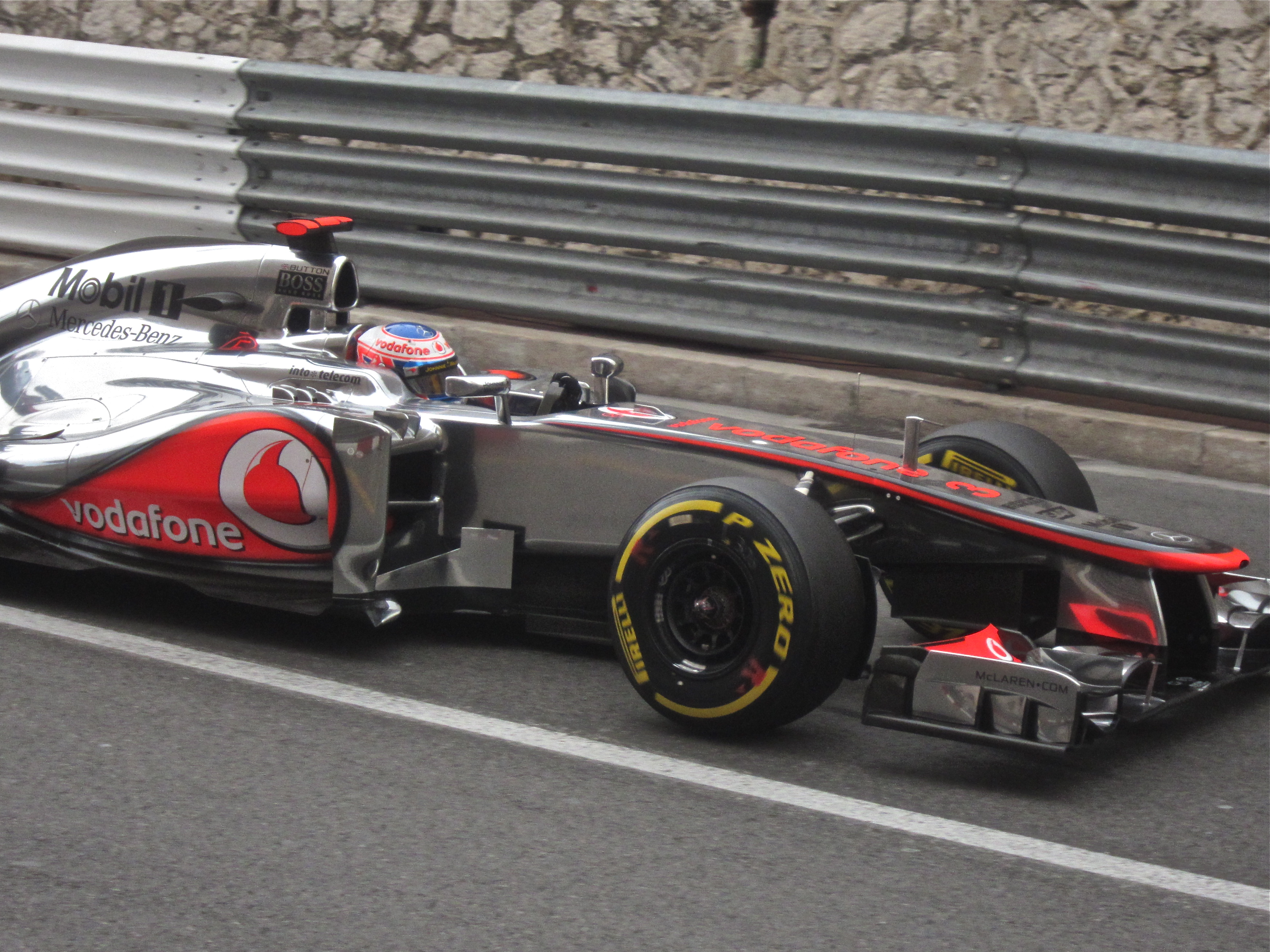
Button en el GP de Mónaco.

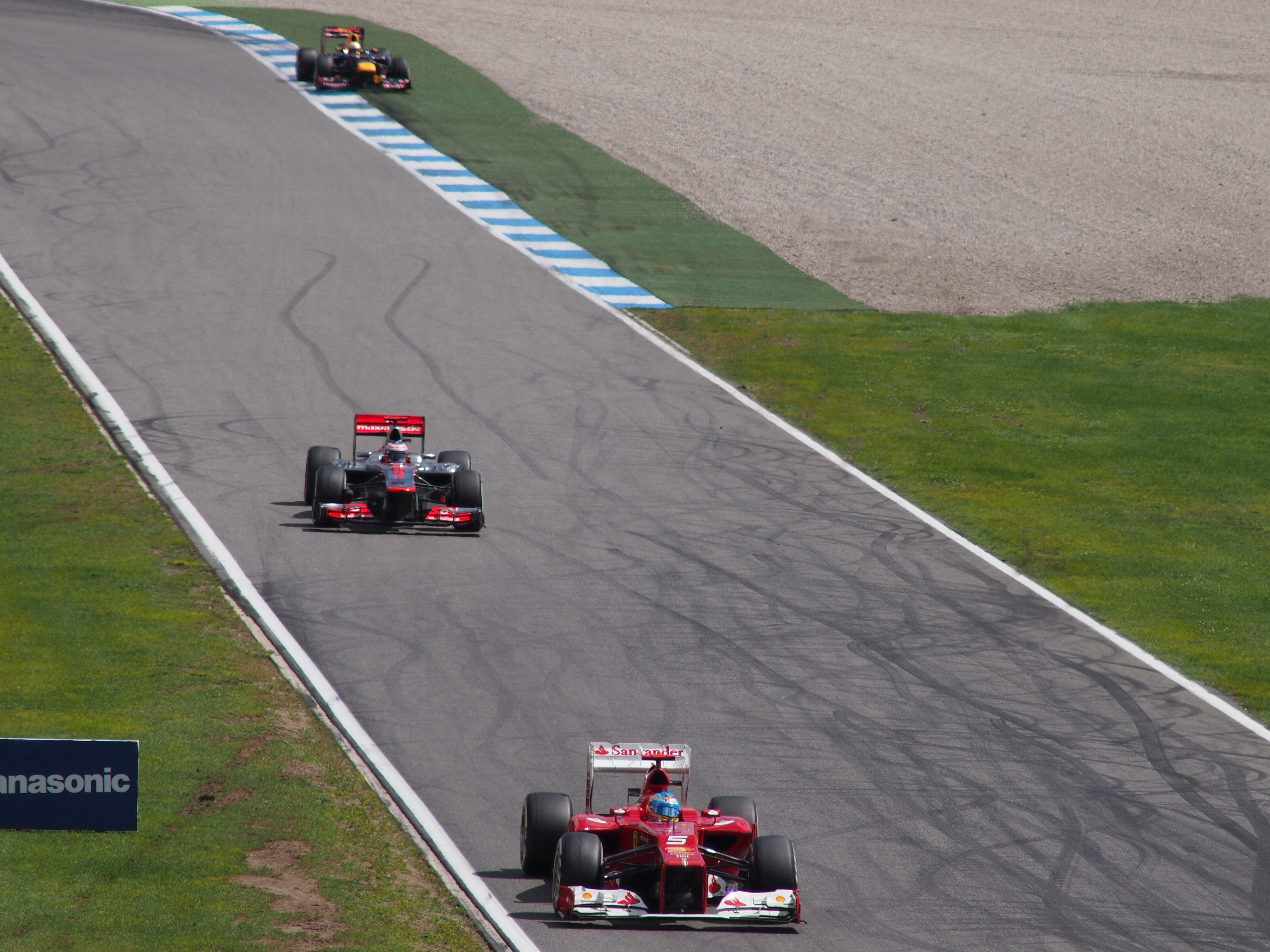
Gran Premio de Alemania disputado Hockenheimring, donde lograría llegar el podio.

En el Gran Premio de Baréin Button se clasificó cuarto por detrás de su compañero de equipo Lewis Hamilton en la segunda. Durante la carrera, Button se encontraba frustrado con los niveles de agarre y se retiró en la vuelta 55 debido a un fallo de escape. En el Gran Premio de España Button se clasificó 11, la primera vez que se había clasificado fuera de los diez primeros durante toda la temporada. Después de no poder terminar por encima del 8.º en las próximas cuatro carreras, Button terminó tercero en Alemania, aunque más tarde fue ascendido a segundo después de que Sebastian Vettel fuera penalizado en la carrera. Luego pasó a recoger a su primera pole position durante más de tres años en Bélgica, su 8.ª en su carrera y su primera con McLaren. Button ganó la carrera convirtiéndose en el primer piloto de la temporada en liderar todas las vueltas de un Gran Premio. Button se clasificó en segundo lugar detrás de su compañero de equipo en el Gran Premio de Italia, y se mantuvo en el segundo lugar hasta que tuvo que retirarse con problemas de presión de combustible a dos tercios del final de carrera.

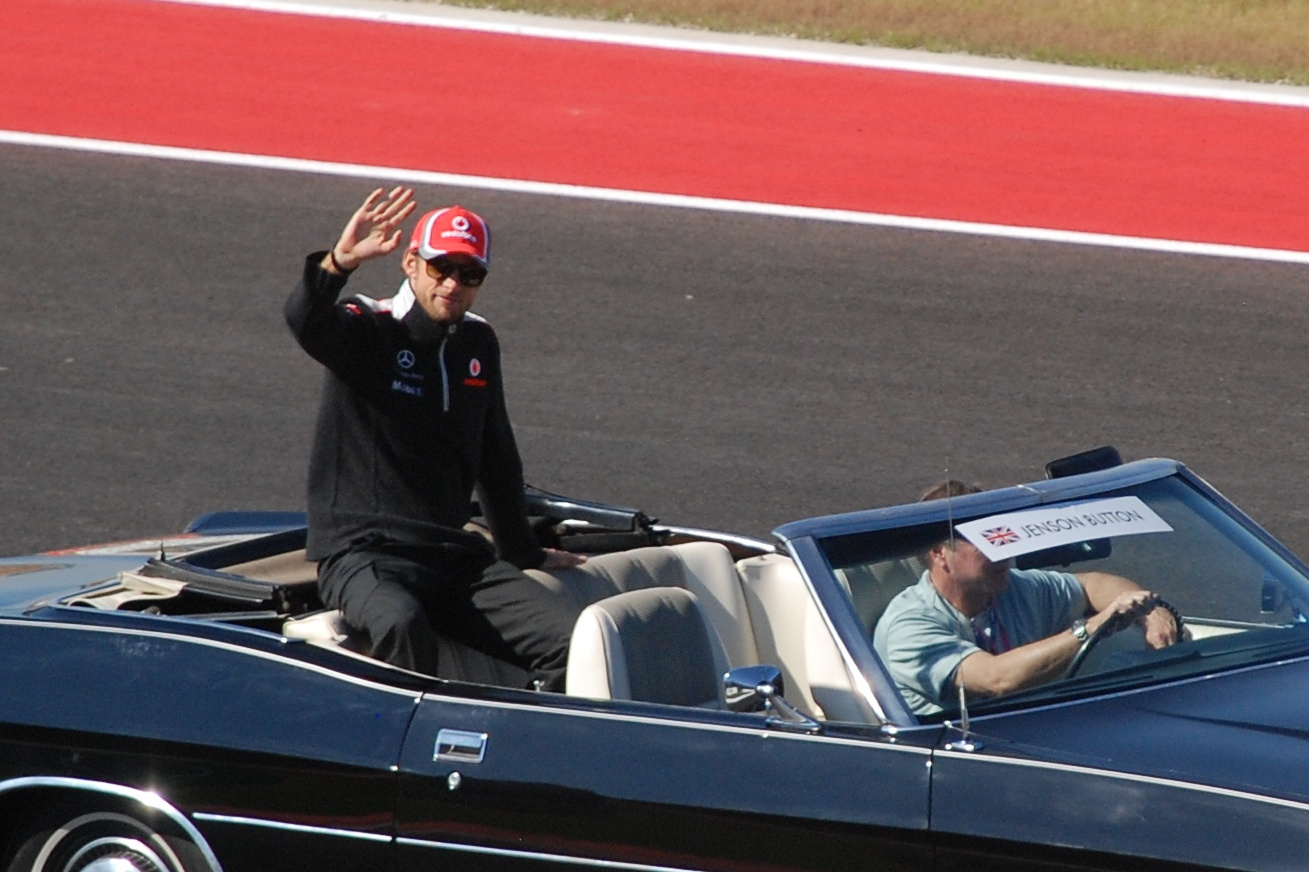
Button en la vuelta de desfile de pilotos del Gran Premio de Estados Unidos de 2012.

En el Gran Premio de Singapur, Button se clasificó en cuarto lugar y terminó la carrera en segundo lugar después detrás de Vettel luego de Hamilton tuviera un fallo en la caja de cambios durante la carrera. Button se clasificó en tercer lugar en Japón detrás de una fila de Red Bull, pero fue castigado con una penalización de cinco lugares por un cambio de caja de cambios y cayó al octavo. Button hizo lo mejor después de varios incidentes de primera curva y tejió su monoplaza en el tercer lugar. Con el tiempo terminó en cuarto lugar después de que Felipe Massa le adelantara en las paradas en boxes y no fue capaz de superar a Kamui Kobayashi antes del final de la carrera. Button se clasificó en undécima posición para el Gran Premio de Corea, pero se vio obligado a retirarse de la carrera después de la primera vuelta, cuando Kobayashi chocó con él y también a Nico Rosberg. Durante el Gran Premio de la India, Button terminó quinto logrando la 8.ª vuelta rápida de su carrera y la 6.ª con McLaren, detrás de su compañero Hamilton, después de comenzar la carrera cuarto y ser superado por Fernando Alonso en las primeras vueltas. Se clasificó sexto para el GP de Abu Dabi, terminando cuarto después de haber sido superado en las últimas vueltas por Sebastian Vettel. Tomó su tercera victoria de la temporada en el que termina la temporada con el Gran Premio de Brasil en condiciones cambiantes después de una batalla por el liderato con Nico Hulkenberg y su compañero de equipo de Hamilton. Button se dejó caer desde los dos a mitad de la carrera, pero luego chocaron Hamilton retirándose y Hulkenberg se vio obligado a entrar en boxes, Button fue capaz de recoger su victoria número 15 de su carrera.
Acabó 5.º en el campeonato con 188 puntos (3 victorias, 6 podios, 2 vueltas rápidas, 1 pole), a sólo un par de puntos por detrás de su compañero de equipo(quinta vez que le superan) y con McLaren terceros esta vez.

##### 2013

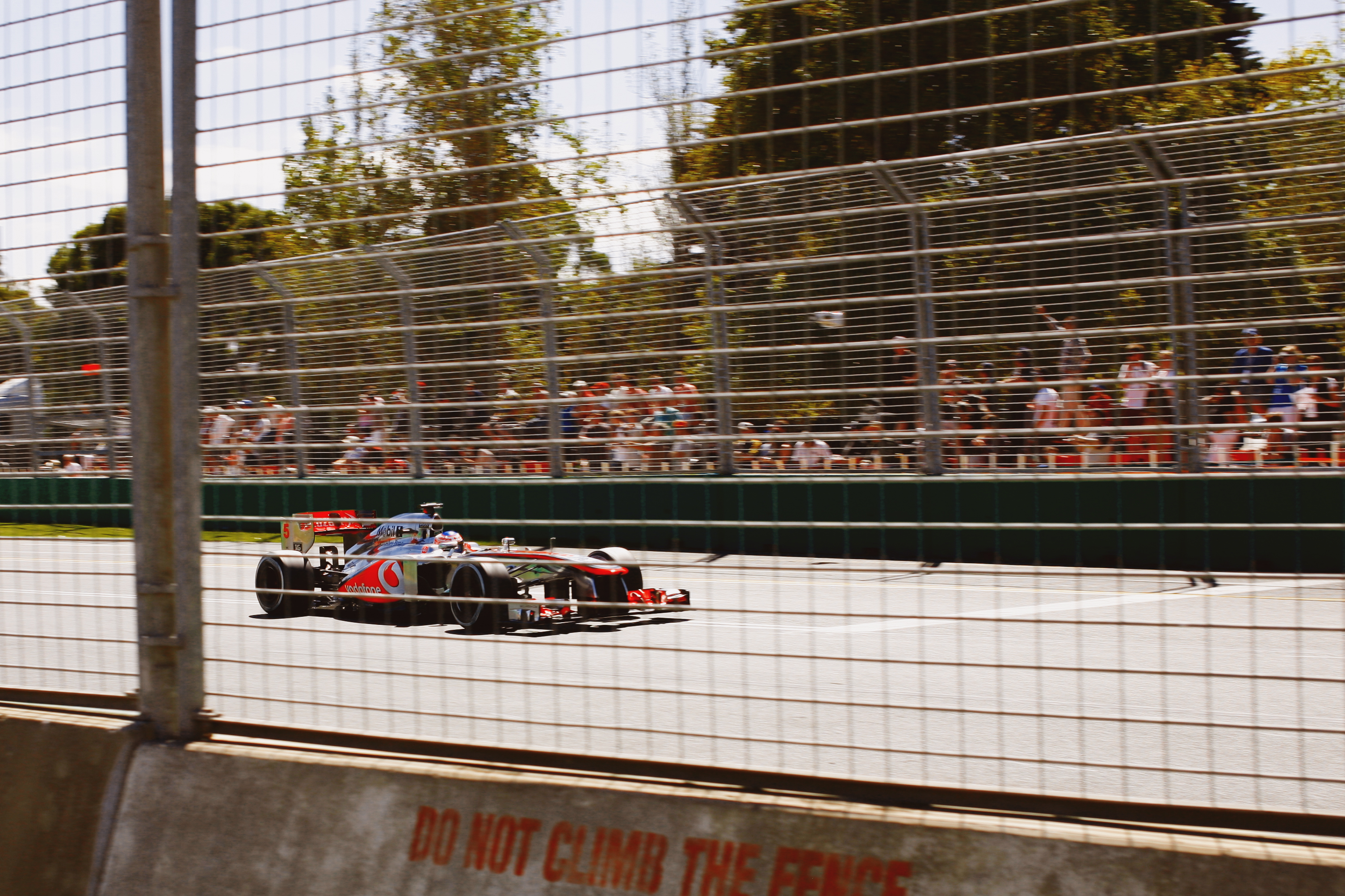
Jenson Button en un McLaren MP4-28 en 2013.

En marzo de 2013, Button ha anunciado que tiene la intención de quedarse con McLaren hasta que se retire. Después del gran cierre del año anterior venciendo en Brasil, todo apuntaba a que McLaren estaría en la punta para este inicio de nueva temporada 2013, pero no fue de esta manera. En el Gran Premio de Australia, Button se clasificó 10 y terminó noveno, a pesar de que el equipo admitiera que no entienden realmente la forma en que el McLaren MP4-28 se ha portado en condiciones de carrera. En Malasia, Button comenzó séptimo en la parrilla, pero se retiró justo antes del final de la carrera en la que pudo haber sido el podio de la temporada ya que se encontraba en el top 5 con una estrategia alargada apuntando a ello. Le siguió una gran actuación en China acabando 5.º (Las cinco primeras posiciones fueron cinco campeones del mundo) y puntuando en Baréin y España. Button tuvo como compañero al piloto mexicano Sergio Pérez después de que Lewis Hamilton abandonó el equipo para unirse a Mercedes, después de que Pérez impresionó al director general del equipo McLaren, Martin Whitmarsh, estando en el equipo Sauber en 2012. A lo largo de la temporada y sobre todo en el Gran Premio de Mónaco y Baréin, hubo carreras emocionantes entre los dos conductores, el cual llevó a Button a hacer el siguiente comentario en su equipo por radio, pidiendo al equipo que lo calmen. Button fue muy crítico a Pérez por su estilo de conducción después de la carrera.
"He corrido con muchos compañeros de equipo en los últimos años y con todo un agresivo como lo era Lewis [Hamilton], pero yo no estoy acostumbrado a conducir por la recta y luego mi compañero de equipo, llegando a lo largo y chocando sus ruedas en mí, golpeando a 300 km/h. He tenido algunas peleas difíciles en la F1, pero no es tan sucio como eso. Eso es algo que se hace en el karting y normalmente crecen fuera de ella, pero eso no es obviamente el caso de checo [Pérez]. Pronto algo grave va a pasar por lo que tiene que calmarse. Es extremadamente rápido y él hizo un gran trabajo hoy, pero algo de eso fue innecesario y un problema cuando se están haciendo esas velocidades." Button hablando con ESPN sobre su compañero de equipo, Sergio Pérez después del Gran Premio de Bareín 2013.

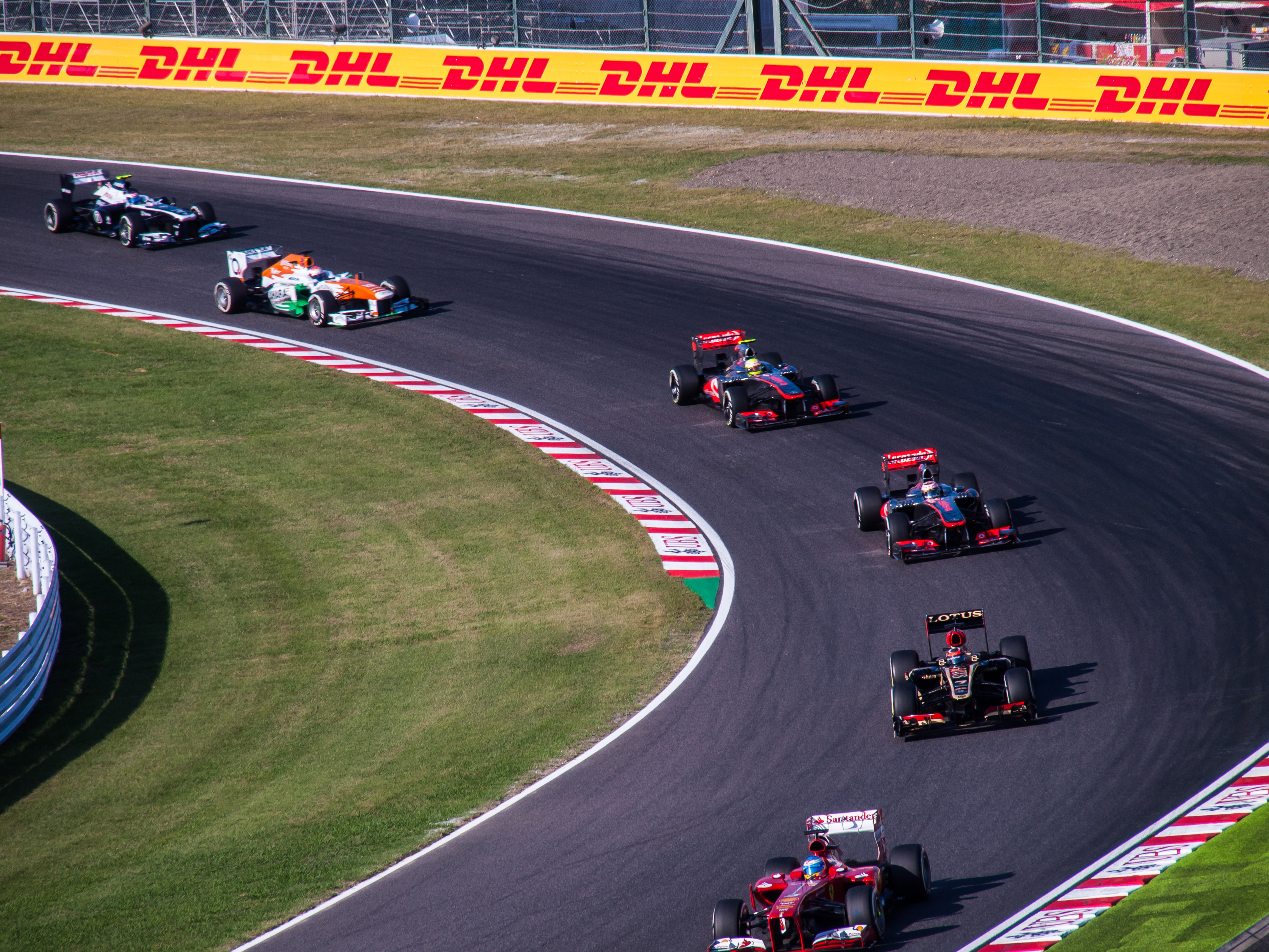
Jenson 10° en el GP de Japón.

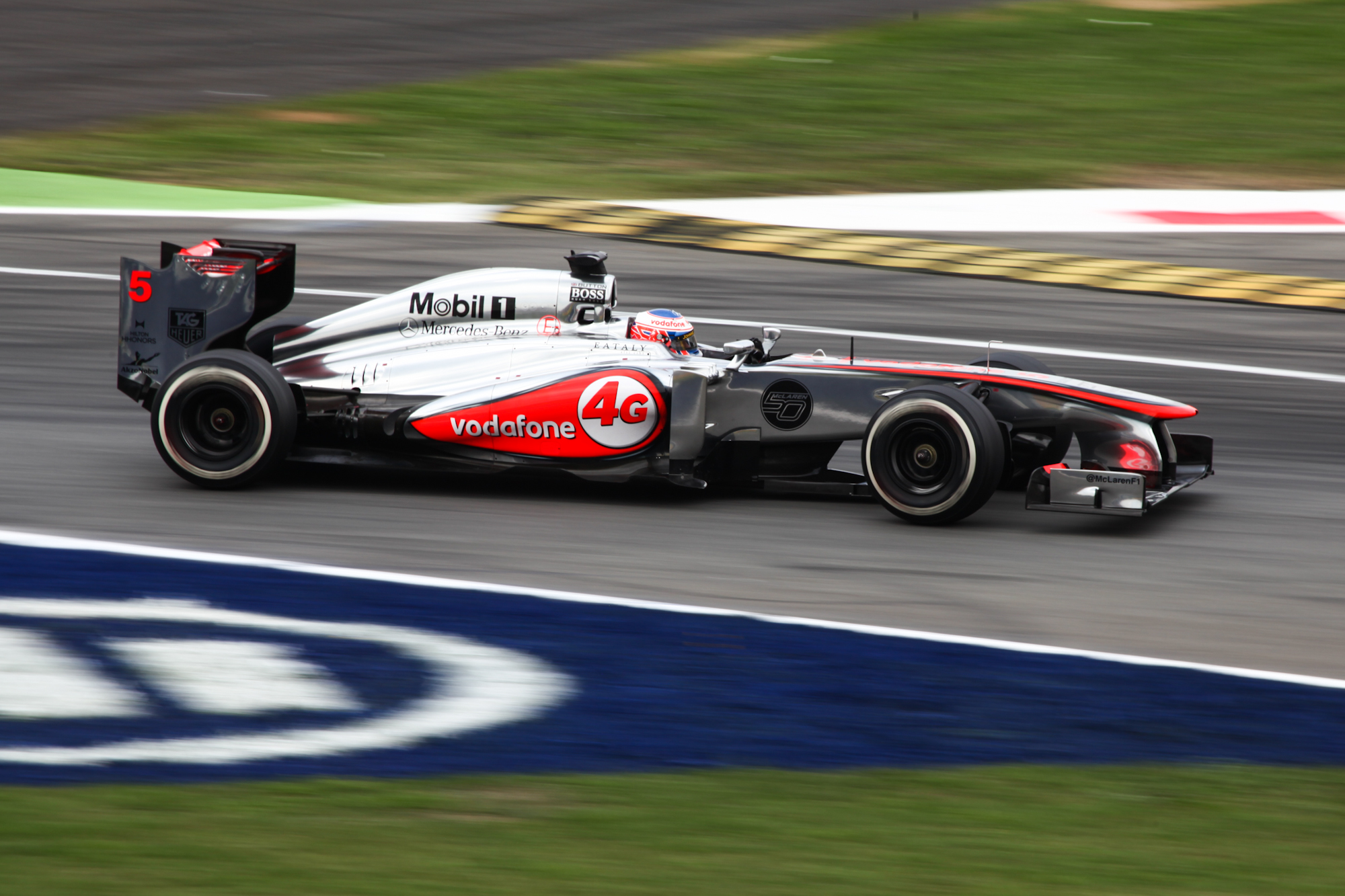
Button en Italia, donde terminó 9.º

Button volvía a terminar en los puntos, un sexto en Alemania, un séptimo en Hungría que debido a un error en cuanto ala estrategia de paradas lo llevó a perder un top 5 y un Gran Premio de Bélgica donde el clima mojado fue clave para que lograra una de sus mejores clasificaciones de la temporada (6°) y la carrera fue en seco logrando mantener un buen ritmo para terminar igual. En el Gran Premio de Italia el MP4-28 mostraba no tener velocidad, para nada comparado con el monoplaza ganador de la temporada anterior y solo le bastó a Button acabar la carrera en una dura décima posición, pero para Singapur era la oportunidad para acabar en los cinco primeros ya que el McLaren lograba tener una buena aerodinámica, pero debido al gran desgaste de los neumáticos no lograron aguantar lo suficiente quedando séptimo lo que pudo ser otro buen resultado ya que hubo momentos de la carrera donde Jenson se ubicaba en el podio. El mejor resultado de Button en el año fue un cuarto lugar en el último Gran Premio de la temporada en Brasil, carrera donde Button logró subir varias posiciones en la salida y batallar gran parte de la carrera para terminar en ese lugar muy meritorio y de esta manera culminando una temporada con una serie de resultados por debajo de lo esperado, de bajo rendimiento para él y el equipo en los últimos tiempos (No lograron podio en la temporada primera vez desde 1980).
Terminó la temporada 9.º con 73 puntos puntuando en 13 carreras de 19 por delante de Sergio (11.º con 49) y con McLaren 5.º detrás de Red Bull, Mercedes, Ferrari y Lotus.

##### 2014
Para esta temporada llegó al equipo el danés Kevin Magnussen, en sustitución de Pérez.
Hubo un cambio de reglas para la temporada 2014, donde los conductores pueden elegir un número del monoplaza y esto sería su número único y personal para su carrera de Fórmula 1. Button eligió el número 22, que era el número que corrió durante su Campeonato Mundial con Brawn GP en 2009.

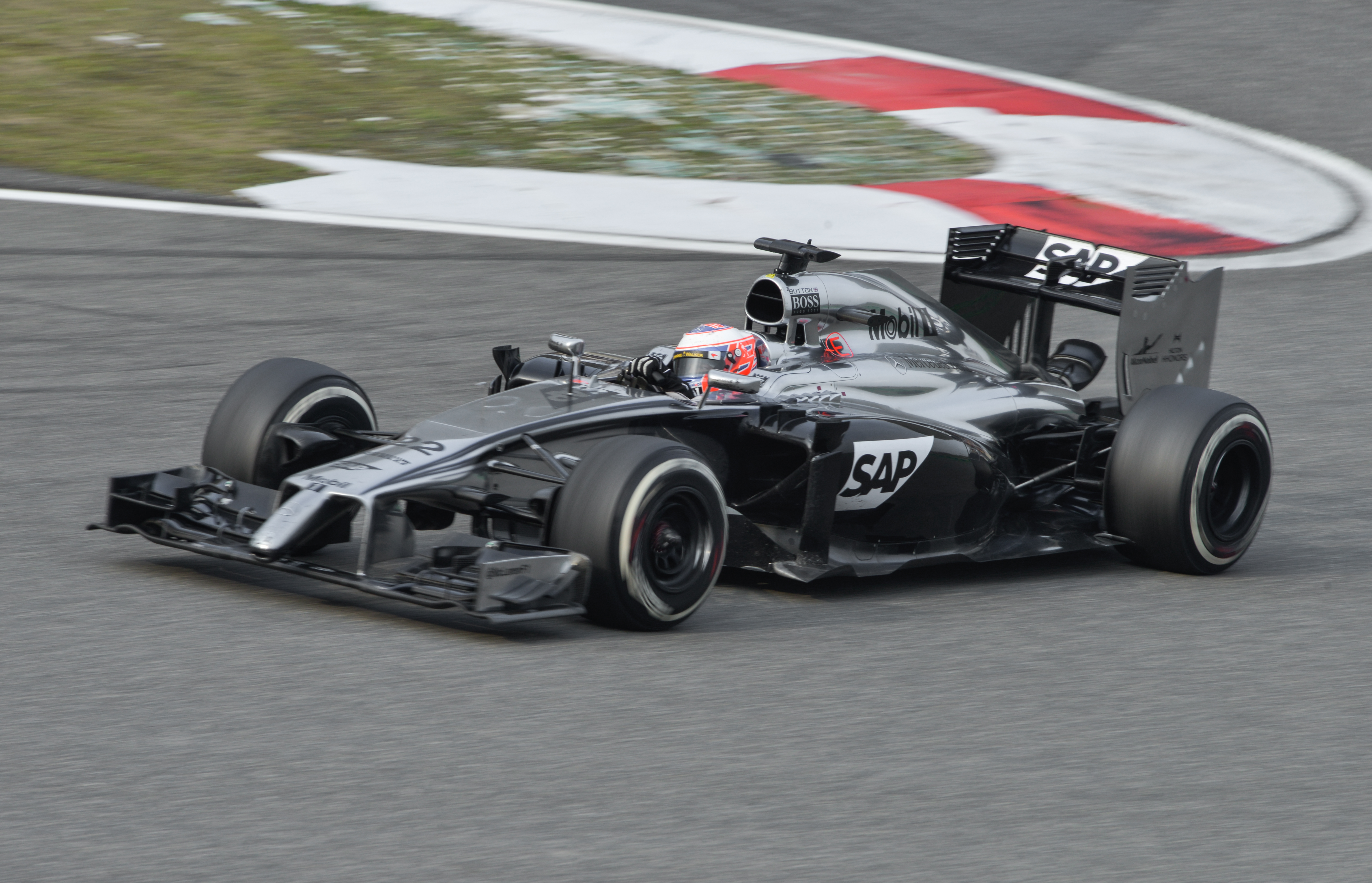
Button en el McLaren MP4-29 en el Gran Premio de China de 2014.

En la primera carrera, el Gran Premio de Australia, Button terminó la carrera en cuarto lugar detrás de su compañero, sin embargo, el segundo colocado Daniel Ricciardo fue posteriormente descalificado después de que se encontró en su monoplaza ha superado la tasa de flujo de combustible máximo permitido de 100 kg / h, Button fue ascendido a 3.º dando muestras que con la mejora del motor mercedes habían mejorado y que se esperaría mejores resultados pero resulta ser que esta fue la única carrera con podio para McLaren en la temporada. El ritmo del MP4-29 sin duda era mejor que el de la temporada anterior pero no lo suficiente como para pelear por posiciones de punteras si no que se vio con un ritmo que les permitiría pelearse por las quintas y sextas posiciones junto con Ferrari, Force India, y unos ocacionales Williams y Red Bull. Luego se acabar sexto en Malasia le siguieron 3 carreras fuera de los puntos pero volvería para el Gran premio de Mónaco donde partiendo 12° logró tener un gran desempeño para terminar en sexta posición y un cuarto en Canadá que debido al choque en las últimas vueltas entre Masa y Pérez le ascendió estando en séptimo. Para el Gran premio de Gran Bretaña lograría otra gran actuación en el año, la clasificación fue en lluvia perfecta para que Jenson lograra una magnífica tercera posición en la grilla de partida gracias a su gran habilidad de manejo para esas condiciones cambiantes que le permitiría partir detrás de Rosberg y Vettel en frente de su público. La carrera fue en seco pero eso no significaría que perdería la oportunidad de lograr un podio, logró liderar en las primeras vueltas y batallarlas pero debido al buen ritmo de los demás y algunas décimas perdidas en las paradas lo cayeron al quinto, sin embargo en las últimas 10 vueltas luego de su detención con neumáticos más frescos y con un peso más ligero lograba acortarle la diferencia de alrededor de un segundo por vuelta al hombre en tercera posición, Daniel Ricciardo. Al final se quedó en el cuarto lugar a tan sólo siete décimas de segundo, con Ricciardo comentando: "Unos tramos más de pista o una vuelta más y Jenson me hubiera quitado el podio". Tras 15 temporadas, quince veces corriendo en Gran Bretaña frente a su público Button nunca logró terminar en el podio, ni en sus mejores temporadas pudo, sus mejores resultados fueron cuartos lugares en esta Temporada más la del 2004 y la del 2010 y quinto en la del 2000 y 2005.

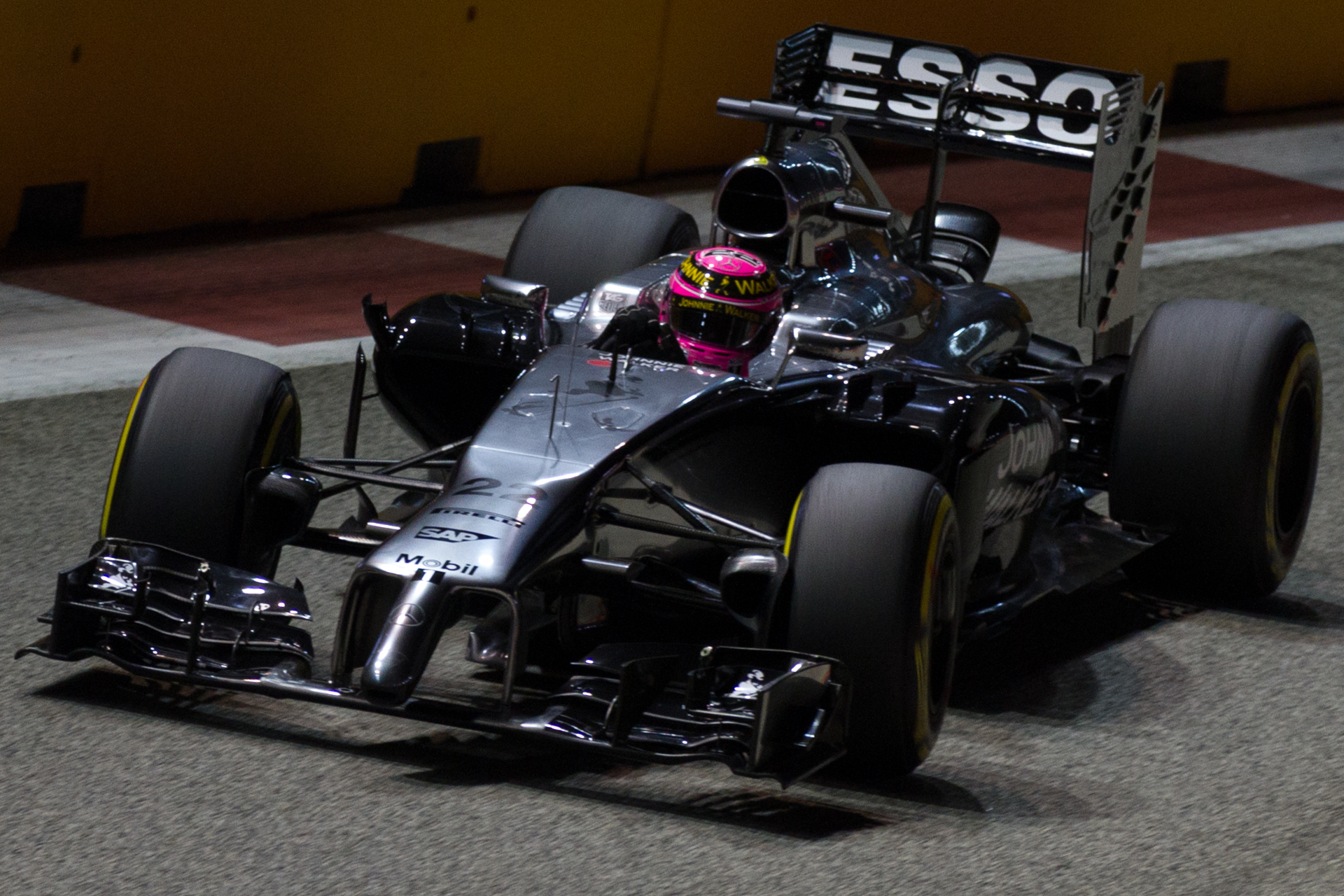
Button le hizo tributo a su padre con un diseño de su casco en parte de su carrera (aquí en el GP de Singapur de 2014).

En el Gran Premio de Hungría Button se había clasificado séptimo pero debido al clima variable se apuntaban para acabar en posiciones de adelante y así inició la carrera, Button pasó a liderarla cuando cayo una pequeña lluvia pero un error en el equipo pensando que iba a volver la lluvia le hicieron cambiar a neumáticos de intermedios todavía mientras que los demás utilizaron secos; la lluvia no apareció por lo que Button se vio forzado a entrar y caer posiciones y terminar décimo en la carrera debido a ese mal entendimiento. Para el Gran Premio de Bélgica Button batallaría con su compañero de equipo en un duelo limpio de ida y vuelta en las últimas instancias con algunos pilotos sumándoseles como Fernando Alonso por el sexto lugar que ala final Button lo ganaría. Después de una dura carrera en Italia acabando octavo, las últimas 6 carreras de la temporada fueron grandes actuaciones por parte de Jenson comenzando con Singapur que a pesar de que se retiró por problemas eléctricos andaba en sexta posición. El Gran Premio de Japón fue otra carrera donde albergó lluvia, Button fue inteligente y cambió a neumáticos intermedios mucha antes que todos al momento de caer la lluvia lo que le permitió estar en el tercer lugar luego de que todos pararan y tener un mismo ritmo que el de los líderes, los Mercedes de Hamilton y Rosberg, sin embargo al Button ir a boxes y caer al quinto faltando Vettel y Ricciardo por parar se detuvo la carrera debido al grave choque de Jules Bianchi que terminaría dejando en coma y posteriormente fallecer. En el debut de Rusia, el McLaren se vio fuerte y cómodo con los superblandos lo que llevó a Button a terminar cuarto con un gran ritmo. Estados Unidos fue la única carrera donde mostró un bajo desempeño aunque halla batallado por los puntos ala final quedó 12. En el Gran Premio de Brasil, Button batallaría con Räikkönen y terminaría en una gran cuarta posición luego de una gran remontada en la parrilla y finalmente cerraría la temporada con una quinta plaza en Abu Dabi.
Button terminó 8.º en la temporada con 126 puntos; su compañero de equipo Magnussen terminó 11.º con 55 puntos y McLaren 5.º en el de constructores.
Con Alonso moviéndose a McLaren para la temporada 2015, cuando se utilizarían motores Honda, el equipo no había anunciado en noviembre de 2014 si estaría Button de retención o a Magnussen como compañero de equipo de Alonso, dejando a ambos conductores preguntándose si estarían con asiento en 2015. Button comentó que su padre habría "Disfrutado cada momento" sobre su futuro incierto y fue lo que él hizo. Después de la última carrera de la temporada, en la que Hamilton ganó el campeonato de pilotos convirtiéndose en Bicampeón y había sido compañero de Button en el pasado, Hamilton dijo que "McLaren sería inteligente" para mantener a Button. "El desarrollo, la construcción de un equipo, la estabilización de un equipo, necesita controladores fuertes para dirigir el equipo, y él es el paquete completo."

##### 2015
Para la temporada 2015, Button renovó con McLaren, como compañero del bicampeón mundial Fernando Alonso.

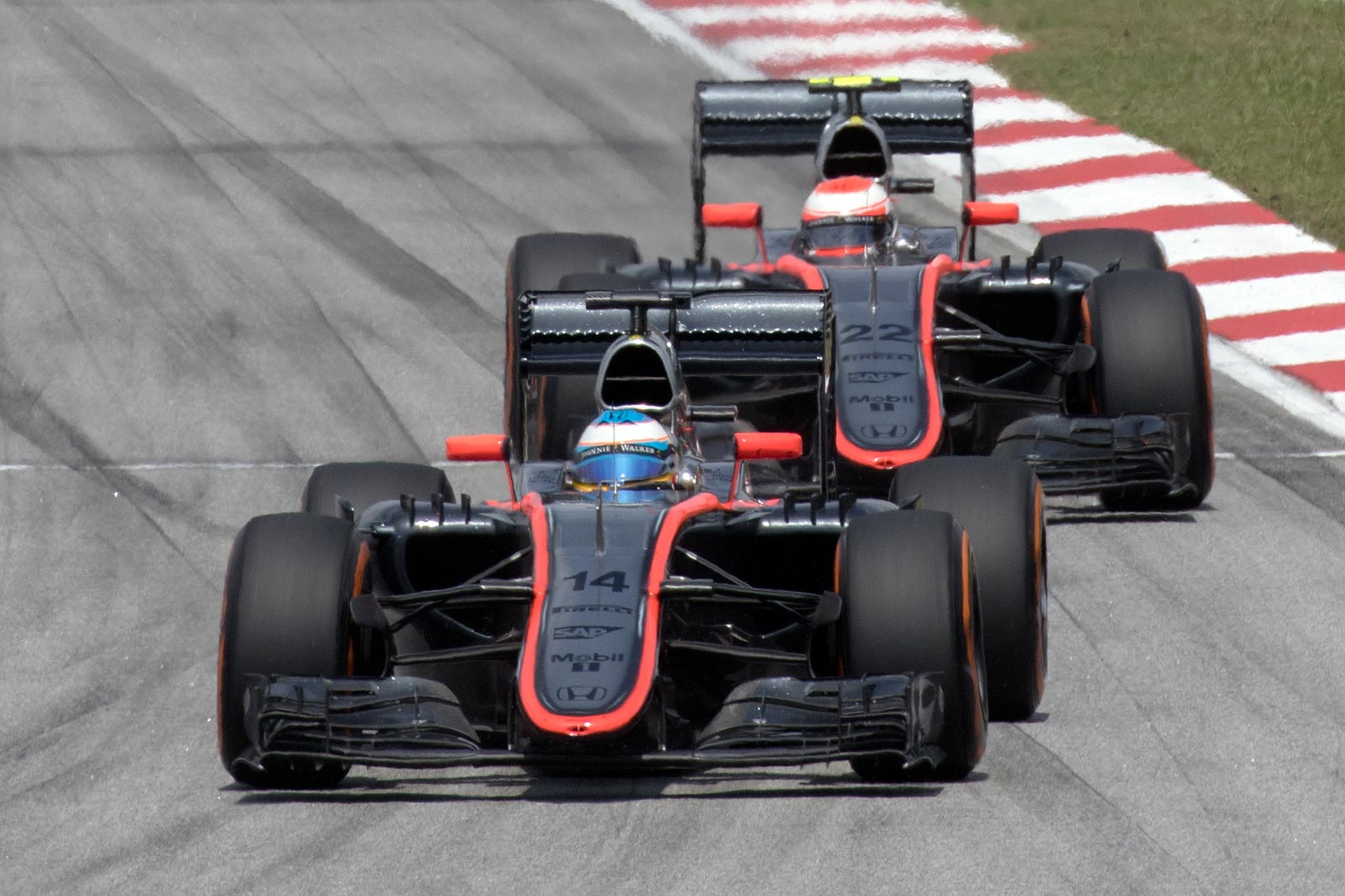
Button detrás de su compañero de equipo Fernando Alonso, en Sepang.

El nuevo paquete de McLaren-Honda empezó a ser poco fiable y problemático después del lanzamiento el 29 de enero. En las tres pruebas de pretemporada, Button, su compañero de equipo de Alonso y el piloto de reserva Kevin Magnussen solo tenían en un solo día más de cien vueltas, que fue completado por Button. Al llegar a Australia Button se clasificó 17 y acabó 11 luego de una serie de retiros por parte de los demás pilotos el cual le ayudó a subir posiciones mas sin embargo el auto mostraba ser el penúltimo auto en la grilla con pésimo ritmo y el nuevo proveedor de unidad de potencia de Honda se complicaría con el kilometraje debido a problemas de recuperación de energía. Esto continuó en Malasia, donde Button tuvo que retirarse de la carrera.

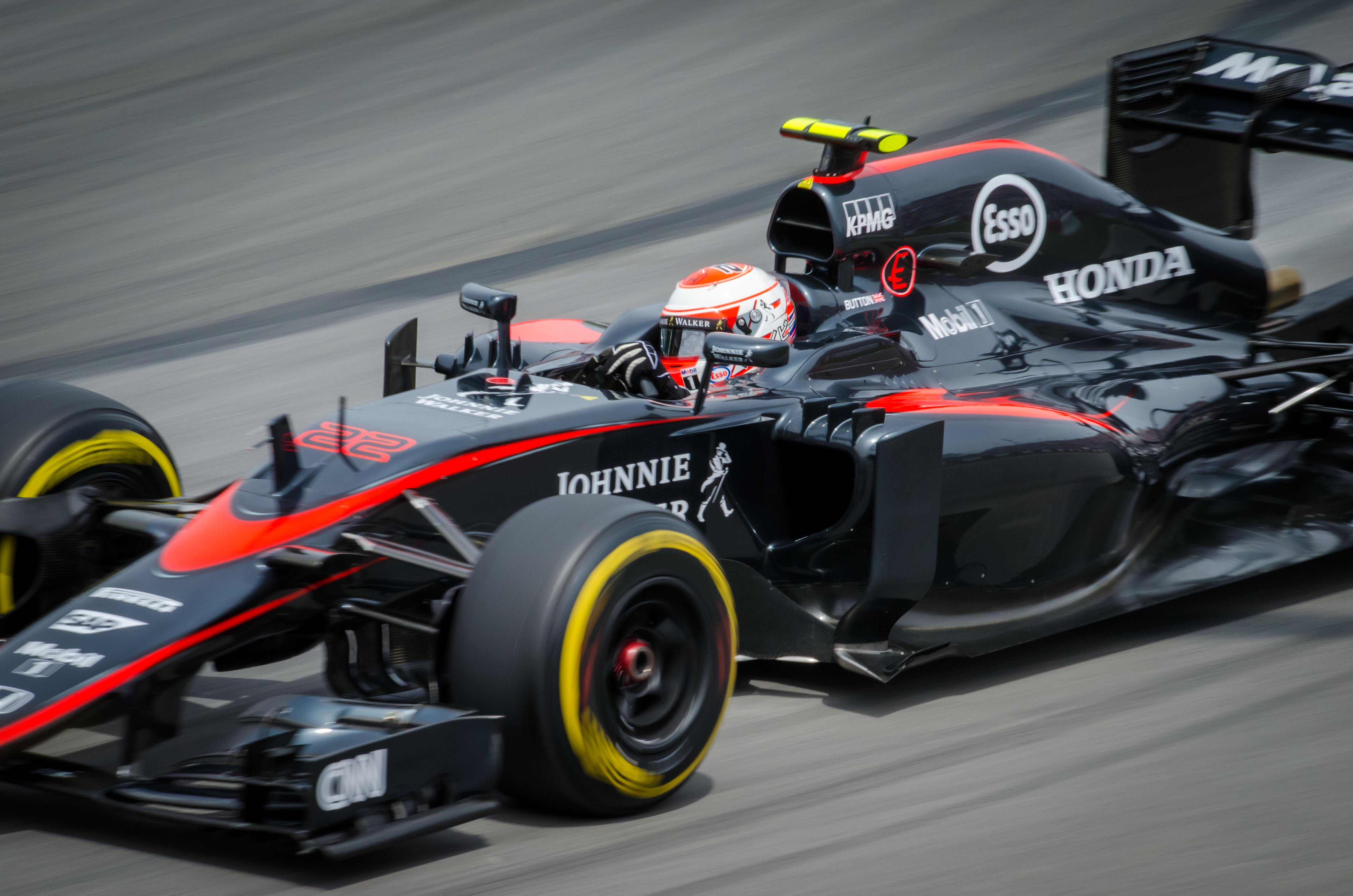
Jenson en el Gran Premio de Canadá

En China, Button chocó con el Lotus de Pastor Maldonado en las últimas etapas del Gran Premio estando de décimo segundo, Button recibió cinco segundos de penalización haciéndolo caer al puesto 14 y dos puntos menos de penalización a su Superlicencia que antes era limpia para el cual los puntos tendrán una duración de doce meses. Button describió el accidente como "sólo un error de juicio". Button tuvo un fin de semana horrible en Sakhir, donde tuvo que parar en la pista tres veces, una vez en la FP1, otra vez en la FP2 y otra vez en la Q1, donde fue incapaz de establecer un tiempo y tuvo que clasificar última posición de la parrilla para después ni siquiera iniciar la carrera. Button lograría los primeros puntos de la temporada para el equipo en el Gran Premio de Mónaco al acabar octavo, siendo este un circuito con características que le favorecían a la aerodinámica del monoplaza. Tras tres abandonos consecutivos por falta de fiabilidad en el monoplaza, Button volvería a terminar una carrera, en novena posición, otorgando dobles puntos para el equipo con Alonso acabando quinto en el Gran Premio de Hungría.
Para el resto de las carreras de la segunda parte del campeonato, el desempeño siguió siendo pésimo, el MP4-30 motorizado Honda no tenía fiabilidad, lo cual limitaba a los ingenieros japoneses a mejorar la potencia del motor y decidieron culminar la temporada de esta manera con el mismo ritmo de carrera que hacía que ninguno de los 2 campeones culminase en los puntos de manera constante, y ni siquiera poder entrar en la Q3 de los sábados y así empezar con el desarrollo del vehículo del siguiente año. Button puntuó en Rusia con un noveno lugar y en el Gran Premio de Estados Unidos, donde logró su mejor actuación de la temporada con un sexto lugar gracias a la presencia de la lluvia en el fin de semana. Después del Gran Premio de Japón, Ron Dennis confirmó que Button pilotará para el equipo en 2016.
Button terminó una pésima temporada en la 16° posición con 16 puntos, solo puntuando en 4 de las 18 carreras que disputó, una casilla y 5 puntos por delante de su compañero y McLaren penúltimo solamente por delante del único equipo que no sumó puntos, Manor.

##### 2016

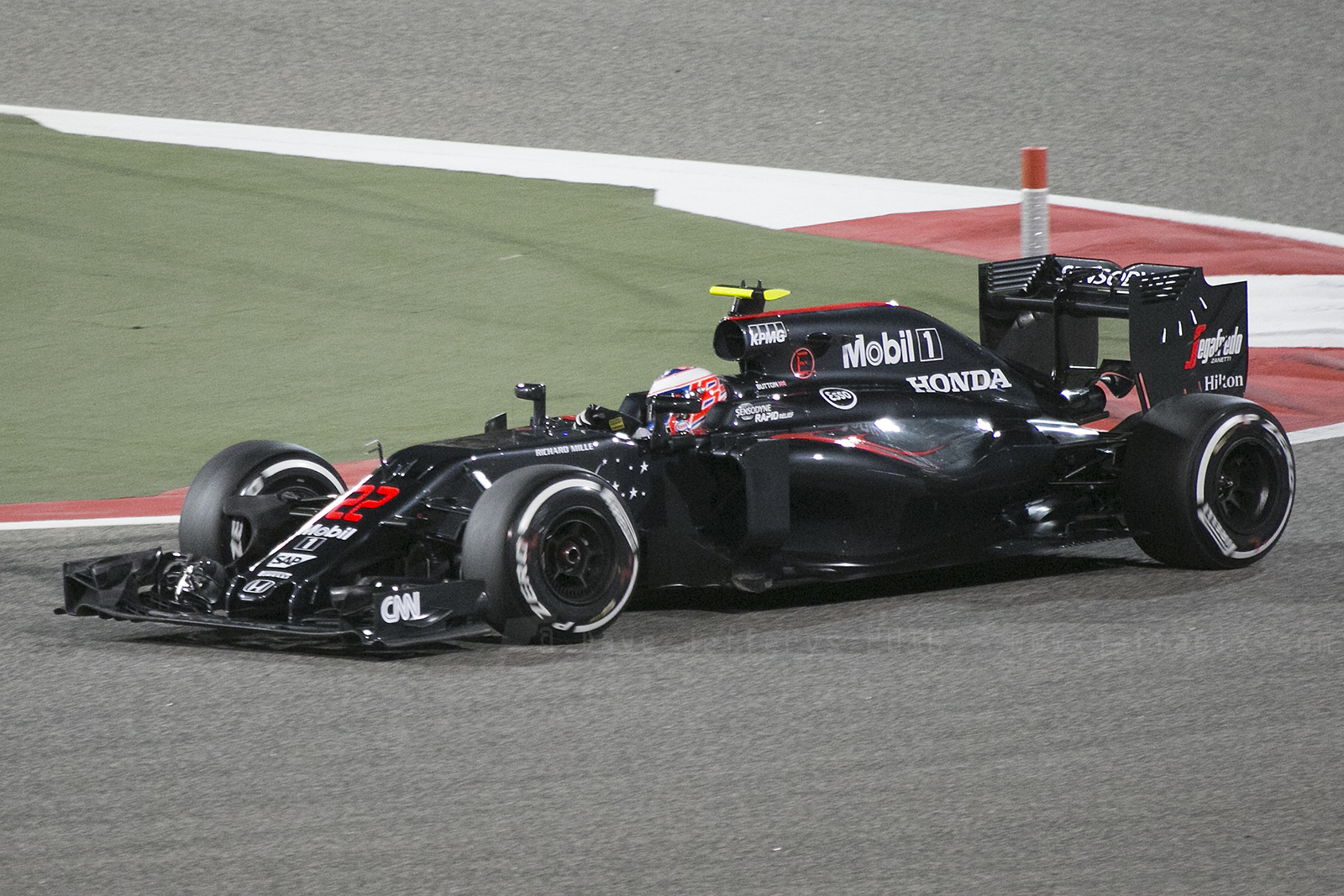
Button en el GP de Baréin.

McLaren hizo su presentación del monoplaza el 21 de febrero, solo 4 días antes del inicio de pretemporada de la F1, pruebas que se llevaron a cabo en el Circuito de Cataluña donde tanto Fernando como Jenson tendrían sus días para probar. Las pruebas resultaron una gran mejora para el equipo puesto que los problemas de fiabilidad con el motor habían desaparecido, lo que les daba luz verde a los japoneses para evolucionar la potencia del motor de cara a la temporada 2016.
El inicio de temporada para el equipo fue prometedor, el MP4-31 ya no era uno de los últimos autos de la parrilla, sino que ahora se ubicaban en mitad de tabla con posibilidades de avanzar a la Q3 en los sábados y con buen ritmo los domingos comparado al vehículo de la temporada anterior. Button iniciaría con un decimocuarto puesto en Australia debido a una mala gestión de estrategia por parte del equipo mientras que en Bareín, Button andaba séptimo en la carrera pero un fallo en el monoplaza le hizo abandonar. Button lograría acabar 3 carreras consecutivas en los puntos, décimo en Rusia adelantado a Carlos Sainz en las últimas vueltas, un noveno en España y otro en Mónaco. Button se retiraría tras 11 vueltas debido a un fallo del motor en el Gran Premio de Canadá mientras se ubicaba décimo y culminó undécimo después de una gran remontada partiendo décimo noveno en el inaugural Gran Premio de Europa en Bakú, Azerbaiyán. Para el Gran Premio de Austria, Button lograría partir tercero en la grilla(ascendido del quinto tras las penalizaciones de Rosberg y Vettel) en una de sus mejores clasificaciones con el equipo desde su unión con Honda gracias al clima cambiante, posteriormente terminaría en sexto lugar en la carrera con una clara mejora en cuanto al rendimiento.

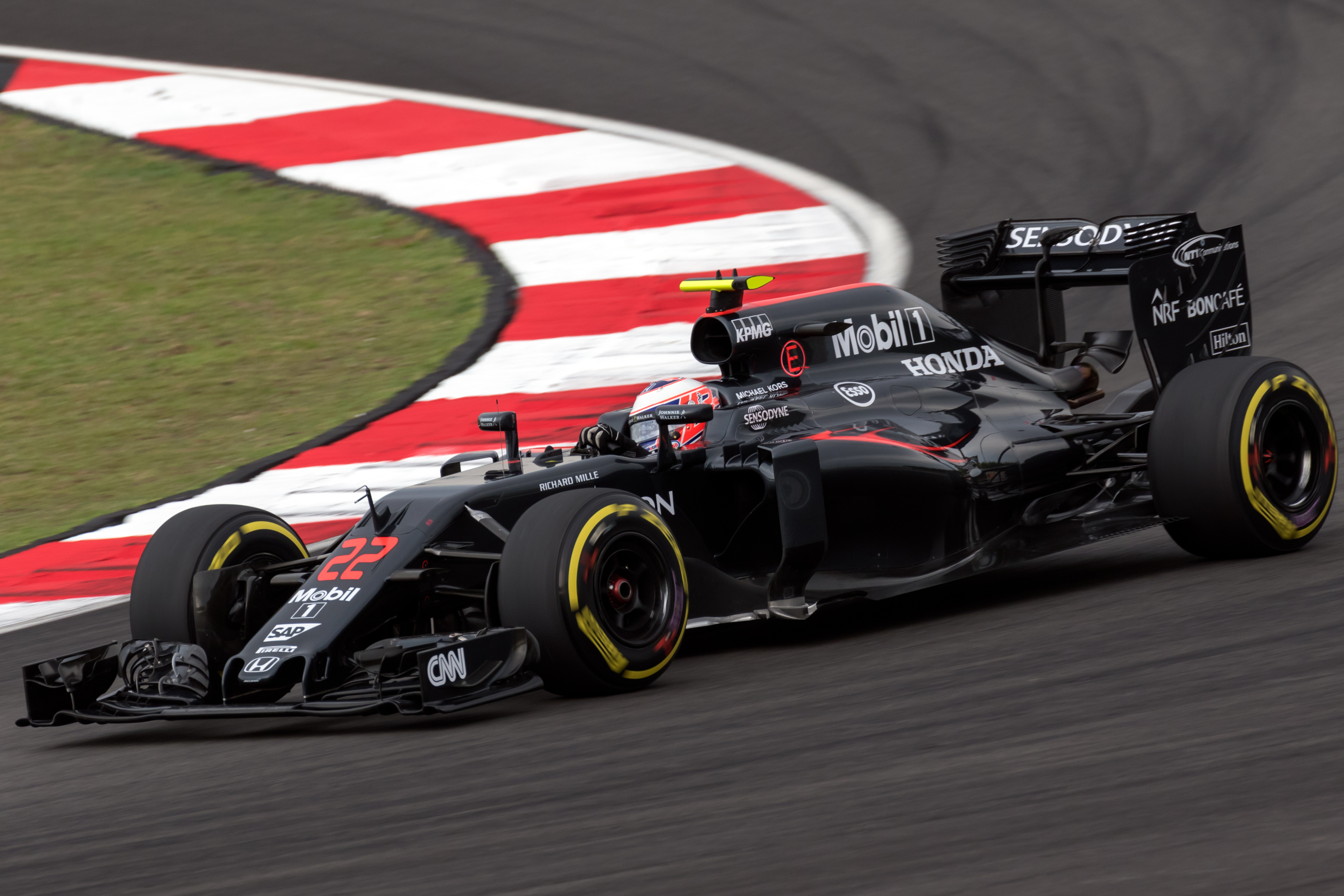
Jenson en Malasia 2016.

En el Gran Premio de Gran Bretaña, sería su participación número 17 en casa y nuevamente sin lograr un podio en Silverstone partiendo decimoséptimo por problemas el sábado y finalizando 12.º por delante de su compañero. Para las siguientes dos fechas del calendario antes del descanso de verano, el equipo mostraba grandes mejoras de rendimiento, para el Gran Premio de Hungría ambos pilotos lograrían entrar a la Q3 por primera vez para la unión McLaren-Honda (Alonso séptimo y Button octavo) mas sin embargo, solo Alonso pudo acabar en dicha posición en la carrera mientras que Jenson tuvo problemas con el pedal y lo enviaría al fondo de la parrilla y finalmente abandonaría, pero para el Gran Premio de Alemania en Hockenheimring, pese a que estuvieron en los diez primeros para los entrenamientos, ambos se quedaron en la Q2 pero la carrera para Jenson resultó lo opuesto a la anterior ya que lograría acabar en octava posición superando en las últimas vueltas a Valtteri Bottas.
El día 3 de septiembre, previo al Gran Premio de Italia, anuncia su retirada de Fórmula 1, tanto él como Ron Dennis afirman que no es un retiro definitivo sino más bien un descanso del deporte tras 17 años en el y ocupara el cargo de embajador del equipo con un contrato de 2 años con opción de vuelta para la temporada de 2018, Button manifestó que era una gran oportunidad para estar con su familia y que seguirá compitiendo en 2017 tal vez en rally o en GT. Su asiento será ocupado por el piloto de pruebas Stoffel Vandoorne para 2017 con Button pasando a ser piloto de pruebas del equipo.
Para las 8 fechas restantes del campeonato más largo de la historia hasta el momento (21 Grandes Premios), Button disfrutaría cada una de ellas pero el desempeño del vehículo no fue el apropiado. Decimosegundo en Italia y en México, decimoctavo en Japón y decimosexto en Brasil. Sus mejores carreras fueron los novenos puestos en Malasia y Estados Unidos y se retiró en Singapur y en lo que para él fue considerada como su última carrera en F1, Abu Dabi, un fin de semana emocional donde Button agradeció a cada uno de sus familiares y amigos, ingenieros y fans y más que nadie a su fallecido padre (John) quien fuese el que lo llevó al deporte automotor, de esta manera iba a darlo todo hasta la bandera a cuadros cosa que por desgracia tras 12 vueltas sufrió un fallo en la suspensión delantera derecha, producido por un golpe con un piano, lo que pondría "fin" a su carrera con gente del paddock y la multitud brindándole ovación mientras recorría los boxes.
Button terminó la temporada decimoquinto con 21 puntos casi la mitad de los que consiguió Alonso y McLaren terminando esta vez sexto en el de constructores.

##### 2017
Button fue llamado por el equipo McLaren para ocupar el asiento de Alonso en el GP de Mónaco, quien se encontraba disputando las 500 Millas de Indianápolis. Tras clasificar en novena posición, es relegado a la última posición debido a una penalización de 15 puestos por cambios de piezas de su McLaren-Honda.
El piloto inglés para en boxes en las primeras vueltas, esperando que los neumáticos le duraran toda la carrera para aprovechar la salida de un safety car, pero cuando estaba junto a Wehrlein, un accidente los dejó fuera a los dos.

### Carrera de Campeones

#### 2007

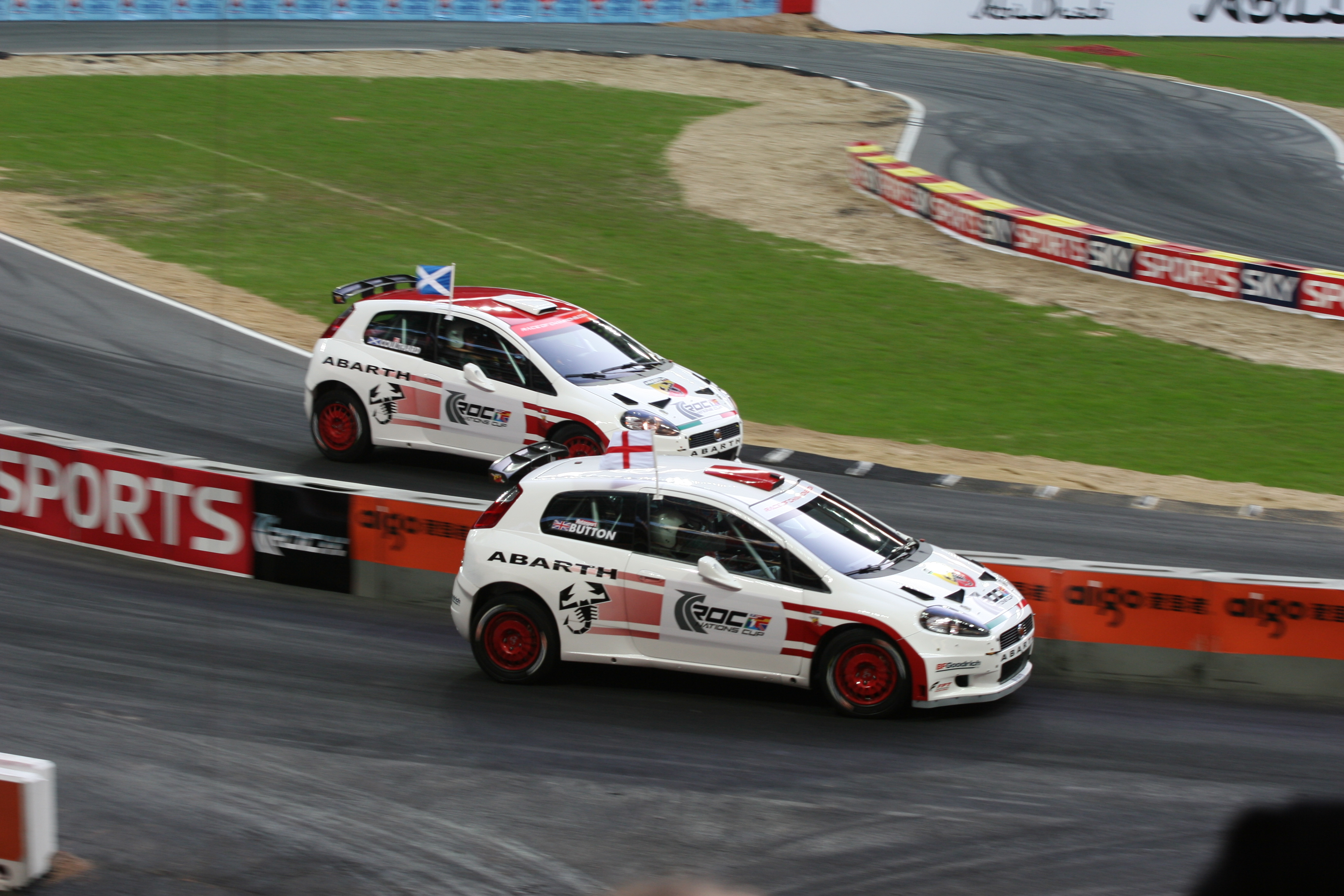
Button vs. Coulthard en la Carrera de Campeones de 2007.

Button corrió en la Carrera de Campeones de 2007 que se llevó a cabo en el estadio de Wembley el 16 de diciembre de ese año. Cabe mencionar que Jenson no participó en la ROC del año anterior debido a su rompimiento de costillas en un evento de Karting. El evento en sí se eclipsó debido al reciente fallecimiento del excampeón de rally Colin McRae, quien murió en un accidente de helicóptero el 15 de septiembre de ese mismo año.
Jenson Button representó a Inglaterra en el equipo Autosport England junto con el piloto de la WTCC Andy Priaulx para la Copa de Naciones. Iniciaron la ronda de cuartos de final venciendo a ambos pilotos de Escocia, a su rival de F1 David Coulthard y al piloto de rally Alister McRae, con Jenson frente a Coulthard con un tiempo de 2.02.992 al 2.04.567 de su rival en un Abarth Grande Punto S2000 mientras que Priaulx hacia lo suyo con un Aston Martin Vantage N24 frente a McRae, pero fueron eliminados por los de Alemania en Semis, Button encarando a Schumacher en un Solution F Prototype perdiendo con un tiempo de 1.50.170 contra el 1.49.709 y Vettel le ganaba a Priaulx en un Ford Focus RS WRC.
En la Carrera de Campeones, inició en la ronda de 16 venciendo a Alister McRae con un tiempo de 1.52.368 frente al 1.54.873 de su rival en un vehículo ROC pero fue eliminado en cuartos frente a su ex rival de F1 Michael Schumacher, 1.48.020 al 1.49.154 de Jenson.

#### 2008

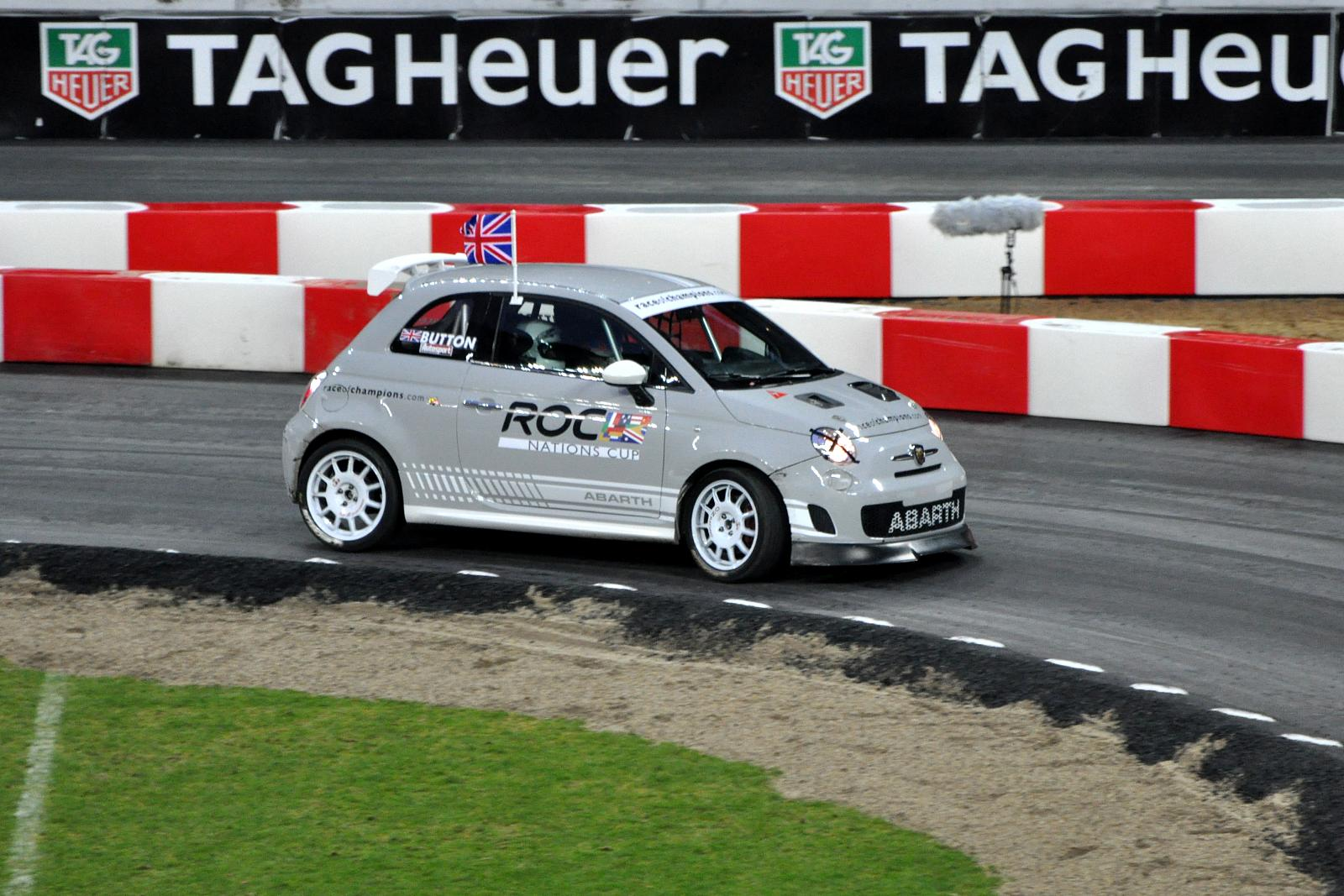
Button en la ROC 2008

Button volvería en la Carrera de Campeones de 2008 el cual fue la edición #21 y fue albergada en el estadio de Wembley en Londres el 14 de diciembre.
Jenson representó al primer equipo de Reino Unido, el equipo Autosport Gran Bretaña juntándose de nuevo con Andy Priaulx para la Copa de Naciones. Iniciaron venciendo en los Cuartos al equipo All-Stars de USA con Button frente al piloto de NASCAR Carl Edwards con un tiempo de 2.10.522 contra el 2.20.623 de su rival en un Abarth 500 Assetto Corse mientras que Priaulx vencía al piloto de la Fórmula D Tanner Foust con un Ford Focus RS WRC, pero fueron nuevamente eliminados en Semis por el equipo Scandinavia, Jenson perdiendo con un tiempo de 2.04.140 frente al piloto de la DTM Tom Kristensen con 2.03.854 en un Abarth 500 Assetto Corse mientras que Priaulx vencería al piloto de la DTM Mattias Ekstrom pero para el desempate perdería frente a Kristensen.
En la Carrera de Campeones, perdería en la ronda de 16 frente a Tanner Foust por tan solo 0.249 décimas.

#### 2009
Button volvería en la Carrera de Campeones de 2009 el cual fue la edición #22 y fue albergada en el estadio nacional de Beijing en China los días 3 y 4 de noviembre. Era la primera vez que el evento tomara lugar fuera de Europa y el primer evento deportivo a nivel mundial que se hacía allí desde las Olimpiadas de 2008. El evento también se disputó entre semana en vez de hacerse el fin de semana como es usualmente. La copa de naciones se disputó el martes 3 de noviembre, solo 2 días después del final de temporada de la Fórmula 1 en Abu Dhabi en el circuito de Yas Marina, y la carrera de campeones disputada el miércoles 4 de noviembre. Este fue el evento donde Button llegó lejos con un gran desempeño (subcampeón en la copa de naciones y eliminado en semis en la carrera de campeones).
Jenson representó al equipo de Reino Unido juntándose nuevamente con Andy Priaulx para la Copa de Naciones. Reino Unido estaba en el grupo B compitiendo frente al equipo All Stars de David Coulthard y el piloto de la copa mundial de Cross Country Giniel de Villiers y el equipo Mónaco con el piloto de la A1 Grand Prix Clivio Piccione y Emanuele Pirro. Button hizo frente a Coulthard ganándole por 0.570 décimas y Priaulx vencía a de Villiers, luego se enfrentarían Button contra Piccione ganándole con un tiempo de 1.59.109 al 2.01.408 de él y Priaulx le ganaba a Pirro. Reino Unido pasaría de primero en el grupo y avanzaría a Semis frente al equipo anfitrión, China. Button vencería al piloto del campeonato chino de Rally, Han Han con un tiempo de 2.03.201 contra 2.06.654 de su rival en un vehículo ROC, pero Priaulx perdería frente al piloto de la A1 Grand Prix y de la Superleague Formula, Ho-pin Tung, así que era turno de Button de desempatar y lo hizo con un tiempo de 2.01.544 contra el 2.04.477 de su rival en un vehículo ROC. Reino Unido avanzaría a la final frente a nuevamente la dupla de Alemania Michael Schumacher y Sebastian Vettel. Jenson iría primero frente a Michael y perdería por tan solo 0.494 en un vehículo ROC mientras que Andy le ganaría a Sebastian pero perdería frente a Michael para el desempate quedando Reino Unido como subcampeón.
En la carrera de campeones Button estuvo en el grupo A frente a Tanner Foust, Tom Kristensen, y al piloto de Cross Country Guerlain Chicherit. Primero haría frente a Kristensen venciéndolo con un tiempo de 2.00.085 al 2.01.381 de él, luego vencería a Tanner por tan solo 0.05 décimas en un Solution F Prototype y por último vencería a Chicherit en un Ktm X-Bow con un tiempo de 1.59.174 al 2.03.938 de él. Avanzaría a Cuartos y se enfrentaría en un Ford Focus RS WRC a su compatriota y compañero de equipo en la copa de naciones, Andy Priaulx, a quien vencería con un tiempo de 1.51.375 al 1.55.500 de su rival y avanzaría a Semifinales frente a Mattias Ekstrom, el cual perdería con una diferencia de 1.127.

#### 2011

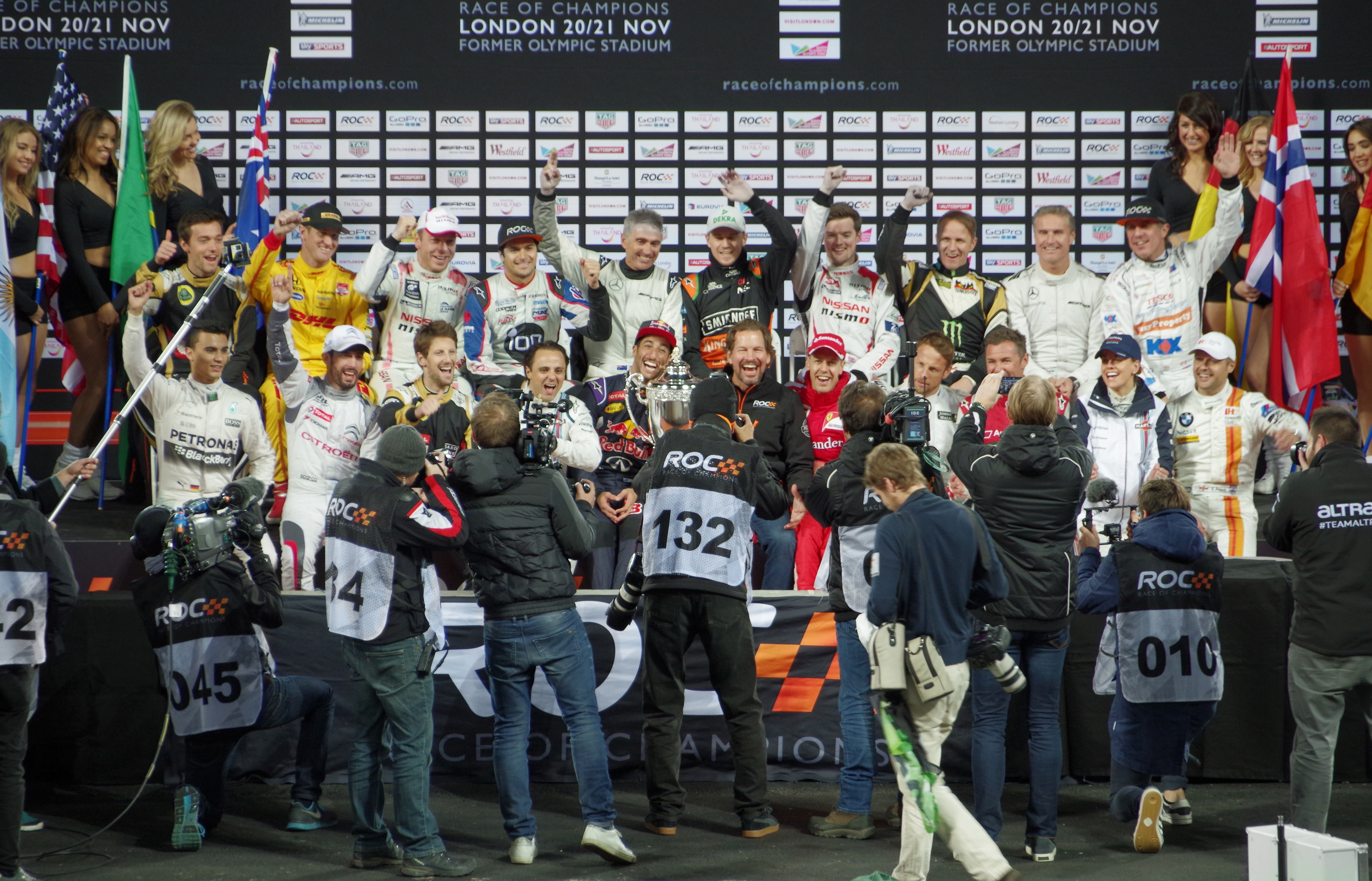
Los pilotos de la ROC 2015

Button volvería para la Carrera de Campeones de 2011 el cual fue el evento #24 y tomó lugar los días 3 y 4 de diciembre en el Espirit Arena en Dusseldorf, Alemania. El Commerzbank Arena en Franfurt tenía previsto albergar el evento pero después de la relegación del equipo a segunda división, el estadio no pudo ser el anfitrión en esas fechas. Era la segunda vez de manera consecutiva y la tercera en total que Alemania albergara el evento después de que el del año pasado también fuese en Dusseldorf.
Jenson representó al equipo de Reino Unido juntándose nuevamente con el piloto de la ILMC Andy Priaulx para la Copa de Naciones. Reino Unido estaba en el grupo B frente a los alemanes, el equipo Eslavico y el All-stars compuesto por David Coulthard y el piloto de la DTM Filipe Albuquerque. Button haría frente a Coulthard en un KTM X-Bow ganándole con un tiempo de 1.11.660 al 1.12.492 de su rival mientras que Priaulx vencería a Albuquerque, después irían frente al equipo Eslavico, Button frente a su rival de la F1 Vitaly Petrov ganándole en un vehículo ROC con un tiempo de 1.15.099 al 1.19.191 de él y Priaulx vencería al piloto de la IRC Kopecky, por último se enfrentarían Button contra Schumacher perdiendo Jenson en un Euro Racecar por tan solo 0.066 décimas mientras que Andy vencía a Sebastian. Reino Unido avanzaría primero en el grupo y se enfrentaría a Alemania nuevamente en semifinales, Button logró vencer a Schumacher en un Euro Racecar con 0.114 de diferencia pero Priaulx perdería contra Vettel dejando a los 2 campeones de Fórmula 1 enfrentándose para el desempate con victoria de Vettel sobre Jenson en un KTM X-Bow con 1.11.528 sobre el 1.18.751 de Button.
En la carrera de campeones Button pasaría de segundo detrás de Schumacher en el grupo C venciendo primero al piloto de la SWRC y de la IRC Juno Hänninen en un KTM X-Bow con untiempo de 1.12.201 al 1.15.122, luego vencería al piloto de los X Games y de la Lucas Oil Off Road Racing Series Brian Deegan en un vehículo ROC con un tiempo de 1.16.190 al 1.19.052 pero perdería contra Michael en un Euro Racecar con un tiempo de 1.14.054 contra el 1.12.925 de Schumacher. Button perdería en cuartos de final frente a Tom Kristensen en un KTM X-Bow por tan solo 0.584 de diferencia.

#### 2015
Button volvería para la Carrera de Campeones de 2015 luego de 3 años de ausencia, el evento se albergó en el Estadio Olímpico de Londres los días 20 y 21 de noviembre.
Jenson representó al segundo equipo de Inglaterra junto con el piloto de la Blancpain Endurance Series Alex Buncombe para la Copa de Naciones. Se enfrentarían en Cuartos al equipo de Escocia, Button vencería a Coulthard mientras que Buncombe vencería a la piloto de pruebas de la F1 Sussie Wolf, Luego avanzarían a semis y se enfrentarían al primer equipo de Inglaterra, Button vencería a Plato pero Buncombe perdería frente a Priaulx dejando a los antiguos compañeros de equipo de copa enfrentándose para el desempate con Andy ganándole a Jenson.
Para la Carrera de Campeones Button se enfrentaría a su rival de Fórmula 1 Felipe Massa en la primera ronda con quien perdería y quedaría eliminado.

## Resumen de carrera
| Temporada | Categoría                                              | Equipo                            | Carreras     | Victorias    | Poles        | VR           | Podios       | Puntos       | Pos.         |
| --------- | ------------------------------------------------------ | --------------------------------- | ------------ | ------------ | ------------ | ------------ | ------------ | ------------ | ------------ |
| 1998      | Campeonato de Fórmula Ford Británica                   | Haywood Racing                    | 15           | 7            | 9            | 7            | 12           | 133          | 1.º          |
| 1998      | Fórmula Ford Festival                                  | Haywood Racing                    |              |              |              |              |              |              | 1.º          |
| 1999      | Campeonato de Fórmula 3 Británica                      | Promatecme UK                     | 16           | 3            | 3            | 4            | 7            | 168          | 3.º          |
| 1999      | Gran Premio de Macao                                   | Promatecme UK                     |              |              |              |              |              |              | 2.º          |
| 1999      | Masters de Fórmula 3                                   | Promatecme UK                     |              |              |              |              |              |              | 5.º          |
| 1999      | Corea Super Prix                                       | Promatecme UK                     |              |              |              |              |              |              | 2.º          |
| 1999      | 24 Horas de Spa                                        | BMW FINA Team Rafanelli           |              |              |              |              |              |              | NC           |
| 2000      | Fórmula 1                                              | BMW WilliamsF1 Team               | 17           | 0            | 0            | 0            | 0            | 12           | 8.º          |
| 2001      | Fórmula 1                                              | Mild Seven Benetton Renault       | 17           | 0            | 0            | 0            | 0            | 2            | 17.º         |
| 2002      | Fórmula 1                                              | Mild Seven Renault F1 Team        | 17           | 0            | 0            | 0            | 0            | 14           | 7.º          |
| 2003      | Fórmula 1                                              | Lucky Strike BAR Honda            | 15           | 0            | 0            | 0            | 0            | 17           | 9.º          |
| 2004      | Fórmula 1                                              | Lucky Strike BAR Honda            | 18           | 0            | 1            | 0            | 10           | 85           | 3.º          |
| 2005      | Fórmula 1                                              | Lucky Strike BAR Honda            | 16           | 0            | 1            | 0            | 2            | 37           | 9.º          |
| 2006      | Fórmula 1                                              | Lucky Strike Honda Racing F1 Team | 18           | 1            | 1            | 0            | 3            | 56           | 6.º          |
| 2007      | Fórmula 1                                              | Honda Racing F1 Team              | 17           | 0            | 0            | 0            | 0            | 6            | 15.º         |
| 2008      | Fórmula 1                                              | Honda Racing F1 Team              | 18           | 0            | 0            | 0            | 0            | 3            | 18.º         |
| 2009      | Fórmula 1                                              | Brawn GP F1 Team                  | 17           | 6            | 4            | 2            | 9            | 95           | 1.º          |
| 2010      | Fórmula 1                                              | Vodafone McLaren Mercedes         | 19           | 2            | 0            | 1            | 7            | 214          | 5.º          |
| 2011      | Fórmula 1                                              | Vodafone McLaren Mercedes         | 19           | 3            | 0            | 3            | 12           | 270          | 2.º          |
| 2012      | Fórmula 1                                              | Vodafone McLaren Mercedes         | 20           | 3            | 1            | 2            | 6            | 188          | 5.º          |
| 2013      | Fórmula 1                                              | Vodafone McLaren Mercedes         | 19           | 0            | 0            | 0            | 0            | 73           | 9.º          |
| 2014      | Fórmula 1                                              | McLaren Mercedes                  | 19           | 0            | 0            | 0            | 1            | 126          | 8.º          |
| 2015      | Fórmula 1                                              | McLaren Honda                     | 19           | 0            | 0            | 0            | 0            | 16           | 16.º         |
| 2016      | Fórmula 1                                              | McLaren Honda                     | 21           | 0            | 0            | 0            | 0            | 21           | 15.º         |
| 2017      | Fórmula 1                                              | McLaren Honda                     | 1            | 0            | 0            | 0            | 0            | 0            | NC           |
| 2017      | Super GT Japonés - GT500                               | Team Mugen                        | 1            | 0            | 0            | 0            | 0            | 0            | NC           |
| 2018      | Super GT Japonés - GT500                               | Team Kunimitsu                    | 8            | 1            | 1            | 0            | 4            | 78           | 1.º          |
| 2018      | 24 Horas de Le Mans - LMP1                             | SMP Racing                        |              |              |              |              |              |              | DNF          |
| 2018-19   | Campeonato Mundial de Resistencia de la FIA - LMP1     | SMP Racing                        | 4            | 0            | 0            | 0            | 1            | 27           | 15.º         |
| 2019      | Super GT Japonés - GT500                               | Team Kunimitsu                    | 8            | 0            | 0            | 0            | 2            | 37           | 8.º          |
| 2019      | Deutsche Tourenwagen Masters                           | Team Kunimitsu                    | 2            | 0            | 0            | 0            | 0            | 0            | NC†          |
| 2020      | British GT Championship                                | Jenson Team Rocket RJN            | 1            | 0            | 0            | 0            | 0            | 0            | NC†          |
| 2021      | Extreme E                                              | JBXE                              | 1            | 0            | 0            | 0            | 0            | 17           | 12.º         |
| 2022-23   | Nitro Rallycross                                       | Xite Energy Racing                | 1            | 0            | 0            | 0            | 0            | 21           | 17.º         |
| 2023      | IMSA SportsCar Championship - GTP                      | JDC-Miller MotorSports            | 1            | 0            | 0            | 0            | 0            | 282          | 23.º         |
| 2023      | NASCAR Cup Series                                      | Rick Ware Racing                  | 3            | 0            | 0            | 0            | 0            | 45           | 35.º         |
| 2023      | 24 Horas de Le Mans                                    | Hendrick Motorsports              |              |              |              |              |              |              | 39.º         |
| 2024      | IMSA SportsCar Championship - GTP                      | JDC-Miller MotorSports            | 1            | 0            | 0            | 0            | 0            | 282          | 23.º         |
| 2024      | Campeonato Mundial de Resistencia de la FIA - Hypercar | Hertz Team Jota                   | 8            | 0            | 0            | 0            | 0            | 28           | 19.º         |
| 2025      | Campeonato Mundial de Resistencia de la FIA - Hypercar | Cadillac Hertz Team Jota          | Disputándose | Disputándose | Disputándose | Disputándose | Disputándose | Disputándose | Disputándose |
| Fuente:   |                                                        |                                   |              |              |              |              |              |              |              |

## Resultados

### 24 Horas de Spa
| Año  | Equipo                  | CoPilotos                | Automóvil                    | Clase | Vueltas | Pos. | Pos. Clase |
| ---- | ----------------------- | ------------------------ | ---------------------------- | ----- | ------- | ---- | ---------- |
| 1999 | BMW FINA Team Rafanelli | David Saelens Tomáš Enge | BMW 320i E46 BMW / Rafanelli | SP    | 22      | DNF  | DNF        |

### Fórmula 1
(Clave) (negrita indica pole position) (cursiva indica vuelta rápida)

| Año     | Escudería                         | 1       | 2       | 3       | 4       | 5       | 6       | 7       | 8       | 9       | 10      | 11      | 12      | 13      | 14      | 15      | 16      | 17      | 18      | 19     | 20     | 21      | Pos. | Puntos |
| ------- | --------------------------------- | ------- | ------- | ------- | ------- | ------- | ------- | ------- | ------- | ------- | ------- | ------- | ------- | ------- | ------- | ------- | ------- | ------- | ------- | ------ | ------ | ------- | ---- | ------ |
| 2000    | BMW Williams F1 Team              | AUS Ret | BRA 6   | SMR Ret | GBR 5   | ESP 17† | EUR 10† | MON Ret | CAN 11  | FRA 8   | AUT 5   | GER 4   | HUN 9   | BEL 5   | ITA Ret | USA Ret | JPN 5   | MYS Ret |         |        |        |         | 8.º  | 12     |
| 2001    | Mild Seven Benetton Renault       | AUS 14† | MYS 11  | BRA 10  | SMR 12  | ESP 15  | AUT Ret | MON 7   | CAN Ret | EUR 13  | FRA 16† | GBR 15  | GER 5   | HUN Ret | BEL Ret | ITA Ret | USA 9   | JPN 7   |         |        |        |         | 17.º | 2      |
| 2002    | Mild Seven Renault F1 Team        | AUS Ret | MYS 4   | BRA 4   | SMR 5   | ESP 12† | AUT 7   | MON Ret | CAN 15† | EUR 5   | GBR 12† | FRA 6   | GER Ret | HUN Ret | BEL Ret | ITA 5   | USA 8   | JPN 6   |         |        |        |         | 7.º  | 14     |
| 2003    | Lucky Strike BAR Honda            | AUS 10  | MYS 7   | BRA Ret | SMR 8   | ESP 9   | AUT 4   | MON DNS | CAN Ret | EUR 7   | FRA Ret | GBR 8   | GER 8   | HUN 10  | ITA Ret | USA Ret | JPN 4   |         |         |        |        |         | 9.º  | 17     |
| 2004    | Lucky Strike BAR Honda            | AUS 6   | MYS 3   | BHR 3   | SMR 2   | ESP 8   | MON 2   | EUR 3   | CAN 3   | USA Ret | FRA 5   | GBR 4   | GER 2   | HUN 5   | BEL Ret | ITA 3   | CHN 2   | JPN 3   | BRA Ret |        |        |         | 3.º  | 85     |
| 2005    | Lucky Strike BAR Honda            | AUS 11† | MYS Ret | BHR Ret | SMR DSQ | ESP EX  | MON EX  | EUR 10  | CAN Ret | USA DNS | FRA 4   | GBR 5   | GER 3   | HUN 5   | TUR 5   | ITA 8   | BEL 3   | BRA 7   | JPN 5   | CHN 8  |        |         | 9.º  | 37     |
| 2006    | Lucky Strike Honda Racing F1 Team | BHR 4   | MYS 3   | AUS 10† | SMR 7   | EUR Ret | ESP 6   | MON 11  | GBR Ret | CAN 9   | USA Ret | FRA Ret | GER 4   | HUN 1   | TUR 4   | ITA 5   | CHN 4   | JPN 4   | BRA 3   |        |        |         | 6.º  | 56     |
| 2007    | Honda Racing F1 Team              | AUS 15  | MYS 12  | BHR Ret | ESP 12  | MON 11  | CAN Ret | USA 12  | FRA 8   | GBR 10  | EUR Ret | HUN Ret | TUR 13  | ITA 8   | BEL Ret | JPN 11† | CHN 5   | BRA Ret |         |        |        |         | 15.º | 6      |
| 2008    | Honda Racing F1 Team              | AUS Ret | MYS 10  | BHR Ret | ESP 6   | TUR 11  | MON 11  | CAN 11  | FRA Ret | GBR Ret | GER 17  | HUN 12  | EUR 13  | BEL 15  | ITA 15  | SIN 9   | JPN 14  | CHN 16  | BRA 13  |        |        |         | 18.º | 3      |
| 2009    | Brawn GP F1 Team                  | AUS 1   | MYS 1~  | CHN 3   | BHR 1   | ESP 1   | MON 1   | TUR 1   | GBR 6   | GER 5   | HUN 7   | EUR 7   | BEL Ret | ITA 2   | SIN 5   | JPN 8   | BRA 5   | ABU 3   |         |        |        |         | 1.º  | 95     |
| 2010    | Vodafone McLaren Mercedes         | BHR 7   | AUS 1   | MYS 8   | CHN 1   | ESP 5   | MON Ret | TUR 2   | CAN 2   | EUR 3   | GBR 4   | GER 5   | HUN 8   | BEL Ret | ITA 2   | SIN 4   | JPN 4   | RCO 12  | BRA 5   | ABU 3  |        |         | 5.º  | 214    |
| 2011    | Vodafone McLaren Mercedes         | AUS 6   | MYS 2   | CHN 4   | TUR 6   | ESP 3   | MON 3   | CAN 1   | EUR 6   | GBR Ret | GER Ret | HUN 1   | BEL 3   | ITA 2   | SIN 2   | JPN 1   | RCO 4   | IND 2   | ABU 3   | BRA 3  |        |         | 2.º  | 270    |
| 2012    | Vodafone McLaren Mercedes         | AUS 1   | MYS 14  | CHN 2   | BHR 18† | ESP 9   | MON 16† | CAN 16  | EUR 8   | GBR 10  | GER 2   | HUN 6   | BEL 1   | ITA Ret | SIN 2   | JPN 4   | RCO Ret | IND 5   | ABU 4   | USA 5  | BRA 1  |         | 5.º  | 188    |
| 2013    | Vodafone McLaren Mercedes         | AUS 9   | MYS 17† | CHN 5   | BHR 10  | ESP 8   | MON 6   | CAN 12  | GBR 13  | GER 6   | HUN 7   | BEL 6   | ITA 10  | SIN 7   | RCO 8   | JPN 9   | IND 14  | ABU 12  | USA 10  | BRA 4  |        |         | 9.º  | 73     |
| 2014    | McLaren Mercedes                  | AUS 3   | MYS 6   | BHR 17† | CHN 11  | ESP 11  | MON 6   | CAN 4   | AUT 11  | GBR 4   | GER 8   | HUN 10  | BEL 6   | ITA 8   | SIN Ret | JPN 5   | RUS 4   | USA 12  | BRA 4   | ABU 5  |        |         | 8.º  | 126    |
| 2015    | McLaren Honda                     | AUS 11  | MYS Ret | CHN 14  | BHR DNS | ESP 16  | MON 8   | CAN Ret | AUT Ret | GBR Ret | HUN 9   | BEL 14  | ITA 14  | SIN Ret | JPN 16  | RUS 9   | USA 6   | MEX 14  | BRA 14  | ABU 12 |        |         | 16.º | 16     |
| 2016    | McLaren Honda                     | AUS 14  | BHR Ret | CHN 13  | RUS 10  | ESP 9   | MON 9   | CAN Ret | EUR 11  | AUT 6   | GBR 12  | HUN Ret | GER 8   | BEL Ret | ITA 12  | SIN Ret | MYS 9   | JPN 18  | USA 9   | MEX 12 | BRA 16 | ABU Ret | 15.º | 21     |
| 2017    | McLaren Honda                     | AUS     | CHN     | BHR     | RUS     | ESP     | MON Ret | CAN     | AZE     | AUT     | GBR     | HUN     | BEL     | ITA     | SIN     | MYS     | JPN     | USA     | MEX     | BRA    | ABU    |         | NC   | 0      |
| Fuente: |                                   |         |         |         |         |         |         |         |         |         |         |         |         |         |         |         |         |         |         |        |        |         |      |        |

### Super GT Japonés
(Clave) (negrita indica pole position) (cursiva indica vuelta rápida)

| Año  | Equipo         | Automóvil    | Clase | 1      | 2     | 3      | 4      | 5     | 6       | 7     | 8     | Pos. | Puntos |
| ---- | -------------- | ------------ | ----- | ------ | ----- | ------ | ------ | ----- | ------- | ----- | ----- | ---- | ------ |
| 2017 | Team Mugen     | Honda NSX-GT | GT500 | OKA    | FUJ   | AUT    | SUG    | FUJ   | SUZ 12  | CHA   | MOT   | NC   | 0      |
| 2018 | Team Kunimitsu | Honda NSX-GT | GT500 | OKA 2  | FUJ 9 | SUZ 2  | CHA 11 | FUJ 5 | SUG 1   | AUT 5 | MOT 3 | 1.º  | 78     |
| 2019 | Team Kunimitsu | Honda NSX-GT | GT500 | OKA 15 | FUJ 3 | SUZ 13 | CHA 12 | FUJ 2 | AUT Ret | SUG 8 | MOT 6 | 8.º  | 37     |

### 24 Horas de Le Mans
| Año     | Equipo                   | Copilotos                        | Automóvil              | Clase      | Vueltas | Pos. | Pos. Clase |
| ------- | ------------------------ | -------------------------------- | ---------------------- | ---------- | ------- | ---- | ---------- |
| 2018    | SMP Racing               | Mijaíl Alioshin Vitali Petrov    | BR Engineering BR1-AER | LMP1       | 315     | DNF  | DNF        |
| 2023    | Hendrick Motorsports     | Jimmie Johnson Mike Rockenfeller | Chevrolet Camaro ZL1   | Innovative | 285     | 39.º | 39.º       |
| 2024    | Hertz Team Jota          | Phil Hanson Oliver Rasmussen     | Porsche 963            | Hypercar   | 311     | 9.º  | 9.º        |
| 2025    | Cadillac Hertz Team Jota | Earl Bamber Sébastien Bourdais   | Cadillac V-Series.R    | Hypercar   | 386     | 7.º  | 7.º        |
| Fuente: |                          |                                  |                        |            |         |      |            |

### Campeonato Mundial de Resistencia de la FIA
(Clave) (negrita indica pole position) (cursiva indica vuelta rápida)

| Año     | Escudería  | Clase | Automóvil              | 1   | 2   | 3   | 4   | 5   | 6   | 7   | 8   | Pos. | Puntos | Ref.  |
| ------- | ---------- | ----- | ---------------------- | --- | --- | --- | --- | --- | --- | --- | --- | ---- | ------ | ----- |
| 2018-19 | SMP Racing | LMP1  | BR Engineering BR1-AER | SPA | LMS | SIL | FUJ | SHA | SEB | SPA | LMS | 15.º | 27     | [ 4 ] |
| 2018-19 | SMP Racing | LMP1  | BR Engineering BR1-AER |     | Ret | Ret | 4   | 3   |     |     |     | 15.º | 27     | [ 4 ] |

## Estilo de conducción

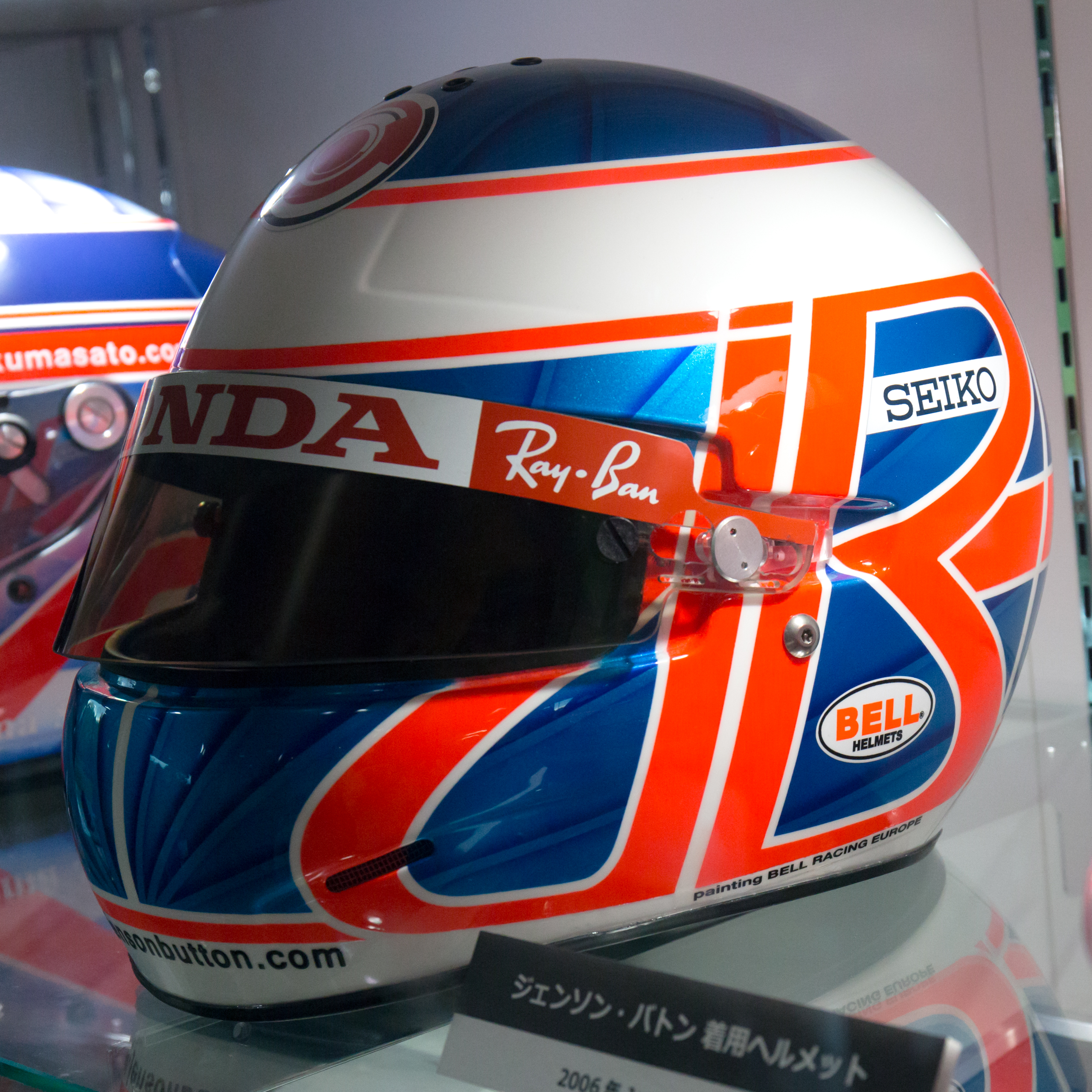
Diseño general del casco de Jenson.

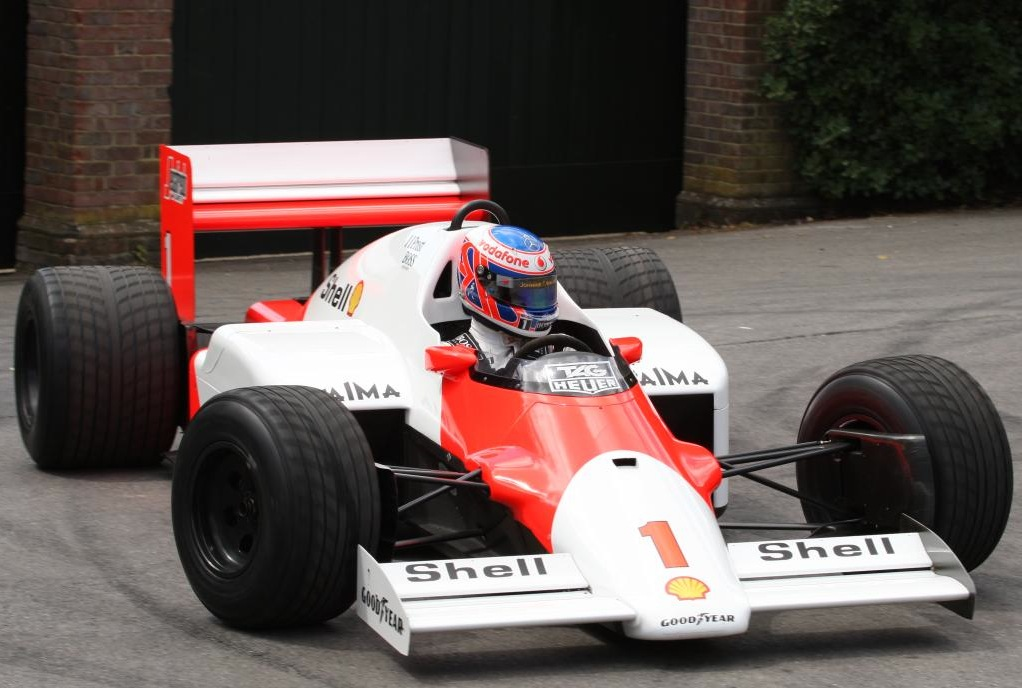
Jenson Button conducciendo el McLaren de Alain Prost en Goodwood FOS 2010.

Jenson es conocido por tener un estilo de conducción muy suave; el periodista Mark Hughes escribió en 2009, "Button tiene una sensación fantástica de la cantidad de movimiento que se puede tener en una curva y esto le permite que en sus entradas-su dirección y los movimientos del acelerador sea mínimo, en particular, tienden a ser elegante y bien coordinados. "Esto permite lograr un buen desempeño en condiciones difíciles, como su primera victoria en el Gran Premio de Hungría de 2006. Muchos creen que el uso de su estilo suave hace que logre conservar sus neumáticos mejor durante la carrera que otros conductores. Sin embargo, su estilo suave también puede significar que él lucha para generar la temperatura de los neumáticos necesarios en los días fríos o pistas poco exigentes.
Junto con su estilo de conducción, Button ha demostrado decisiones de carrera inteligentes, tales como su estrategia de paradas en boxes durante el Gran Premio de Australia de 2010. Jackie Stewart señaló similitudes con el estilo de conducción y Racecraft de Alain Prost. En una entrevista en 2003, dijo Button sobre Prost: "Su manera de conducir era tan suave, él es la persona que he modelado a mí mismo en." Sin embargo, se contradijo en 2009, cuando dijo: "yo nunca he tratado de modelar a mí mismo a nadie. No creo que muchas personas lo hacen cuando están llevando a cabo su carrera". También se han realizado comparación con la rivalidad en McLaren con el campeón del mundo Lewis Hamilton a la rivalidad Prost-Senna de la década de 1980, aunque este tenía claramente una relación más tempestuosa.

## Vida privada

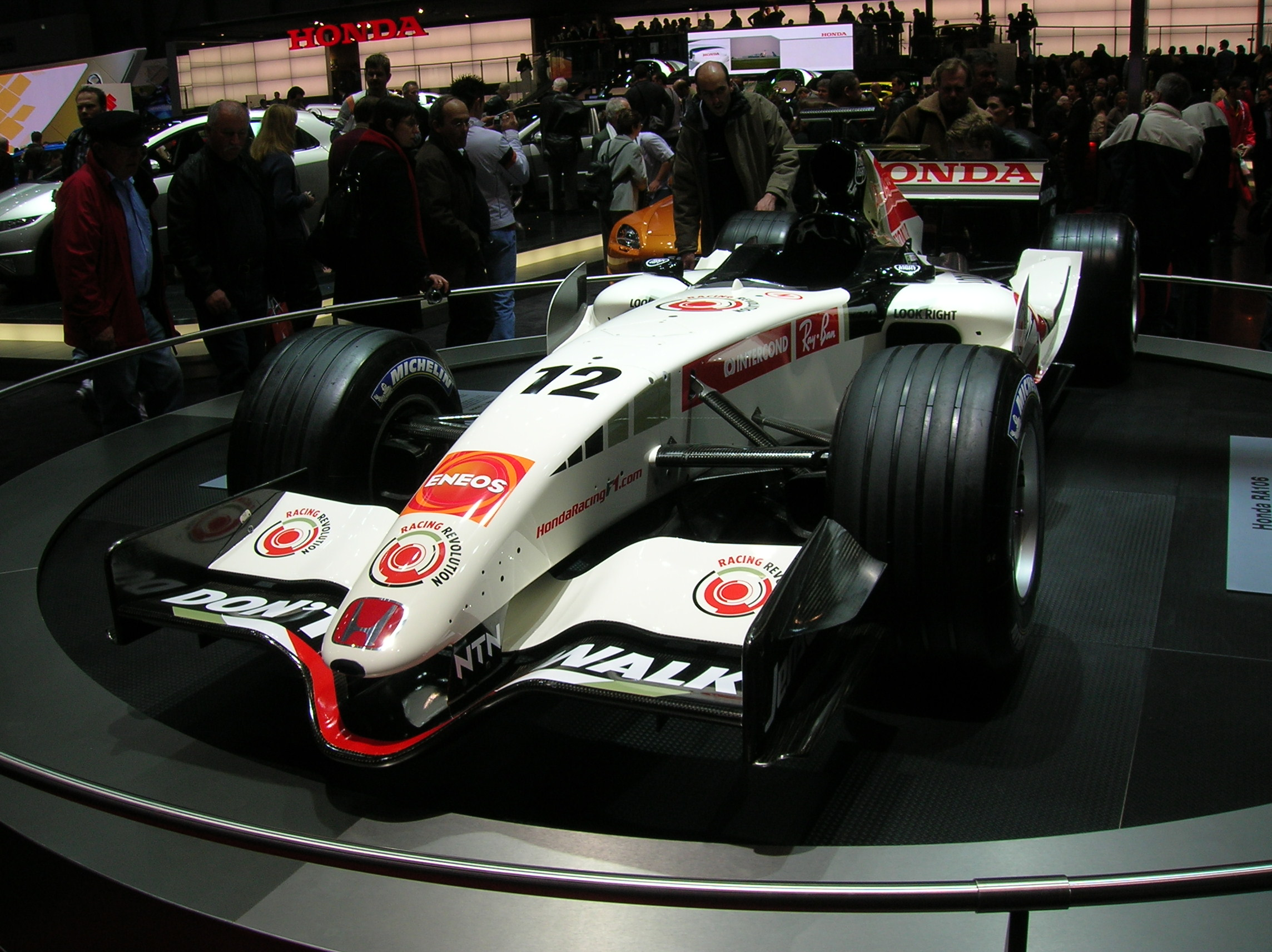
El Honda RA106 de Button en subasta.

Como muchos pilotos de Fórmula 1, Button reside en el principado de Mónaco. También tiene propiedades en el Reino Unido y Baréin, y posee una casa en la isla de Guernsey. Entre sus aficiones se incluye el ciclismo de montaña y el bodyboard; su colección de automóviles incluye una Volkswagen Transporter de 1956, un Bugatti Veyron, un Honda S600, un Nissan GT-R, un Mercedes C63 AMG, numerosos Ferraris (incluyendo un Enzo) y su ganador del campeonato Brawn BGP 001. En 2013, Button anunció sus planes de vender su Ferrari Enzo rojo en una subasta. Anteriormente fue dueño de un Honda NSX Type R azul.

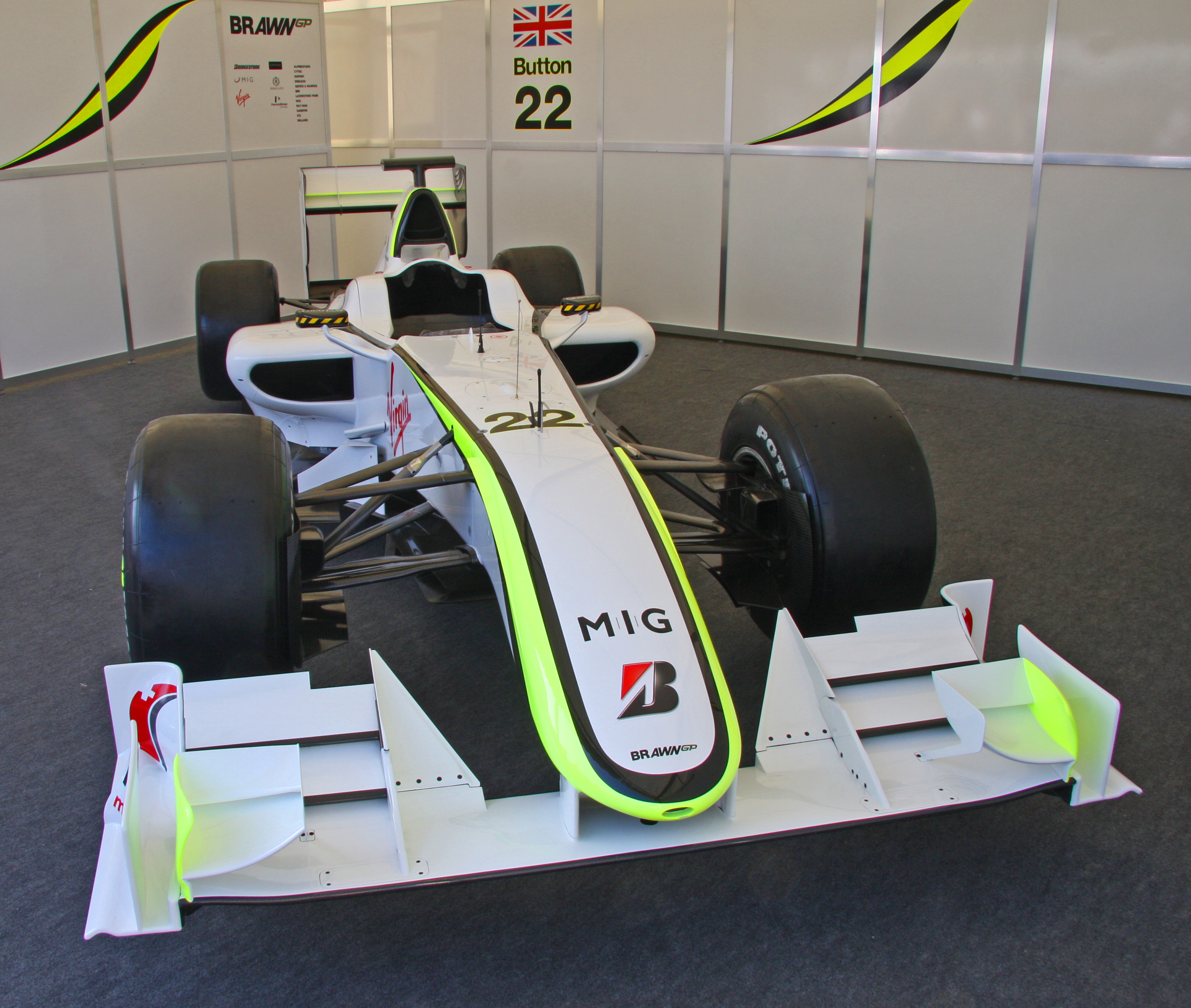
Brawn BGP 001 de Jenson en el Festival de la Velocidad de Goodwood.

Button estuvo comprometido con la cantante de pop y actriz inglesa Louise Griffiths antes de finalizar sus cinco años de relación en mayo de 2005. En diciembre de 2014 se casó con la modelo Jessica Michibata, hija del cantante argentino Cacho Valdez. El 14 de febrero de 2014, Button propuso matrimonio a Michibata, y los dos se casaron en Hawái en diciembre de 2014. En diciembre de 2015, Button anunció que se habían separado después de un año de matrimonio.
Button tiene al menos tres tatuajes: un botón de abrigo negro en el antebrazo derecho; un gran diseño tribal que abarca el hombro izquierdo y la parte superior del pecho; y japoneses Kanji-personajes en el tobillo que dice "一番" (prohibición de Ichi, "número uno" en japonés); esto se hizo antes de que ganara el título mundial, y es el nombre del equipo de triatlón de Button. Desde mediados de 2010, la misma leyenda ha aparecido en el casco de la carrera de él. Button es también un embajador de la marca Head & Shoulders, y ha aparecido en campañas publicitarias para la empresa.
Button también está involucrado en el trabajo de caridad a través de la creación de la Jenson Button Trust. Establecido en marzo de 2010, el Fondo proporciona donaciones a una serie de causas benéficas. Cada año la Fundación seleccionará y designar beneficiarios de caridad a la que se distribuirán los fondos.
El 5 de septiembre de 2011, Button abrió un restaurante Beulah Street en Harrogate llamado Victus, pero se cerró después de menos de un año en el comercio. Gerente de Button, Richard Goddard dijo que "por desgracia, el negocio se puso en marcha en una economía que luego continuó su caída y no se ha detenido, con la gente simplemente no tienen el ingreso disponible necesaria para pasar en restaurantes".

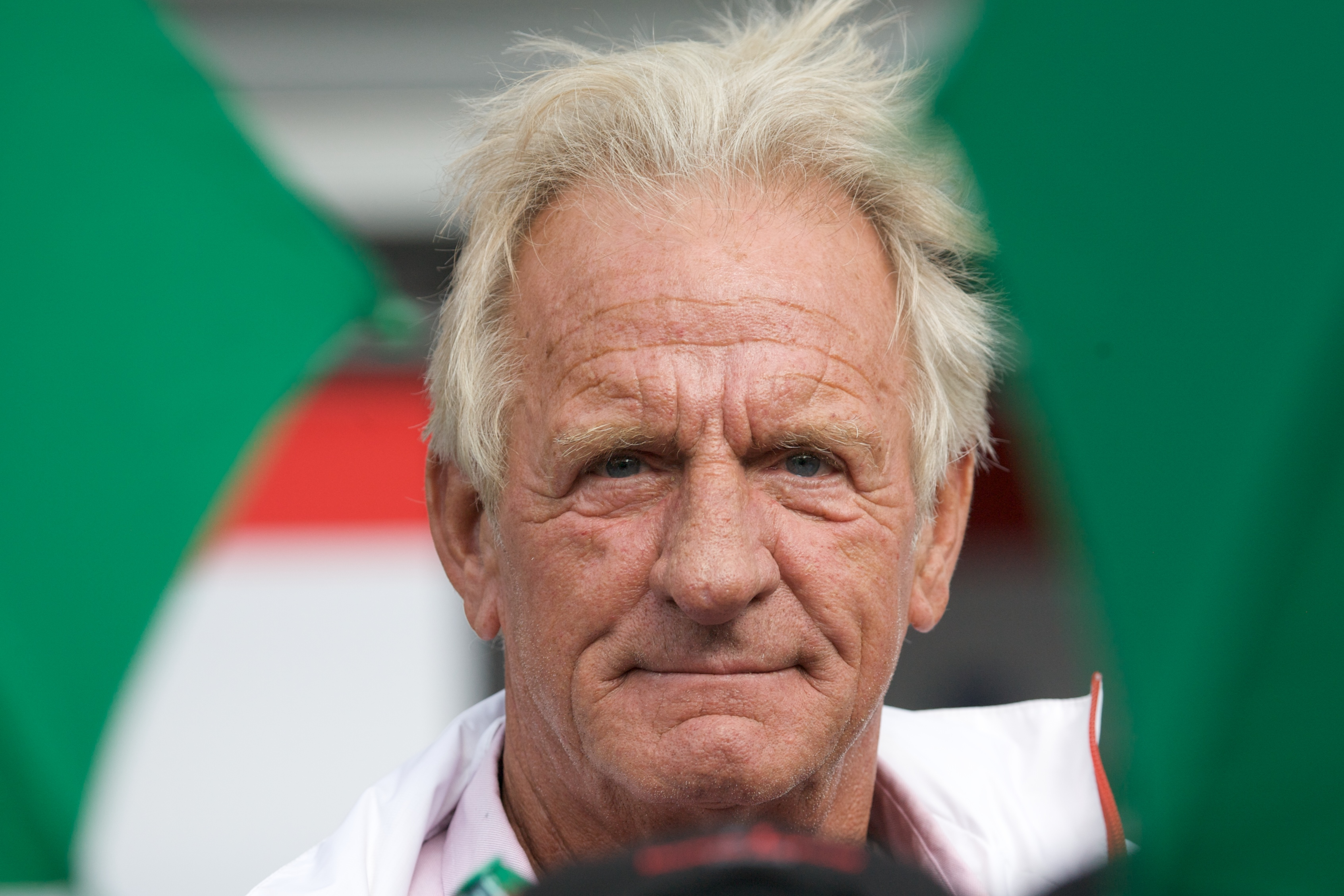
John Button, padre de Jenson.

El 12 de enero de 2014, el padre de Button, John, murió en su casa en la Riviera francesa, a la edad de 70. John el que Jenson llama "Papá Pitufo", se cree que ha muerto a causa de un ataque al corazón. John era un miembro constante del paddock de Jenson.
El 3 de agosto de 2015, Button y su esposa Jessica se hospedaron en una casa de Saint-Tropez alquilada durante su estancia con amigos cuando los ladrones saquearon la casa y robaron pertenencias por valor de £ 300.000, incluyendo el anillo de compromiso de £ 250.000 de su esposa. Los informes indicaron que la pareja podría haber sido gaseados a través del sistema de aire acondicionado antes de la entrada de los ladrones en el edificio.
El 18 de octubre de 2015, Button ganó una competición de triatlón en Hermosa Beach, California.
Actualmente Jenson sale con la modelo Brittny Ward. Con ella, tuvo un hijo en 2019. En junio de 2020 la pareja anunció que estaban esperando una niña que nacerá a finales de año.

## Palmarés y récords
Actualmente es el 6.o piloto en la historia de la F1 con más Grandes Premios (306 comenzadas detrás de Schumacher con 307, Hamilton con 317, Barrichello con 323, Raikkonen con 350 y de Alonso con 363).
Es el 11.º Piloto más joven en debutar en la máxima categoría (20 años y 53 días GP de Australia 2000) y el 5.º más joven en lograr acabar en puntos (20 años y 67 días, GP de Brasil segunda carrera).
Es el 18.º piloto con más victorias (15, por delante de pilotos como Fittipaldi y Coulthard).
Es el 4.º piloto con más grandes premios comenzados antes de ganar (113 GGPP, Hungría 2006) a su vez es el 13.º piloto en ganar un Gran Premio desde lo más atrás de la grilla (14°, Hungría 2006).
Es el 11.º piloto con más puntos (1235pts) y el 7.º con más veces acabando en ellos (162 GGPP) a su vez, la temporada con más puntos consecutivos logrados fue la del 2009 con 12 GGPP y en total es la de 2011 con 17 GGPP.
2009 fue para Button su mejor temporada en cuanto a récords, logrando 4 victorias consecutivas (Baréin-Turquía) de un total de 6, 7 podios consecutivos (Australia-Turquía), siendo el 10.º piloto en lograr podios consecutivos desde el inicio de temporada, su temporada con más podios en total fue la de 2011 con 12 y a Button le tomo 70 GGPP lograr su primer podio (GP de Malasia 2004) y lograr 4 poles (su primera en el Gp de San Marino 2004 luego de 72 GGPP), a su vez siendo Australia el circuito con mejor dominio 3 victorias (a una del mayor ganador Schumacher) y 2 pole positions.
A Button le tomo 10 temporadas en ser campeón del mundo y él es 10.º Británico en lograrlo.
Ha logrado 3 grandes premios con victoria y vuelta rápida (Malasia 2009, Canadá 2011, Japón 2011), 5 grandes premios con victoria y pole position (Australia, Malasia, España y Mónaco 2009, Bélgica 2012) y un solo hat-trick (Victoria, Pole y Vuelta Rápida) en el GP de Malasia 2009.
También es el piloto que más veces visitó los pits (6) y término ganado la carrera y a su vez ganador de la carrera de más larga duración (GP de Canadá 2011).